# Lịch sử Bỉ
Lịch sử Bỉ có từ trước khi thành lập nước Bỉ hiện đại năm 1830. Lịch sử Bỉ đan xen với lịch sử các nước láng giềng là Hà Lan, Đức, Pháp và Luxembourg. Trong hầu hết chiều dài lịch sử, vùng đất Bỉ hiện nay từng thuộc về một lãnh thổ lớn hơn (ví dụ như Đế quốc Caroling), hoặc bị chia thành các quốc gia nhỏ (nổi bật nhất là Công quốc Brabant, Bá quốc Vlaanderen, Lãnh địa thân vương-giám mục Liège và Bá quốc Luxembourg). Do có vị trí chiến lược và là nơi giao chiến của nhiều đội quân, nên kể từ Chiến tranh Ba mươi Năm (1618-1648), nước Bỉ thường được gọi là"chiến trường của châu Âu". Bỉ cũng được chú ý với tư cách là quốc gia châu Âu nằm trên ranh giới tiếng Pháp gốc Latinh và tiếng Hà Lan thuộc nhóm German.
Quá trình hình thành nước Bỉ, cũng như các nước lân cận trong vùng Benelux, bắt nguồn từ Mười bảy tỉnh thuộc Hà Lan Bourgogne. Các tỉnh này hợp nhất dưới quyền Nhà Valois-Bourgogne, và cuối cùng tuyên bố độc lập với cả Pháp và Đức, nhờ một hậu duệ của dòng họ này là Karl V, Hoàng đế La Mã Thần Thánh - ông tuyên bố độc lập cho vùng này trong Sắc lệnh 1549. Chiến tranh Tám mươi Năm (1568 – 1648), dẫn đến chia rẽ giữa nước Cộng hòa Hà Lan ở phía bắc, và miền nam các Vùng đất thấp (từ đó hình thành Bỉ và Luxembourg). Vùng lãnh thổ phía nam tiếp tục thuộc quyền trị vì của gia tộc Habsburg - hậu duệ của nhà Burgundy, ban đầu có tên gọi là"Hà Lan Tây Ban Nha". Cuộc xâm lược của Pháp dưới thời Louis XIV dẫn tới việc mất quyền kiểm soát vùng Hauts-de-France về tay nước Pháp, trong khi khu vực còn lại cuối cùng trở thành vùng"Hà Lan Áo". Chiến tranh Cách mạng Pháp khiến Bỉ nhập thành một phần của Pháp vào năm 1795, kết thúc thời kì bán độc lập của khu vực trước đây thuộc về giáo hội Công giáo. Sau thất bại của nước Pháp năm 1814, Vương quốc Liên hiệp Hà Lan mới được thành lập, và cuối cùng lại được chia nhỏ một lần nữa trong Cách mạng Bỉ 1830–1839, thành lập nên ba nhà nước hiện đại là Bỉ, Hà Lan và Luxembourg.
Các cảng và ngành công nghiệp dệt của Bỉ từng có vai trò quan trọng trong thời Trung Cổ, và nước Bỉ hiện đại là một trong những quốc gia đầu tiên trải qua cách mạng công nghiệp, đem lại phồn vinh vào thế kỷ XIX, song cũng hình thành sự phân rẽ chính trị giữa thương nhân theo chủ nghĩa tự do và công nhân theo chủ nghĩa xã hội. Nhà vua xây dựng đế quốc thực dân cá nhân của mình tại Congo thuộc Bỉ, song chính phủ nắm quyền sau một vụ bê bối lớn vào năm 1908. Nước Bỉ giữ thế trung lập, nhưng do vị trí chiến lược mở đường sang Pháp nên Bỉ trở thành mục tiêu xâm lược của Đức vào năm 1914 và 1940. Điều kiện sống trong thời kì bị chiếm đóng vô cùng khắc khổ. Trong thời kì hậu chiến, Bỉ là quốc gia đi đầu trong việc hàn gắn châu Âu, là thành viên nòng cốt lập nên tổ chức tiền thân của Liên minh châu Âu. Bruxelles hiện là điểm đặt trụ sở của NATO và là thủ đô (không chính thức) của Liên minh châu Âu. Các thuộc địa đã giành độc lập vào đầu thập niên 1960.
Xét về mặt chính trị, quốc gia này đã từng phân hóa về tôn giáo, và trong vài thập kỉ gần đây, Bỉ phải đối mặt với những chia rẽ mới, liên quan đến sự khác biệt về ngôn ngữ và sự phát triển kinh tế không đồng đều. Sự tương phản này thường xuyên hiện hữu, và dẫn đến cuộc cải tổ sâu rộng vào thập niên 1970, chuyển từ nước Bỉ đơn nhất trước đây thành quốc gia liên bang và liên tiếp xảy ra khủng hoảng trong chính phủ. Nước Bỉ hiện nay được chia thành ba vùng, vùng Vlaanderen (nói tiếng Hà Lan) ở phía Bắc, vùng Wallonie (nói tiếng Pháp) ở phía Nam, và Bruxelles sử dụng cả hai thứ tiếng ở giữa. Cũng có một bộ phận dân số nói tiếng Đức sống tại khu vực dọc biên giới Đức, và tiếng Đức là ngôn ngữ chính thức thứ ba tại Bỉ. Kinh tế Bỉ rất phát đạt và hội nhập sâu rộng trong khu vực châu Âu.

## Trước thời kì độc lập

### Tiền sử

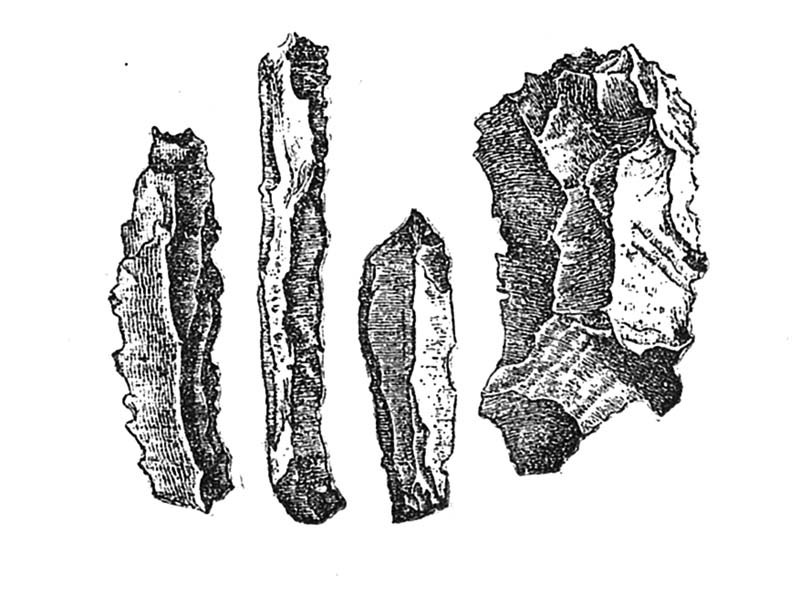
Dao làm từ đá lửa được phát hiện trong hang đá tại Bỉ

Trên vùng đất thuộc Bỉ, hóa thạch của người Neanderthal được phát hiện tại Engis vào năm 1829-30 và một số vùng khác, một số hóa thạch có niên đại tối thiểu 100.000 năm TCN.
Kỹ thuật canh tác thời đồ đá mới sớm nhất tại miền bắc châu Âu, được gọi là văn hoá đồ gốm đường vạch (LBK), đã lan đến khu vực phía đông nước Bỉ, đây là điểm cực tây bắc của nền văn minh này (tính từ điểm xuất phát tại khu vực Đông Nam Âu). Quá trình mở rộng này dừng lại ở vùng Hesbaye phía đông nước Bỉ vào khoảng năm 5000 TCN. Nền văn minh đồ gốm đường vạch LBK tại Bỉ nổi tiếng về các bức tường phòng thủ xây bao quanh các ngôi làng, điều này không phải lúc nào cũng cần thiết vì những người săn bắn hái lượm thường có liên hệ gần gũi với nhau.
Các trường phái gốm Limburg và gốm La Hoguette lan rộng tới tây bắc nước Pháp và Hà Lan, nhưng cũng có lúc người ta cho rằng các kĩ thuật này bắt nguồn từ kĩ thuật làm gốm của cộng đồng LBK sống ở phía đông Bỉ và đông bắc Pháp, và là sản phẩm của những người săn bắt và hái lượm. Nền văn minh đồ đá mới bắt đầu muộn hơn một chút, được tìm thấy ở vùng trung Wallonie, được gọi là"Groupe de Blicquy", có thể là đại diện cho hậu duệ của những người khai hoang LBK. Một di tích khảo cổ đáng chú ý tại khu vực này là các mỏ đá lửa thời đại đồ đá mới tại Spiennes.
Nền nông nghiệp tại Bỉ thời kì đầu không diễn ra liên tục. Các nền văn minh LBK và Blicquy biến mất và không được tiếp nối một thời gian dài trước khi nền văn minh trồng trọt mới là văn minh Michelsberg xuất hiện và lan rộng. Những người săn bắt và hái lượm thuộc nền văn minh Swifterbant dường như đã sống tại vùng đất cát phía bắc nước Bỉ song dần dần bị ảnh hưởng bởi kỹ thuật canh tác và làm gốm.
Cuối thiên niên kỉ 4 và trong thiên niên kỷ 3 TCN, toàn bộ vùng Vlaanderen chỉ có tương đối ít bằng chứng cho thấy có người định cư ở đây. Mặc dù có cảm giác rằng con người thường xuyên hiện diện ở khu vực này, nhưng rất khó đưa ra đánh giá chi tiết dựa trên các bằng chứng đang có. Nền văn minh Seine-Oise-Marne mở rộng tới vùng Ardennes, và kết hợp với các di chỉ cự thạch tại đây (ví dụ như di chỉ Wéris), nhưng không phân tán rộng khắp trên toàn bộ lãnh thổ Bỉ. Về phía bắc và phía đông Bỉ, tại Hà Lan, người ta cho rằng một nhóm văn minh bán định cư từng tồn tại, được gọi là tổ hợp Vlaardingen-Wartburg-Stein, có thể đã phát triển từ các nền văn minh Swifterbant và Michelsburg đề cập ở trên. Xu hướng này tiếp diễn tới cuối thời đại đồ đá mới và giai đoạn đầu thời đại đồ đồng. Trong giai đoạn cuối thời đại đồ đá mới, đã tìm được bằng chứng của các nền văn minh Đồ có sọc nổi và Chuông-Vại ở phía nam của Hà Lan, nhưng những nền văn hóa này dường như cũng không có ảnh hướng lớn trên toàn bộ nước Bỉ.
Dân số Bỉ bắt đầu tăng lên đều đặn từ cuối thời đại đồ đồng từ khoảng năm 1750 TCN. Ba nền văn minh châu Âu xuất hiện nối tiếp nhau và có thể có liên hệ trực tiếp. Đầu tiên, nền văn minh Cánh đồng bình tro cốt xuất hiện (ví dụ như các nấm mồ được tìm thấy ở Ravels và Hamont-Achel trong vùng Campine). Sau đó, khi bước vào thời đại đồ sắt là nền văn minh Hallstatt và nền văn minh La Tène. Tất cả các nền văn minh này đều có liên hệ trực tiếp với ngữ hệ Ân - Âu, đặc biệt là ngữ tộc Celt vốn có liên hệ chặt chẽ với nền văn hóa La Tène, và có thể là cả Halstatt. Điều này là do các ghi chép cổ Hy Lạp và La Mã (Roma) tại khu vực nơi nền văn minh này định cư đều ghi lại tên địa danh và tên người theo tiếng Celt.
Tuy nhiên một giả thuyết có thể xảy ra là tại Bỉ, đặc biệt là tại khu vực phía bắc, các nền văn minh Hallstatt và La Tène được tầng lớp tinh hoa mới đem tới, và có thể ngôn ngữ chính của dân cư không phải là tiếng Celt. Từ năm 500 TCN các bộ lạc người Celt định cư tại khu vực này và buôn bán với dân cư vùng Địa Trung Hải. Từ khoảng năm 150 TCN, đồng tiền xu đầu tiên được sử dụng, do ảnh hưởng từ việc giao thương với khu vực Địa Trung Hải.

### Giai đoạn Celt và La Mã

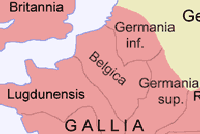
Tỉnh Gallia Belgica thuộc La Mã vào khoảng năm 120

Khi Julius Caesar đến vùng này, theo như ghi chép trong cuốn De Bello Gallico, dân cư ở Bỉ, đông bắc Pháp và Rheinland của Đức được gọi là người Belgae (nước Bỉ hiện đại được đặt tên theo tộc người này), và họ được coi là nhánh phía bắc của dân tộc Gaul. (Khu vực Luxembourg, bao gồm tỉnh Luxembourg thuộc Bỉ, là nơi định cư của người Treveri, họ có thể không được coi hoàn toàn là người Belgae.). Hiện vẫn còn nhiều tranh cãi về các đặc điểm khác biệt giữa người Belgae ở phía Bắc, người Celt ở phía nam, và người Germani sống qua sông Rhine.
Caesar nói rằng người Belgae khác với những người Gaul khác về ngôn ngữ, luật lệ và phong tục, và ông cũng nói rằng họ có tổ tiên Germani, nhưng ông không đi sâu vào chi tiết. Dường như rõ ràng là văn hóa và ngôn ngữ Celt có ảnh hưởng rất mạnh đối với người Belgae, đặc biệt là những người sống tại khu vực thuộc nước Pháp hiện đại. Mặt khác, các nhà ngôn ngữ đề xuất rằng có bằng chứng về việc dân cư phía bắc nước Bỉ từng sử dụng một ngôn ngữ hệ Ấn-Âu có liên hệ song riêng biệt với nhóm Cel và German, và trong cộng đồng người Belgae phía bắc, ngữ tộc Celt có lẽ chưa bao giờ đóng vai trò ngôn ngữ phổ thông của đại đa số.
Thủ lĩnh các đội quân đồng minh Belgic đối đầu với Caesar tại khu vực nước Pháp hiện đại, là người Suessiones, người Viromandui và người Ambiani, và có lẽ còn bao gồm một số láng giềng khác, sống trong khu vực mà Caesar dường như phân biệt là người Bỉ thực thụ trong thời kì đó. Xét trên lãnh thổ nước Bỉ hiện đại, Caesar đã ghi chép lại rằng, nhóm đồng minh phía bắc của người Belgae, từ phía tây đến phía đông bao gồm người Menapii, người Nervii, and người Germani cisrhenani, là những tộc người kém phát triển hơn về kinh tế song thiện chiến hơn, tương tự như tộc người Germani phía đông sông Rhine. Người Menapii và người Germani sống trong các khu rừng gai thấp, đảo và đầm lầy; còn người Nervi sống ở khu vực trung tâm nước Bỉ cố tình trồng những hàng rào rậm rạp để ngăn không cho kị binh xâm nhập. Cũng có rất ít bằng chứng khảo cổ cho thấy các điểm định cư lớn hay các dấu hiệu giao thương tại khu vực này. Theo Tacitus, sử gia chắp bút sau đó một thế hệ, người Germani cisrhenani (bao gồm cả tộc người Eburones) trên thực tế là bộ tộc ban đầu được gọi tên Germani, và các cách dùng khác đều là biến thể từ tên gọi của bộ tộc này, mặc dù trong thời của Tacitus, bộ tộc này đã được đổi sang tên gọi là người Tungri.
Các nhà ngôn ngữ học hiện đại sử dụng từ"germanic"để chỉ các ngôn ngữ thuộc nhóm này, nhưng người ta không biết chắc liệu người Germani thuộc Bỉ có sử dụng nhóm ngôn ngữ German hay không, và tên của tộc người này cũng như tên riêng của người trong bộ tộc mang dấu vết của ngữ tộc Celt rất rõ ràng. Điều này cũng đúng với bộ tộc bên kia sông Rhine thời kì này, hai bộ tộc này thậm chí còn có thể liên quan trực hệ với nhau. Các nhà khảo cổ cũng khó tìm được bằng chứng về việc di cư từ phía đông sông Rhine mà Caesar đã ghi chép lại, và nói chung, người ta cũng thường nghi ngờ không sử dụng dẫn chứng từ Caesar vì các đánh giá của ông có thể có mục tiêu chính trị. Nhưng các ghi chép khảo cổ đem lại ấn tượng rằng, tộc người Germani thuộc Bỉ đã có mức dân số ổn định từ thời kì Cánh đồng bình tro cốt, với một nhóm tinh hoa mới nhập cư - nhóm này được Caesar quan tâm hơn.

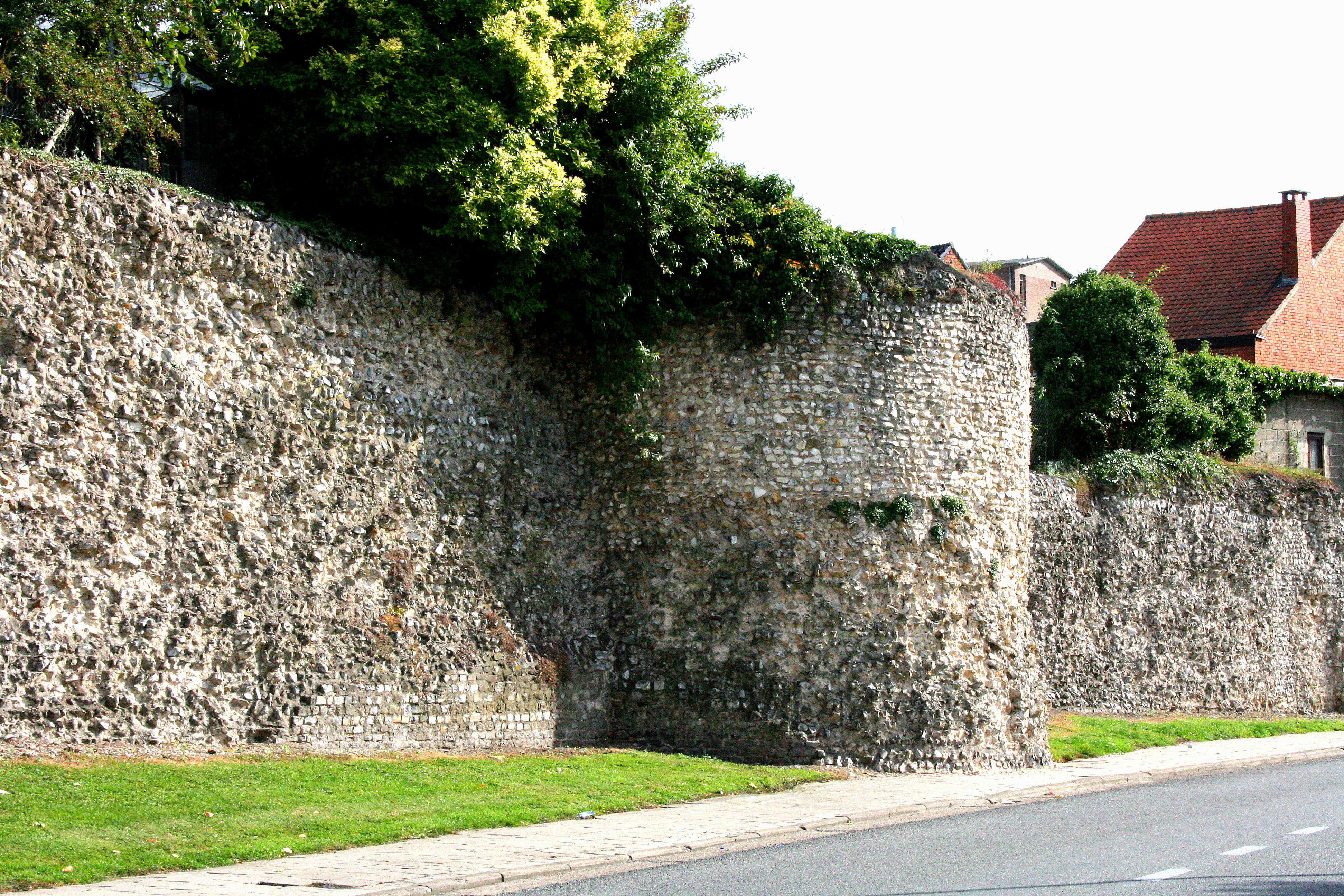
Bức tường thành La Mã còn tồn tại ở Tongeren, trước đây là thành phố Atuatuca Tongrorum

Người Belgae phía Tây và phía Nam phát triển rực rỡ trong khu vực tỉnh La Mã có tên gọi Gallia Belgica, cùng với người Treveri. Gallia Belgica ban đầu bao gồm sáu thủ phủ cấp vùng, bốn trong số đó ngày nay thuộc về Pháp: Nemetacum (Arras), Divodurum (Metz), Bagacum (Bavay) và Durocorturum (Reims). Một thủ phủ là Augusta Treverorum (Trier) thuộc về Đức, gần Luxembourg. Chỉ còn một phủ phủ là Atuatuca Tongrorum (Tongeren) thuộc nước Bỉ ngày nay.
Góc đông bắc của tỉnh này, bao gồm Tongeren và khu vực của người Germani trước đây, được kết hợp với biên giới quân sự dọc sông Rhine để thành lập một tỉnh mới, gọi là vùng Hạ Germania. Các thành phố thuộc vùng này bao gồm Ulpia Noviomagus (Nijmegen thuộc nước Hà Lan hiện đại), Colonia Ulpia Trajana (Xanten thuộc nước Đức hiện đại) và thủ phủ Colonia Agrippina (Köln thuộc nước Đức). Sau đó, hoàng đế Diocletianus tái cơ cấu tỉnh này vào khoảng năm 300, và chia vùng còn lại của Belgica thành hai tỉnh: Belgica Prima và Belgica Secunda. Belgica Prima là khu vực phía đông với Trier là thành phố chính, và bao gồm tỉnh Luxembourg thuộc Bỉ.
Cơ Đốc giáo được đưa vào nước Bỉ trong thời kì hậu La Mã, và giám mục đầu tiên được biết đến tại khu vực này là Servatius - ông đã giảng dạy tại Tongeren vào giữa thế kỷ IV.

### Sơ kỳ Trung cổ

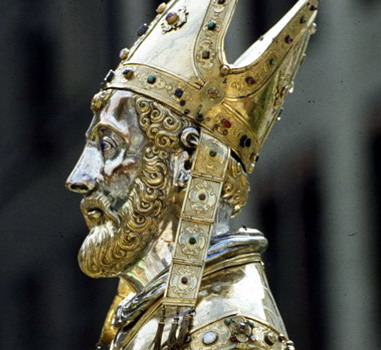
Thánh Servatius, giám mục thành Tongeren và là một trong những nhân vật thuộc Cơ Đốc giáo đầu tiên tại khu vực này. Thánh tích thế kỷ XVI

Khi Đế quốc Tây La Mã sụp đổ trong thế kỷ V-VI, các bộ lạc Germanic xâm lược và tự lập. Một trong những bộ lạc này là người Frank định cư tại vùng Hạ Germania, và tiếp tục mở rộng thành một vương quốc mới bao gồm cả khu vực Bỉ và đa phần nước Pháp, dưới quyền trị vì của vương triều Merowinger. Vua Clovis I là vị vua nổi tiếng nhất của triều đại này. Ông trị vì từ căn cứ ở phía Bắc nước Pháp. Ông cải đạo sang Cơ Đốc giáo. Các học giả Cơ Đốc, đa phần là tu sĩ Ireland, truyền Cơ Đốc giáo cho dân chúng và khởi đầu một làn sóng cải đạo (Thánh Servatius, Thánh Remacle, Thánh Hadelin).

Khu vực phía nam các Vùng đất thấp (gồm Bỉ, Hà Lan, Luxemburg) với các thành phố và tu viện của giáo phận vào khoảng thế kỷ thứ VII.

Vương triều Merowinger chỉ tồn tại ngắn ngủi, và được tiếp nối với vương triều Caroling, căn cứ quyền lực của gia tộc này nằm ở phía đông nước Bỉ hiện đại. Sau khi Charles Martel chống lại cuộc xâm lược của người Moor từ Tây Ban Nha (732 — Poitiers), vua Charlemagne (sinh ra gần Liège, tại Herstal hoặc Jupille) đưa một phần lớn châu Âu vào trong quyền trị vì của mình, và được xưng danh"Hoàng đế của Đế quốc La Mã Thần thánh mới" do Giáo hoàng Leo III ban tước (vào năm 800 tại Aachen).
Người Viking xâm lược rộng khắp trong thời kì này. Một cuộc xâm lấn gây lộn xộn tại khu vực thuộc Bỉ đã bị đánh lùi vào năm 891 nhờ công của Arnulf xứ Carinthia trong trận chiến tại Leuven.
Vùng đất của người Frank được phân rẽ và tái hợp vài lần dưới thời kì vương triều Merowinger và Caroling, nhưng cuối cùng được phân định rõ rệt thành nước Pháp và Đế quốc La Mã Thần thánh. Một phần thuộc Bá quốc Vlaanderen trải dài phía tây sông Scheldt (Schelde theo tiếng Hà Lan, và Escaut theo tiếng Pháp) trở thành bộ quận của Pháp trong thời Trung Cổ, nhưng phần còn lại của Bá quốc Vlaanderen và các Vùng đất thấp vẫn thuộc về Đế quốc La Mã Thần Thánh.
Trong sơ kỳ Trung Cổ, phần phía bắc của nước Bỉ hiện nay (nay thường được gọi là vùng Vlaanderen) là khu vực nói ngôn ngữ German, trong khi đó, tại khu vực phía nam, người dân tiếp tục bị La tinh hóa và sử dụng một ngôn ngữ phái sinh của tiếng Latin thông tục.
Khi Hoàng đế La Mã Thần Thánh và vua Pháp mất quyền kiểm soát trên các lãnh địa của mình vào thế kỷ XI và XII, vùng lãnh thổ về cơ bản tương ứng với nước Bỉ hiện tại được chia thành các quốc gia phong kiến tương đối độc lập, bao gồm:
- Bá quốc Vlaanderen
- Bá quốc Namur
- Công quốc Brabant
- Bá quốc Hainaut
- Công quốc Limburg
- Bá quốc Luxembourg
- Lãnh địa thân vương-giám mục Liège (Vùng lãnh địa nơi giám mục trị vì như lãnh chúa, nhỏ hơn giáo khu)

Bá quốc Vlaanderen nằm bên bờ biển là một trong những khu vực giàu có nhất châu Âu thời Trung Cổ, nhờ buôn bán với nước Anh, Pháp và Đức, và nơi này trở thành trọng điểm văn hoá. Trong thế kỷ XI và 12, phong trào nghệ thuật Rheno-Mosan và Mosan phát triển rực rỡ tại khu vực này; trung tâm mỹ thuật chuyển từ Köln và Trier về Liège, Maastricht và Aachen. Một số tuyệt tác của trường phái mỹ thuật Romanesque này bao gồm đền thờ Ba Vua tại Nhà thờ chính tòa Köln, bình đựng nước rửa tội tại Nhà thờ Thánh Bartholomew, tại Liège - tác phẩm của Renier de Huy, tranh bộ ba Stavelot Triptych, đền thờ Saint Remacle tại Stavelot, đền thờ Saint Servatius tại Maastricht hay sách Phúc âm của Notger tại Liège.

### Thế kỷ XIII đến XVI

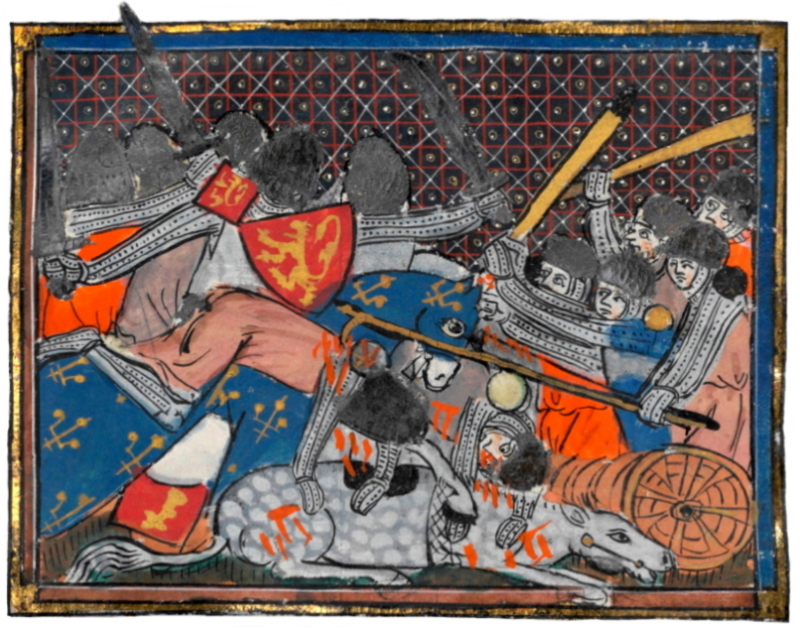
Tranh minh họa thế kỷ XIV về trận chiến Đinh thúc ngựa vàng vào năm 1302, tại đó lực lượng của Bá quốc Vlaanderen đánh bại bá chủ trên danh nghĩa của họ là Vương quốc Pháp.

Trong thời kì này, rất nhiều thành phố, bao gồm Ypres, Brugge và Gent đạt được hiến chương thành phố. Liên minh Hanse khuyến khích thương nghiệp trong khu vực, và trong thời kì này xuất hiện nhiều nhà thờ chính toà và toà thị chính theo kiến trúc Gothic. Do các hoàng đế La Mã thần thánh bắt đầu suy yếu quyền lực vào thế kỷ thứ XIII, các Vùng đất thấp hầu như được giành toàn quyền tự trị. Tuy nhiên thiếu sự bảo hộ của đế quốc cũng đồng nghĩa với việc các nước Pháp và Anh bắt đầu ganh đua gây ảnh hưởng tới khu vực này.
Vào năm 1214, Quốc vương Philippe II của Pháp của Pháp đánh bại Bá quốc Vlaanderen trong trận Bouvines và buộc vùng này phải quy phục ngai vàng nước Pháp. Trong suốt phần còn lại của thế kỷ XIII, quyền kiểm soát của Pháp đối với Vlaanderen ngày một chặt chẽ hơn cho đến năm 1302, khi Philippe IV muốn thôn tính hoàn toàn vùng Vlaanderen song thất bại choáng váng trước Bá tước Guy (người được các phường hội và thợ thủ công ủng hộ). Ông đã quy tụ thị dân và đánh bại các hiệp sĩ Pháp trong trận Đinh thúc ngựa vàng (Bataille des éperons d'or). Vua Philippe vẫn ngoan cường tung ra một chiến dịch mới, kết thúc bằng trận Mons-en-Pévèle có kết quả bỏ lửng vào năm 1304. Nhà vua đặt ra các điều khoản hòa bình rất khắt khe cho vùng Vlaanderen, bao gồm cả việc phải nhượng lại các trung tâm dệt sợi quan trọng là Lille và Douai.

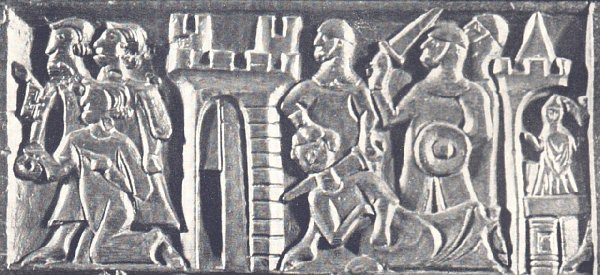
Dân quân Vlaanderen tàn sát người Pháp tại Brugge trong chiến tranh Pháp-Vlaanderen

Kể từ đó, vùng Vlaanderen trở thành chư hầu của Pháp cho đến khi bắt đầu cuộc Chiến tranh Trăm Năm vào năm 1337. Tại Brabant, công tước vùng này và bá tước Hainaut-Holland đã cho chạm khắc rất nhiều tác phẩm trang trí kì công dưới sức ảnh hưởng từ phía Pháp. Ảnh hưởng của Paris lên các Vùng đất thấp được cân bằng lại nhờ nước Anh - họ duy trì các liên hệ quan trọng với các cảng ven biển.
Vlaanderen phải đối mặt với tình trạng khó khăn do bị phụ thuộc về chính trị đối với Pháp, nhưng đồng thời cũng dựa vào việc giao thương với Anh, cường quốc này bắt đầu thống trị ngành kinh doanh vận chuyển len. Vải vóc vùng Vlaanderenh tuy vẫn là một sản phẩm có giá, nhưng lại phụ thuộc nhiều vào len từ nước Anh. Bất kì sự ngừng trệ nào về nguồn cung cấp len cũng sẽ chắc chắn dẫn đến bạo động và bạo lực trong cộng đồng các phường dệt. Tuy nhiên khi xét toàn cảnh, thương nghiệp vùng Vlaanderen trở thành thương nghiệp bị động. Flanders nhận hàng nhập khẩu từ các khu vực khác trên toàn châu Âu, nhưng bản thân khu vực này lại mua rất ít sản phẩm ngoại quốc, ngoại trừ rượu vang từ Tây Ban Nha và Pháp. Vùng Brugge trở thành trung tâm thương mại lớn sau khi Liên minh Hanse bắt đầu kinh doanh tại đây và các ngân hàng Ý theo sau.
Một số thị trấn ở các Vùng đất thấp xuất hiện từ thời kì La Mã, nhưng đa phần các đô thị chỉ được xây dựng từ thế kỷ thứ IX trở đi. Các thành phố cổ nhất nằm ở khu vực sông Scheldt và sông Meuse, với rất nhiều thành phố"trẻ"hơn nằm ở khu vực nay thuộc về Hà Lan, mới chỉ xuất hiện từ thế kỷ XIII. Ngay từ đầu, các Vùng đất thấp bắt đầu phát triển theo hướng trung tâm thương nghiệp và sản xuất. Các thương nhân là tầng lớp thống trị tại các thị trấn, còn tầng lớp quý tộc đa phần chỉ giới hạn tại các vùng nông thôn.
Cho đến năm 1433 đa phần lãnh thổ của Bỉ và Luxembourg, cùng với phần lớn các khu vực còn lại của các Vùng đất thấp trở thành một phần của Bourgogne dưới quyền trị vì của Philippe III. Các thân vương của Bourgogne kể từ Philippe II tới Charles Dũng cảm, đã củng cố thanh thế chính trị với việc phát triển kinh tế và lộng lẫy trong nghệ thuật. Những "Công tước vĩ đại của phương Tây" này thực tế có chủ quyền, với lãnh địa trải dài từ Zuiderzee tới Somme. Các vùng đô thị và khu công nghiệp dệt sợi phát triển trong lãnh thổ Bỉ từ thế kỷ XII, nay trở thành trung tâm kinh tế của vùng Tây Bắc Âu. Khi Charles Dũng cảm qua đời (vào năm 1477) và con gái ông là Marie cưới hoàng tử Maximilian của Áo, thời kì độc lập của các Vùng đất thấp kết thúc, khu vực này ngày càng rơi vào vùng ảnh hưởng của Vương triều Habsburg. Cháu trai của Marie và Maximilian là Karl trở thành vua Tây Ban Nha với hiệu Carlos I vào năm 1516 và hoàng đế La Mã Thần Thánh dưới tước hiệu Karl V vào năm 1519. Tại Brussels vào ngày 25 tháng 10 năm 1555, Karl V trao lại vùng Belgica Regia cho con trai mình, người sau này sẽ lên ngôi ngai vàng Tây Ban Nha dưới tước hiệu Felipe II vào tháng 1 năm 1556.

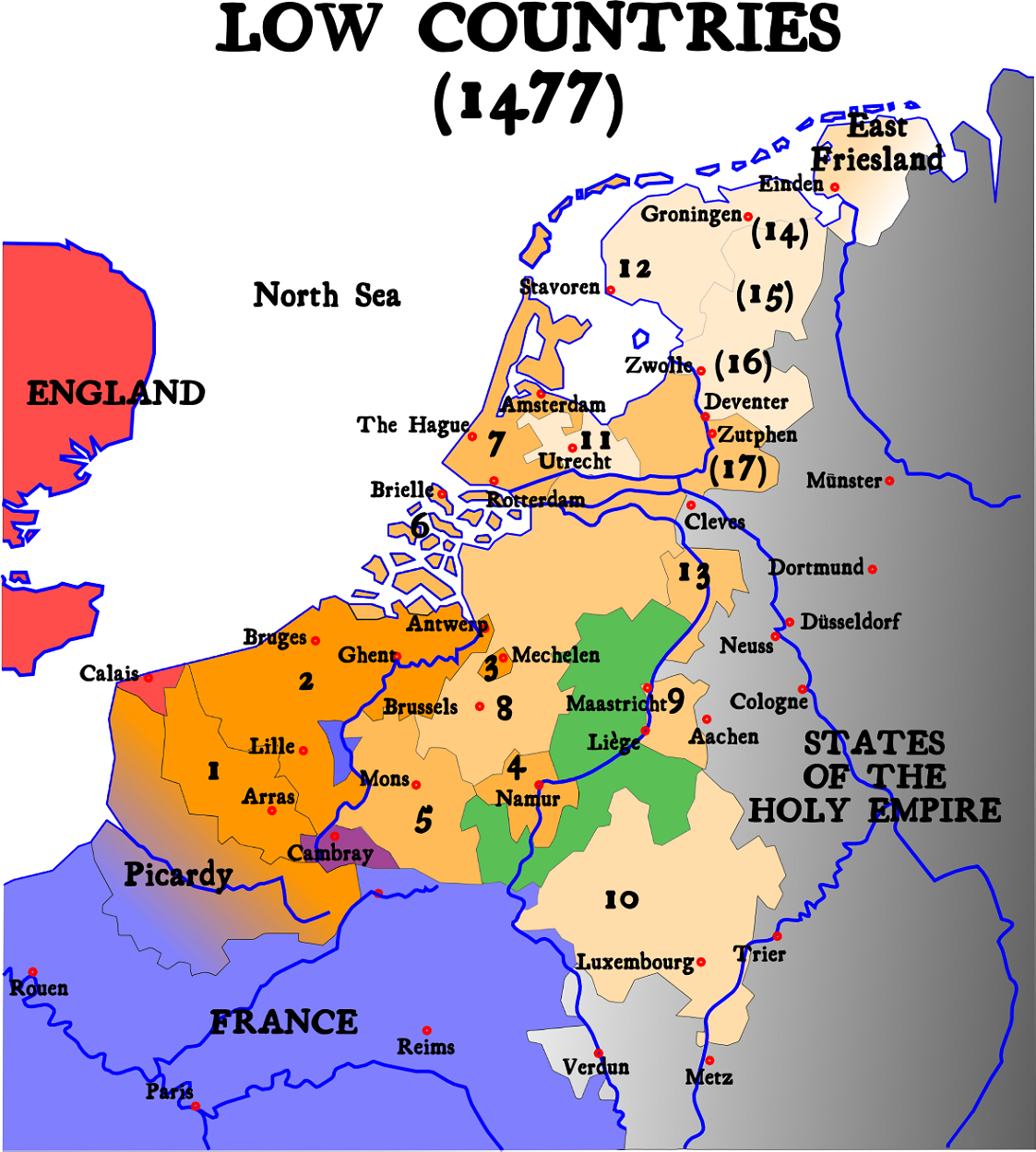
Mười bảy tỉnh và Giáo phận Liège (màu xanh lá).

Đặc biệt trong thời kì Bourgogne (trong thế kỷ XV và XVI), các vùng Tournai, Brugge, Ypres, Gent, Bruxelles và Antwerpen thay phiên nhau đóng vai trò là trung tâm lớn của châu Âu về thương mại, công nghiệp (đặc biệt là công nghiệp dệt may) và nghệ thuật. Brugge đi tiên phong, nơi này có địa thế chiến lược tại điểm giao cắt giữa các tuyến mậu dịch của Liên minh Hanse phía bắc và các tuyến phía nam. Brugge đã là điểm thuộc chu kỳ chợ phiên vải của Vlaanderen và Pháp ngay từ đầu thế kỷ XIII, nhưng khi hệ thống chợ phiên vải cũ sụp đổ, các thương nhân Brugge bắt đầu cải tổ. Họ tự phát triển hoặc học hỏi từ Ý các cách thức tư bản thương nghiệp mới, nhơg đó một nhóm thương nhân sẽ cùng chia sẻ rủi ro và lợi nhuận, và đóng góp kiến thức của họ về thị trường. Họ sử dụng các hình thức trao đổi kinh tế mới, bao gồm hối phiếu (ví dụ như giấy nợ) và thư tín dụng. Antwerpen cũng đón chào nhiều thương nhân nước ngoài, đáng chú ý nhất là các thương nhân Bồ Đào Nha buôn hạt tiêu và gia vị.
Trong nghệ thuật, thời kì Phục Hưng khu vực này có đại diện tiêu biểu là hội họa Nguyên thủy Vlaanderen, một nhóm họa sĩ hoạt động đa phần tại khu vực phía Nam các Vùng đất thấp trong thời kì từ thế kỷ thứ XV đến đầu thế kỷ XVI (ví dụ như Johannes Van Eyck và Rogier Van der Weyden), và các nhạc sĩ Pháp-Vlaanderen (ví dụ như Guillaume Dufay). Các bức tranh thảm treo tường dệt tay của Vlaanderen, và trong thế kỷ XVI và XVII là thảm treo tường Bruxelles, được treo trong các lâu đài trên khắp châu Âu.
Hoàng đế La Mã Karl V ban hành Sắc lệnh năm 1549, thành lập khu vực thường được gọi dưới cái tên là Mười bảy tỉnh, hay Belgica Regia theo tên chính thống bằng tiếng Latin; khu vực này được coi là một thực thể riêng, nằm ngoài quyền của Đế quốc La Mã thần thánh cũng như của nước Pháp. Vùng này bao gồm toàn bộ nước Bỉ, vùng Đông Bắc Pháp ngày nay, Luxembourg ngày nay, và Hà Lan ngày nay, ngoại trừ khu vực Lãnh địa thân vương-giám mục Liège.

### Cách mạng Hà Lan
Khu vực phía Bắc vùng Belgica Regia, bao gồm bảy tỉnh và sau này lập thành Cộng hòa Hà Lan, ngày càng ngả theo đạo Tin Lành (tức Thần học Calvin). Trong khi đó, khu vực rộng lớn hơn được gọi là 't Hof van Brabant và bao gồm mười tỉnh phía nam vẫn đa phần theo Công giáo. Sự phân giáo này, cùng với những khác biệt văn hóa khác đã tồn tại từ thời cổ đại, đã dẫn đến sự ra đời của Liên hiệp Atrecht trong khu vực Bỉ, và ngay sau đó là Liên hiệp Utrecht ở khu vực phía Bắc. Khi vua Felipe II, con trai Karl V đăng cơ làm quốc vương Tây Ban Nha, ông đã nỗ lực phế bỏ đạo Tin Lành. Nhiều vùng thuộc Belgica Regia đã khởi nghĩa, cuối cùng dẫn đến cuộc Chiến tranh Tám mươi Năm giữa Tây Ban Nha và Cộng hòa Hà Lan.
Đối với phần phía nam các Vùng đất thấp, cuộc chiến kết thúc vào năm 1585 khi Antwerpen thất thủ. Trong cùng năm đó, các tỉnh phía bắc giành độc lập trong bản Đạo luật Bội đạo (Plakkaat van Verlatinghe), cho ra đời Liên hợp bảy tỉnh Cộng hòa Hà Lan.
Felipe II phong cho Công tước xứ Parma là Alessandro Farnese là toàn quyền tại Các Vùng đất thấp thuộc Tây Ban Nha từ năm 1578 tới năm 1592. Farnese khởi động một chiến dịch thành công từ 1578-1592 nhằm chống lại cuộc Cách mạng Hà Lan, trong chiến dịch đó ông chiếm được các thành phố chính tại miền nam và đưa chúng trở lại quyền kiểm soát của Tây Ban Nha Công giáo. Ông lợi dụng sự chia rẽ hàng ngũ của đối phương, giữa dân Vlaanderen nói tiếng Hà Lan và dân Wallonie nói tiếng Pháp, dùng biệt tài thuyết phục để lợi dụng sự chia rẽ và xúi giục bất đồng.
Nhờ vậy, ông đã đưa các tỉnh vùng Wallonie trở lại trung thành với quốc vương. Bằng Hiệp ước Arras năm 1579, ông bảo đảm được sự ủng hộ của 'Phe bất bình', theo như cách nói của các nhà quý tộc Công giáo của miền Nam. Bảy tỉnh phía Bắc dưới quyền kiểm soát của phái Calvin,đáp trả bằng cách lập ra Liên hiệp Utrecht, quyết tâm đoàn kết với nhau để đánh trả Tây Ban Nha. Farnese củng cố căn cứ của mình tại Hainaut và Artois, sau đó chuyển quân đánh Brabant và Vlaanderen. Các thành phố nối tiếp nhau quy hàng: Tournai, Maastricht, Breda, Brugge và Gent lần lượt phải mở cổng thành.
Farnese cuối cùng vây hãm cảng biển lớn là Antwerpen. Thành phố này mở thông ra biển, có pháo đài mạnh và phòng thủ vững chắc dưới quyền lãnh đạo của Marnix van St. Aldegonde. Farnese chặn toàn bộ đường tiếp vận ra biển bằng cách xây một cầu phao vượt qua sông Scheldt. Thành phố quy hàng vào năm 1585 khi 60.000 dân cư thành Antwerpen (60% dân số trước cuộc vây hãm) đào thoát lên phía bắc.
Tất cả các vùng thuộc Bỉ lại một lần nữa nằm dưới quyền kiểm soát của Tây Ban Nha. Bằng một cuộc chiến nhiều vây hãm hơn là giao chién, ông chứng minh được khí phách của mình. Chiến lược của ông là đưa ra các điều khoản khoan hồng cho bên quy hàng: sẽ không có tàn sát hay cướp bóc; các đặc quyền đô thị từ trước được giữ nguyên; sẽ được tha thứ và ân xá hoàn toàn, việc giáo hội Công giáo sẽ được thực hiện từng bước một. Trong khi đó, dân tị nạn Công giáo từ phía Bắc tụ họp lại ở Köln và Douai, phát triển một bản sắc nhiều màu sắc quân sự hơn, gần gũi với cộng đồng Trento. Họ trở thành lực lượng động viên cho Phong trào Phản cải cách phổ biến ở phía Nam, do đó tạo điều kiện thuận lợi cho sự xuất hiện sau này của quốc gia Bỉ.

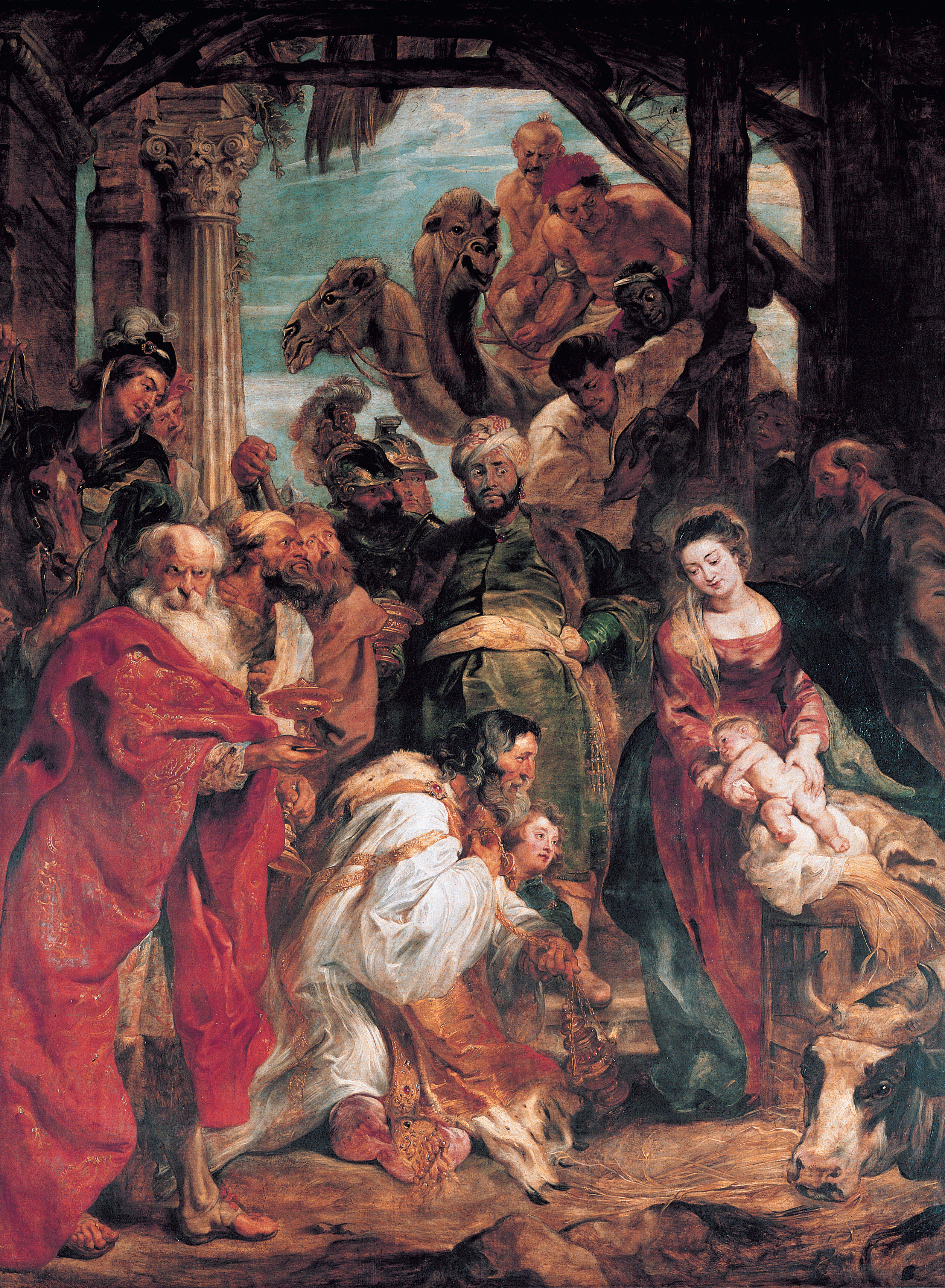
Tranh Adoration of the Magi (1624) của Rubens

## Thế kỷ XVII và XVIII
Trong thế kỷ XVII, Antwerpen tiếp tục bị người Hà Lan phong toả, nhưng trở thành một trung tâm lớn của châu Âu về công nghiệp và nghệ thuật. Các bức họa baroque của Brueghels, Peter Paul Rubens và Van Dyck ra đời trong thời kì này.

### Chiến tranh giữa Pháp và Cộng hòa Hà Lan
Dưới thời Louis XIV (1643-1715), nước Pháp theo đuổi chính sách bành trướng, đặc biệt ảnh hưởng mạnh tới Bỉ. Nước Pháp thường xuyên nắm quyền kiểm soát các lãnh thổ tại phía nam các Vùng đất thấp, đối đầu với rất nhiều đối thủ bao gồm Hà Lan và Áo. Đã xảy ra Chiến tranh Ủy thác (1667 - 1668), Chiến tranh Pháp-Hà Lan (1672 - 1678), Chiến tranh Tái thống nhất (1683 - 1684), và Chiến tranh Chín Năm (1688 - 1697). Các cuộc chiến tranh này được tiếp nối bằng cuộc Chiến tranh Kế vị Tây Ban Nha (1701 - 1714).
Khi Carlos II của Tây Ban Nha qua đời vào năm 1700, hai vương triều của họ hàng ở nước ngoài tranh nhau giành ngai vàng Tây Ban Nha, đó là Nhà Bourbon đang trị vì nước Pháp, và Nhà Habsburg đang nắm quyền hoàng đế của Đế quốc La Mã Thần Thánh cũng như nắm giữ nhiều vùng lãnh thổ tại khu vực Trung Âu. Nhà Habsburg của nước Áo nhận được sự ủng hộ của nhóm đồng minh dẫn đầu là Anh Quốc, Cộng hòa Hà Lan và một số nhà nước theo đạo Tin Lành khác tại khu vực Bắc Âu, còn nước Pháp được sự ủng hộ của Bayern. Đa phần các trận chiến diễn ra trên đất Bỉ, người đứng đầu quân đội liên minh tại đó là John Churchill, Công tước Marlborough thứ nhất.
Sau chiến thắng của nước Áo và các đồng minh theo Hiệp ước Rastatt, các vùng lãnh thổ thuộc Bỉ và Luxembourg ngày nay (ngoại trừ các vùng đất thuộc quyền cai quản của Thân vương-giám mục Liège) được chuyển giao cho gia tộc quân chủ Habsburg của Áo trong khi vương triều Bourbon thành công trong việc thừa kế đất Tây Ban Nha. Khu vực này được gọi tên Latin là Belgium Austriacum từ năm 1705 đến năm 1795. Louis XIV qua đời vào năm 1715.

### Cách mạng Brabant
Cách mạng Bỉ trong những năm 1789-90 diễn ra trùng thời điểm với Cách mạng Pháp - bắt đầu vào năm 1789. Phong trào này đòi hỏi quyền độc lập khỏi sự cai trị của các Vùng đất thấp thuộc Áo. Quân nổi dậy Brabant dưới quyền chỉ huy của Jean-André van der Mersch đã đánh bại người Áo tại trận chiến Turnhout và thành lập Các nhà nước Bỉ Liên hiệp cùng với Lãnh địa thân vương-giám mục Liège. Quốc gia mới chia thành các bè phái, giữa phái cấp tiến"Vonckists"đứng đầu là Jan Frans Vonck và phái bảo thủ hơn là"Statists"thuộc về Henri Van der Noot. Tầng lớp thương nhân hoạt động trên diện rộng nói chung ủng hộ phái Statists, trong khi phái Vonckists thu hút các thương nhân cỡ nhỏ và thành viên của các hiệp hội thương nghiệp. Họ đòi quyền độc lập từ tay người Áo, nhưng tỏ ra bảo thủ hơn trong các vấn đề về xã hội và tôn giáo. Cho tới tháng 11 năm 1790, cuộc cách mạng đã bị dẹp lui và nền quân chủ của nhà Habsburg đã giành lại quyền lực.

### Thời kì Pháp đô hộ

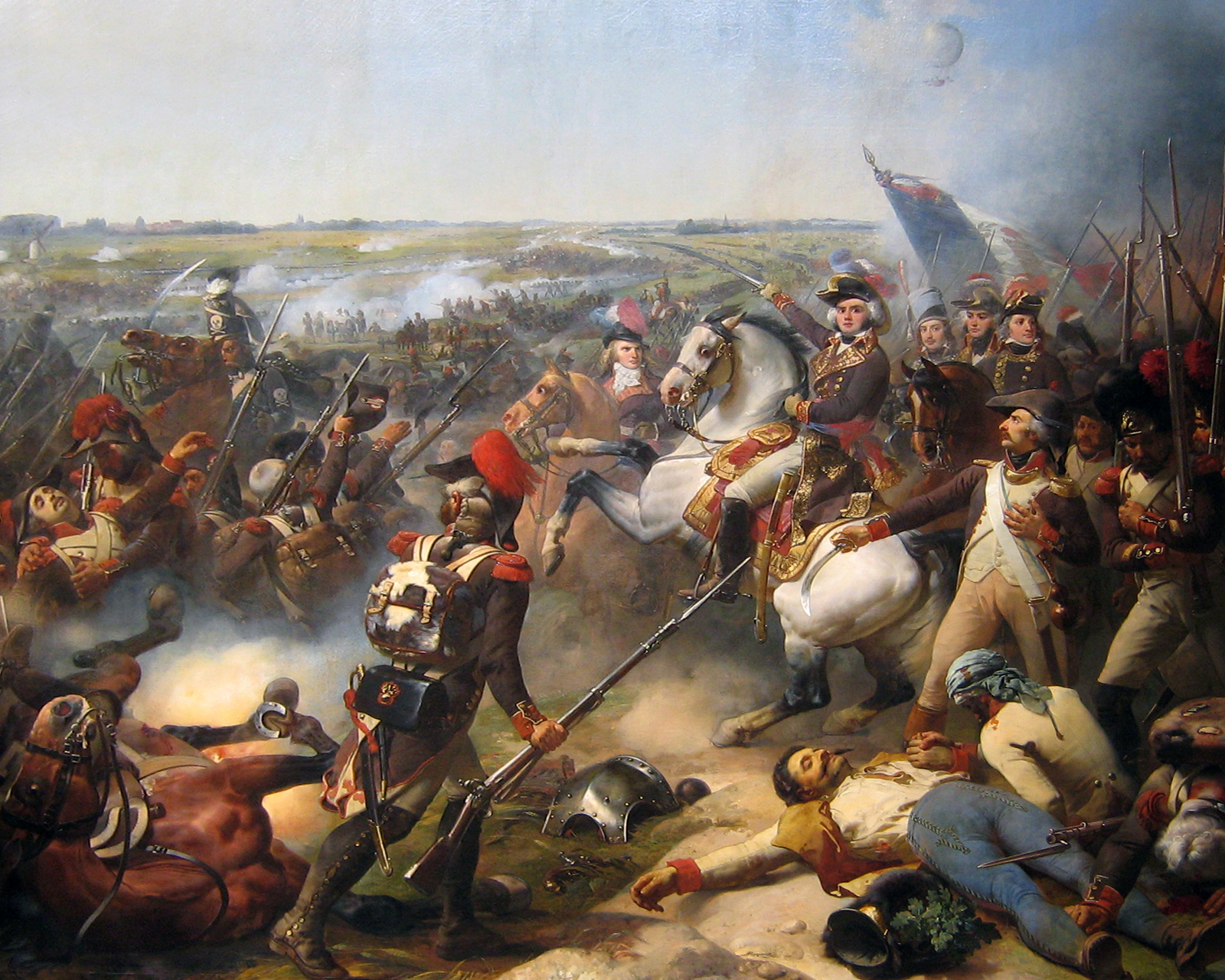
Binh lính Pháp tham gia trận chiến tại Fleurus, Bỉ trong Chiến tranh Cách mạng Pháp, năm 1794

Sau các chiến dịch năm 1794 trong Chiến tranh Cách mạng Pháp, Pháp xâm chiếm và sáp nhập vùng Belgium Austriacum vào năm 1795, kết thúc thời kì cai trị của nhà Habsburg. Nước Bỉ được chia thành chín tỉnh liên hiệp (départements) và trở thành một phần chính thức thuộc Pháp. Lãnh địa thân vưong-giám mục Liège bị giải thể. Lãnh thổ vùng này được chia nhỏ, nằm trên địa phận các tỉnh (départements) Meuse-Inférieure và Ourte. Nước Áo xác nhận mất khu vực Belgium Austriacum theo Hiệp ước Campo Formio năm 1797.
Những nhà cầm quyền mới được gửi tới từ Paris. Đàn ông Bỉ bị đẩy vào các cuộc chiến tranh của Pháp và bị đánh thuế nặng. Hầu như tất cả mọi người đều theo Công giáo, nhưng giáo hội bị kiềm chế. Sự chống đối mạnh mẽ nổi lên ở mọi lĩnh vực, khi phái dân tộc chủ nghĩa của Bỉ xuất hiện và phản đối sự cai trị của nước Pháp. Tuy nhiên hệ thống luật pháp của Pháp vẫn được áp dụng, với quyền bình đẳng trước pháp luật, và việc loại bỏ phân chia giai cấp. Nước Bỉ lúc này có bộ máy chính quyền được lựa chọn theo công trạng, nhưng cách làm này không được ưa chuộng lắm.
Cho đến ngày thành lập Chế độ Tổng tài vào năm 1799, giáo hội Công giáo vẫn bị kiềm chế sát sao dưới tay người Pháp. Đại học Leuven đầu tiên bị đóng cửa vào năm 1797 và các nhà thờ bị cướp bóc. Trong thời kì đầu người Pháp cai trị, nền kinh tế Bỉ hoàn toàn tê liệt do thuế má phải trả bằng đồng vàng và bạc trong khi hàng hóa mà người Pháp mua lại được trả bằng đồng tiền assignat hầu như vô giá trị. Trong thời kì bóc lột có hệ thống này, khoảng 800.000 người Bỉ đào thoát khỏi miền nam các Vùng đất thấp. Cuộc chiếm đóng của người Pháp tại Bỉ dẫn đến việc chèn ép ngôn ngữ Hà Lan hơn nữa trên toàn quốc, bao gồm việc loại bỏ tiếng Hà Lan khỏi vai trò ngôn ngữ hành chính. Với khẩu hiệu"một quốc gia, một ngôn ngữ", tiếng Pháp trở thành ngôn ngữ duy nhất được chấp nhận trong đời sống công cộng, những như trong các hoạt động kinh tế, chính trị và xã hội.
Các biện pháp của chính phủ Pháp kế nhiệm, đặc biệt là chế độ cưỡng ép tòng quân hàng loạt vào năm 1798 cho quân đội Pháp bị khiến dân chúng phẫn uất ở khắp mọi nơi, đặc biệt là các vùng thuộc Vlaanderen, nơi chế độ hà khắc này đã kích nổ cuộc Chiến tranh Nông dân. Cuộc đàn áp tàn bạo đối với Chiến tranh Nông dân đã đánh dấu bước khởi đầu cho Phong trào Vlaanderen hiện đại.
Vào năm 1814, quân đội Đồng Minh đã đánh đuổi Napoléon và chấm dứt thời kì Pháp cai trị. Kế hoạch ban đầu là kết hợp Bỉ và Hà Lan dưới quyền kiểm soát của Hà Lan. Napoléon chớp nhoáng quay lại nắm quyền với triều đại Một Trăm Ngày vào năm 1815, nhưng hoàn toàn bị đánh bại tại trận chiến Waterloo, phía Nam Bruxelles.

#### Kinh tế
Nước Pháp xúc tiến thương mại và chủ nghĩa tư bản, dọn đường cho giai cấp tư sản và nhanh chóng phát triển các ngành sản xuất và khai khoáng. Do đó, về mặt kinh tế, tầng lớp quý tộc suy yếu dần trong khi tầng lớp thương nhân trung lưu tại Bỉ thịnh vượng do có cơ hội tham gia vào thị trường lớn, mở đường cho vai trò tiên phong của nước Bỉ sau năm 1815 trong cuộc cách mạng công nghiệp trên toàn châu lục.
Godechot nhận ra rằng sau khi sáp nhập, cộng đồng doanh nhân của Bỉ ủng hộ chế độ mới, không giống như tầng lớp nông dân giữ thái độ thù nghịch. Việc sáp nhập mở ra các thị trường mới tại Pháp để trao đổi buôn bán len và các mặt hàng khác từ Bỉ. Các chủ ngân hàng và thương nhân giúp đầu tư về tài chính và tiếp vận cho quân đội Pháp. Người Pháp xóa bỏ lệnh cấm thương mại đường thủy trên sông Scheldt do Hà Lan ban hành trước đây. Thành phố Antwerpen nhanh chóng trở thành một cảng biển lớn của nước Pháp với mậu dịch thế giới. Đồng thời Bruxelles cũng phát triển.

### Vương quốc Liên hiệp Hà Lan
Sau thất bại của Napoléon trong trận Waterloo vào năm 1815, các đại cường quốc trong phe chiến thắng (Anh, Áo, Phổ và Nga) cùng đồng thuận tại Đại hội Wien về việc sáp nhập khu vực Belgium Austriacum trước đây với khu vực Liên hợp Bảy Tỉnh trước đây, lập nên Vương quốc Liên hiệp Hà Lan, để giữ vai trò là quốc gia vùng đệm chống lại các cuộc xâm lược của Pháp có thể xảy ra trong tương lai. Quốc gia này được đặt dưới quyền cai trị của một nhà vua theo đạo Tin Lành là Willem I. Hầu hết các nhà nước nhỏ và thần quyền nằm trong Đế quốc La Mã thần thánh đều được trao lại cho các nhà nước lớn hơn trong thời kì này, điều này cũng bao hàm việc Lãnh địa thân vương-giám mục Liège nay trở thành một bộ phận chính thức của Vương quốc Liên hiệp Hà Lan.
Willem I là một vị vua theo chế độ quân chủ chuyên chế thời kì Khai sáng, nắm quyền hành từ năm 1815 đến năm 1840 và gần như có quyền hành pháp vô hạn, Hiến pháp được viết bởi các nhà quý tộc do ông lựa chọn. Là một vị vua chuyên chế nên ông không gặp bất cứ khó khăn trong việc chấp thuận một số thay đổi bắt nguồn từ biến đổi xã hội 25 năm trước, bao gồm quyền bình đẳng của tất cả mọi người trước pháp luật. Tuy nhiên, ông phục hồi hệ thống đẳng cấp xã hội dưới hình thức tầng lớp chính trị, và đưa nhiều người lên tầng lớp quý tộc. Quyền bầu cử vẫn bị giới hạn, và chỉ có những người thuộc tầng lớp quý tộc mới có quyền được ứng cử hay đề cử vào Thượng nghị viện.
Willem I theo thuyết thần học Calvin và không dễ dàng chấp nhận việc đa số người dân theo Công giáo trong Vương quốc Liên hiệp Hà Lan mới thành lập này. Ông công bố"Bộ luật cơ bản của Hà Lan", trong đó một số điều luật được cải biên. Bộ luật mới này hoàn toàn lật đổ trật tự vốn có tại phía nam các Vùng đất thấp, đàn áp giới tăng lữ theo lệnh, loại bỏ đặc quyền của giáo hội Công giáo, bảo đảm mọi tín ngưỡng tôn giáo đều có quyền được bảo vệ như nhau, cũng như bảo đảm quyền dân sự và chính trị công bằng cho mọi thần dân của nhà vua. Hành động này phản ánh tinh thần của cuộc Cách mạng Pháp, và các linh mục Công giáo ở miền Nam không hài lòng khi nhà vua làm điều này, họ vốn đã ghét Cách mạng Pháp.
Willem I chủ động khuyến khích hiện đại hóa nền kinh tế. Tuy nhiên, vị trí của ông trong vai trò một vị quốc vương có những mâu thuẫn tư tưởng nhất định; ông thực sự nắm trong tay quyền tối cao, nhưng quyền lực của ông lại được chia sẻ với một cơ quan lập pháp được bầu cử, một phần do nhà vua và một phần do các công dân giàu có thực hiện, tuân thủ dưới một Hiến pháp do đích thân nhà vua đưa ra. Chính phủ nằm trong tay các bộ trưởng quốc gia. Các tỉnh cũ chỉ được thành lập lại theo tên cũ mà thôi. Chính phủ hiện nay về bản chất là đơn nhất, và tuân theo quyền lực ban ra từ trung ương. 15 năm đầu tiên từ khi vương quốc thành lập, đã có nhiều tiến bộ và thành tựu, như quá trình công nghiệp hóa phát triển nhanh chóng ở phía nam, tại đó cuộc cách mạng công nghiệp cho phép các thương nhân và lực lượng lao động kết hợp trong ngành công nghiệp dệt mới, sử dụng năng lượng từ các mỏ than đá tại địa phương. Chỉ có rất ít hoạt động công nghiệp ở các tỉnh phía bắc, nhưng hầu hết các thuộc địa ở nước ngoài đều đã được giành lại, và ngành thương nghiệp lợi nhuận cao đã được phục hồi sau 25 năm gián đoạn. Tự do kinh tế kết hợp với chủ nghĩa độc tài quân chủ ôn hoà đẩy nhanh tốc độ hội nhập của Hà Lan trước tình hình mới trong thế kỷ XIX. Đất nước này phát triển thịnh vượng cho đến khi khủng hoảng nổ ra liên quan đến các tỉnh phía nam.

#### Bất ổn tại các tỉnh phía nam
Những người theo đạo Tin Lành nắm quyền kiểm soát quốc gia mới thành lập này, mặc dù họ chỉ chiếm một phần tư dân số. Trên lý tuyết, những người theo Công giáo có đầy đủ các quyền theo pháp luật, nhưng trên thực tế tiếng nói của họ không ai để tâm. Chỉ một số ít người theo Công giáo nắm vị trí cao trong nhà nước hoặc quân đội. Nhà vua đòi hỏi các trường ở phía nam ngừng dạy các học thuyết Công giáo theo như truyền thống vốn có, bất chấp việc tất cả mọi người tại đó đều theo Công giáo. Về mặt xã hội, người Wallonie nói tiếng Pháp phẫn uất mạnh mẽ trước chính sách của nhà vua đặt tiếng Hà Lan là ngôn ngữ chính thức của chính phủ. Cũng có làn sóng bất mãn ngày càng tăng do nhà vua đã không nhạy cảm đối với trong những khác biệt trong xã hội. Theo nhà sử học Schama, đã xuất hiện thái độ thù nghịch ngày càng tăng đối với chính phủ Hà Lan,"ban đầu họ thực hiện các sáng kiến một cách hiếu kì, sau đó là lo sợ và cuối cùng là với thái độ hung bạo và thù địch không thể chối cãi".
Sự tự do chính trị ở phía Nam cũng tạo nên mối bất bình riêng, đặc biệt đối với phương pháp thực hiện mang tính độc tài của nhà vua, ông dường như không quan tâm đến vấn đề vùng miền, mà chỉ thẳng tay bác bỏ đề xuất xây dựng trường đào tạo giáo viên dạy tiếng Pháp ở khu vực Liège nói tiếng Pháp. Cuối cùng, tất cả các khu vực miền nam đều phàn nàn về những bất công trong việc đề cử đại diện tại các cơ quan lập pháp quốc gia. Miền nam thực hiện công nghiệp hóa nhanh hơn và giàu có hơn miền mắc, dẫn đến bức xúc về thái độ cao ngạo và sức chi phối chính trị của miền Bắc.
Cuộc bùng nổ  Cách mạng tháng Bảy tại Pháp vào năm 1830 trở thành dấu hiệu cho khởi nghĩa. Ban đầu mục đích của khởi nghĩa là để giành lại quyền tự trị cho nước Bỉ, theo như cách người ta gọi các tỉnh miền Nam ngày nay. Và cuối cùng, phe cách mạng bắt đầu đòi hỏi quyền được độc lập hoàn toàn.

### Thời kì độc lập

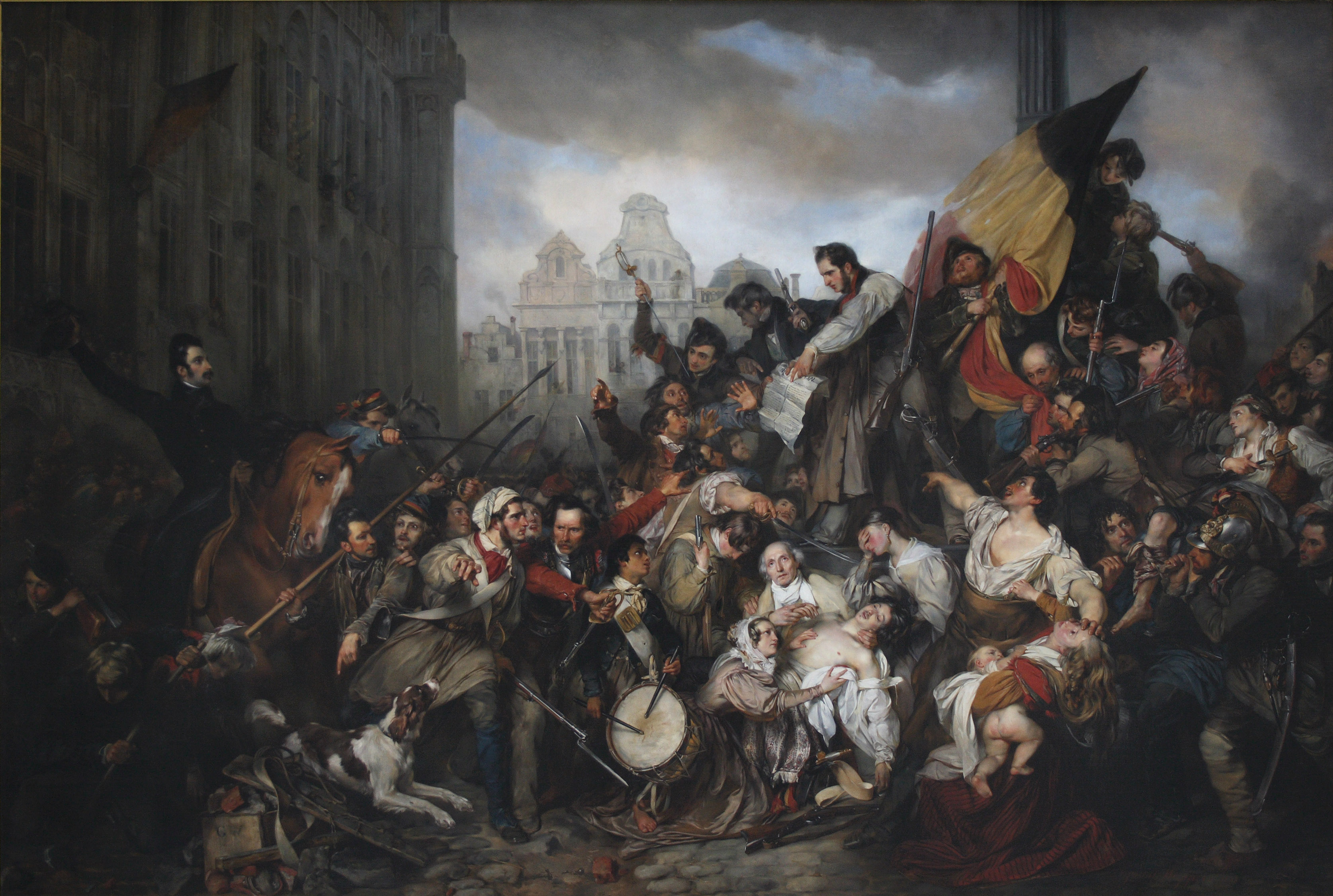
Chương Cách mạng Bỉ năm 1830, tác phẩm của Egide Charles Gustave Wappers (1834), tại bảo tàng Nghệ thuật Cổ đại tại Bruxelles

Cuộc Cách mạng Bỉ nổ ra vào tháng 8 năm 1830 khi đám đông bị kích động bởi màn trình diễn của Auber, mang tên La Muette de Portici tại nhà hát opera La Monnaie tại Bruxelles, họ tràn ra đường phố và hát những bài ca ái quốc. Những trận ẩu đả bạo lực trên đường phố nổ ra nhanh chóng, khi tình trạng vô chính phủ bao trùm Bruxelles. Phe tư bản tự do ban đầu đi đầu trong cuộc cách mạng chớm nở, nay thất kinh trước cảnh bạo lực và sẵn sàng thỏa hiệp với phía Hà Lan.
Cuộc Cách mạng nổ ra do một số lý do. Trên phương diện chính trị, người dân Bỉ cảm thấy rõ ràng họ không có đủ quyền đại diện khi bầu cử Hạ viện tại Hà Lan và không ưa Thân vương xứ Oranje (sau là Willem II của Hà Lan) vón là đại diện của Willem I tại Bruxelles. Người Wallonie nói tiếng Pháp cũng cảm thấy như bị khai trừ khỏi một quốc gia đa số nói tiếng Hà Lan. Đồng thời cũng có những mối bất bình đáng kể về tôn giáo trong cộng đồng người Bỉ theo Công giáo trong một quốc gia bị kiểm soát bởi người Hà Lan theo đạo Tin Lành.
Nhà vua cho rằng cuộc chống đối sẽ tự động chìm đi. Ông đợi cho phe đối phương đầu hàng, tuyên bố ân xá cho tất cả những người tham gia cách mạng, chỉ trừ người ngoại quốc và những kẻ cầm đầu. Khi biện pháp này không hiệu quả, ông bắt đầu đưa quân đội vào. Quân đội Hà Lan đã lọt được qua Cổng thành Schaerbeek và tiến vào Bruxelles, nhưng đội quân tiên phong đã bị chặn lại tại Công viên Bruxelles dưới làn đạn bắn tỉa. Quân đội hoàng gia ở những khu vực khác cũng gặp phải sự chống chọi quyết liệt của đội quân cách mạng tại các điểm phòng thủ tạm thời. Theo dự đoán, chỉ có không hơn 1.700 quân khởi nghĩa (theo miêu tả của Đại sứ Pháp là một đám"hỗn tạp vô tổ chức") tại Bruxelles thời điểm đó, đối mặt với hơn 6.000 lính quân đội Hà Lan. Tuy nhiên, khi vấp phải sự chống đối quyết liệt, quân đội Hà Lan được lệnh rút khỏi thủ đô trong đêm 26 tháng 9, sau ba ngày hỗn chiến trên đường phố. Cũng có những trận chiến tại vùng quê khi nhóm cách mạng đụng độ với lực lượng quân đội Hà Lan. Tại Antwerpen, tám tàu chiến của Hà Lan đã tấn công dữ dội cả thành phố sau khi thành phố rơi vào tay quân khởi nghĩa.
Nền độc lập của Bỉ đã không được chấp nhận tại Đại hội Wien năm 1815; tuy nhiên lực lượng cách mạng đã giành được sự đồng tình của các cường quốc châu Âu, đặc biệt là người Anh. Vào tháng 11 năm 1830, Hội nghị London năm 1830 hay còn gọi là"Hội nghị Bỉ"(bao gồm các đoàn đại biểu từ Anh, Pháp, Nga, Phổ và Áo) yêu cầu đình chiến vào ngày 4 tháng 11. Bộ trưởng ngoại vụ Anh là Huân tước xứ Palmerston tỏ ra lo ngại rằng nước Bỉ sẽ trở thành nước Cộng hòa hoặc bị sáp nhập vào Pháp, do đó đã mời một thân vương thuộc Gia tộc Saxe-Coburg và Gotha tại Đức lên nắm ngai vàng. Vào ngày 21 tháng 7 năm 1831,"Quốc vương của người Bỉ" đầu tiên là Leopold I của Sachsen-Coburg đã đăng quang. Ngày nhà vua chấp nhận Hiến pháp, tức ngày 21 tháng 7 năm 1831, được coi là ngày Quốc Khánh.
Phe tư bản theo chủ nghĩa tự do đã bị đẩy ra khỏi thế cân bằng ngay từ giai đoạn đầu của cuộc khởi nghĩa, nay thành lập một chính phủ lâm thời dưới quyền của Charles Rogier để điều đình với người Hà Lan, chính thức tuyên bố độc lập cho nước Bỉ vào ngày 4 tháng 10 năm 1830. Đại hội quốc dân Bỉ được lập nên để lập ra Hiến pháp. Dưới hiến pháp mới, nước Bỉ là một quốc gia độc lập, có chủ quyền, dưới chế độ quân chủ lập hiến. Tuy nhiên, Hiến pháp đã giới hạn đáng kể quyền bầu cử chỉ trong tầng lớp đại tư bản nói tiếng Pháp, và giới tăng lữ, dù tiếng Pháp không phải ngôn ngữ của đa số dân chúng. Giáo hội Công giáo đã giành được tự do đáng kể, thoát khỏi sự can thiệp của nhà nước.
Cuộc chiến với Hà Lan kéo dài thêm tám năm nữa, nhưng vào năm 1839 hai nước đã kí Hiệp ước London. Theo Hiệp ước 1839, Luxembourg không thuộc về nước Bỉ, mà vẫn thuộc quyền sở hữu của Hà Lan cho tới khi do khác biệt về luật thừa kế khiến Luxembourg trở thành một Đại Công quốc độc lập. Bỉ cũng mất vùng Đông Limburg, Zeeuws Vlaanderen và Flanders thuộc Pháp cùng Eupen: bốn vùng lãnh thổ mà Bỉ coi là có bằng chứng quyền sở hữu trong lịch sử. Hà Lan giữ lại hai vùng được nhắc đến ban đầu, trong khi vùng Vlaanderen thuộc Pháp - vốn được sáp nhập vào thời vua Louis XIV vẫn nằm trong quyền sở hữu của Pháp, và vùng Eupen vẫn thuộc về Bang liên Đức, song sau này sẽ được chuyển qua cho Bỉ để bồi thường sau Chiến tranh thế giới thứ nhất.
Tại Hội nghị London, Anh cũng bảo đảm nước Bỉ sẽ giữ thế trung lập, đây là biện minh của Anh trong việc tham gia vào Chiến tranh thế giới thứ nhất.

## Từ thời kì độc lập đến Thế chiến thứ nhất

### Cách mạng công nghiệp

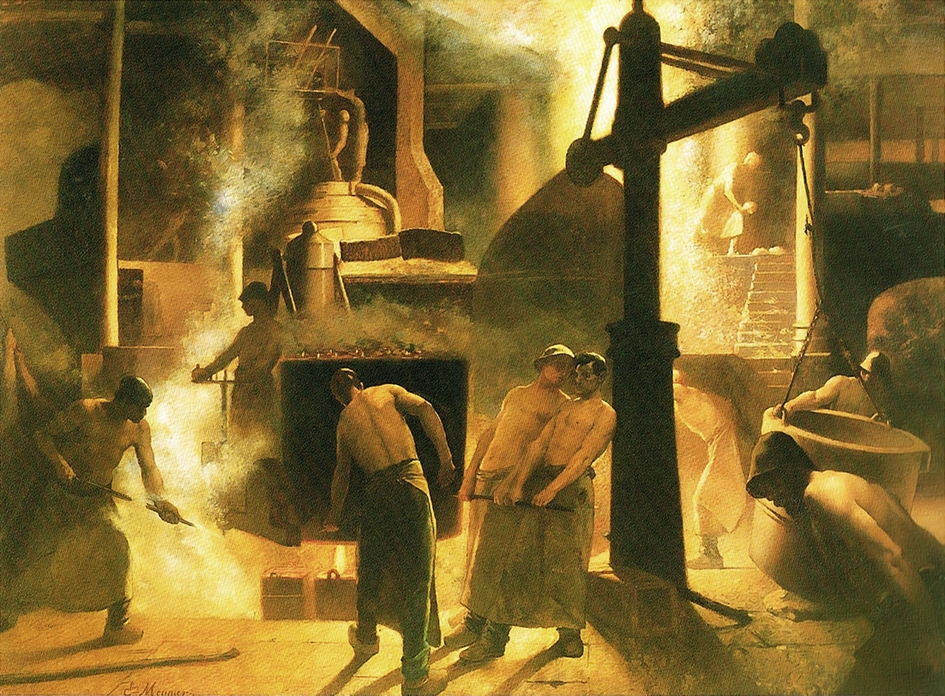
Tranh vẽ cảnh sản xuất thép tại Ougrée, tác phẩm của nghệ sĩ nổi tiếng thế kỷ XIX Constantin Meunier

Hầu hết xã hội Bỉ có tính truyền thống cao độ, đặc biệt là ở các làng nhỏ và khu vực nông thôn, và chất lượng giáo dục ở mức thấp. Ít người kì vọng rằng nước Bỉ, một pháo đài bảo vệ truyền thống vốn ì trệ và là nơi văn hóa ngủ yên, lại có thể tiên phong cuộc cách mạng công nghiệp trên toàn châu lục. Tuy nhiên, nước Bỉ trở thành nước đứng thứ hai sau Anh tiến hành cách mạng công nghiệp, tạo bước đà vận động cho toàn châu Âu, trong khi bỏ lại Hà Lan tụt hậu phía sau.
Công nghiệp hóa diễn ra tại vùng Wallonie (vùng nói tiếng Pháp ở phía Nam của Bỉ), bắt đầu từ giữa thập niên 1820, và đặc biệt là từ sau năm 1830. Than đá ở vùng này có sẵn và rẻ, đây là yếu tố chính thu hút các doanh nhân. Nhiều công xưởng như lò cao luyện than cốc, cũng như lò luyện gang pútdlinh và xưởng cán thép, được xây dựng ở các vùng khai thác than quanh khu vực Liège và Charleroi. Đi đầu trong quá trình này là một người Anh nhập cư tên là John Cockerill. Các nhà máy của ông tại Seraing tích hợp tất cả các giai đoạn sản xuất, từ nghiên cứu thiết kế kĩ thuật, tới cung cấp nguyên liệu thô, ngay từ năm 1825.
Công nghiệp lan rộng tới Sillon industriel ("vùng công nghiệp hóa"), các thung lũng sông Haine, Sambre và Meuse. Tới năm 1830 khi sắt trở nên quan trọng trong công nghiệp, thì ngành công nghiệp than của Bỉ đã được thiết lập vững chắc từ lâu, và sử dụng động cơ hơi nước để bơm. Than đá được bán cho các xưởng và các công ty xe lửa tại địa phương, đồng thời cũng xuất khẩu cho Pháp và Phổ.
Ngành công nghiệp dệt dựa vào vải sợi bông và lanh, cung cấp việc làm cho một nửa lực lượng lao động ngành công nghiệp trong suốt thời kì công nghiệp hóa. Gent là thành phố công nghiệp đứng đầu tại Bỉ cho tới tận thập niên 1880, khi trung tâm phát triển chuyển đến Liège, với ngành công nghiệp thép đặt tại vùng này.
Wallonie có nhiều mỏ than đá giàu trữ lượng trên nhiều khu vực tại vùng này, và các lớp than đá gấp khúc tự nhiên, nghĩa là có thể tìm thấy than ở tương đối nông. Ban đầu không cần tới các mỏ than sâu, do đó có rất nhiều các hoạt động nhỏ. Tồn tại hệ thống luật phức tạp để nhượng quyền, thông thường nhiều lớp than sẽ có nhiều chủ khác nhau. Về sau các doanh nhân bắt đầu khai thác sâu dần thêm (nhờ sáng chế máy bơm hơi nước). Vào năm 1790, mỏ than có độ sâu lớn nhất là 220 m. Tới năm 1856, độ sâu trung bình tại khu vực phía tây của Mons đã là 361 m, vào năm 1866 thì lên tới 437 m và một số hố khai thác đã chạm tới các mức 700 và 900 m; một hố đã xuống tới độ sâu 1.065 m, có lẽ là mỏ than đá sâu nhất tại châu Âu thời bấy giờ. Nổ khí ga hầm lò là vấn đề hết sức nghiêm trọng, và nước Bỉ có tỉ lệ tử nạn cao. Cho tới cuối thế kỷ XIX, các lớp than đã cạn kiệt và ngành công nghiệp thép phải nhập khẩu một phần than từ vùng Ruhr.
Than giá rẻ và sẵn tiện đã thu hút nhiều công xưởng sản xuất kim loại và thủy tinh, cả hai ngành này đều cần một lượng lớn than đá, nên khu vực xung quanh các mỏ than trở thành khu công nghiệp lớn. Khu vực Sillon industriel (Thung lũng công nghiệp), và đặc biệt là vùng Pays Noir (xứ đen) quanh  Charleroi, là trung tâm ngành thép cho đến tận Chiến tranh thế giới thứ hai.

#### Đường sắt

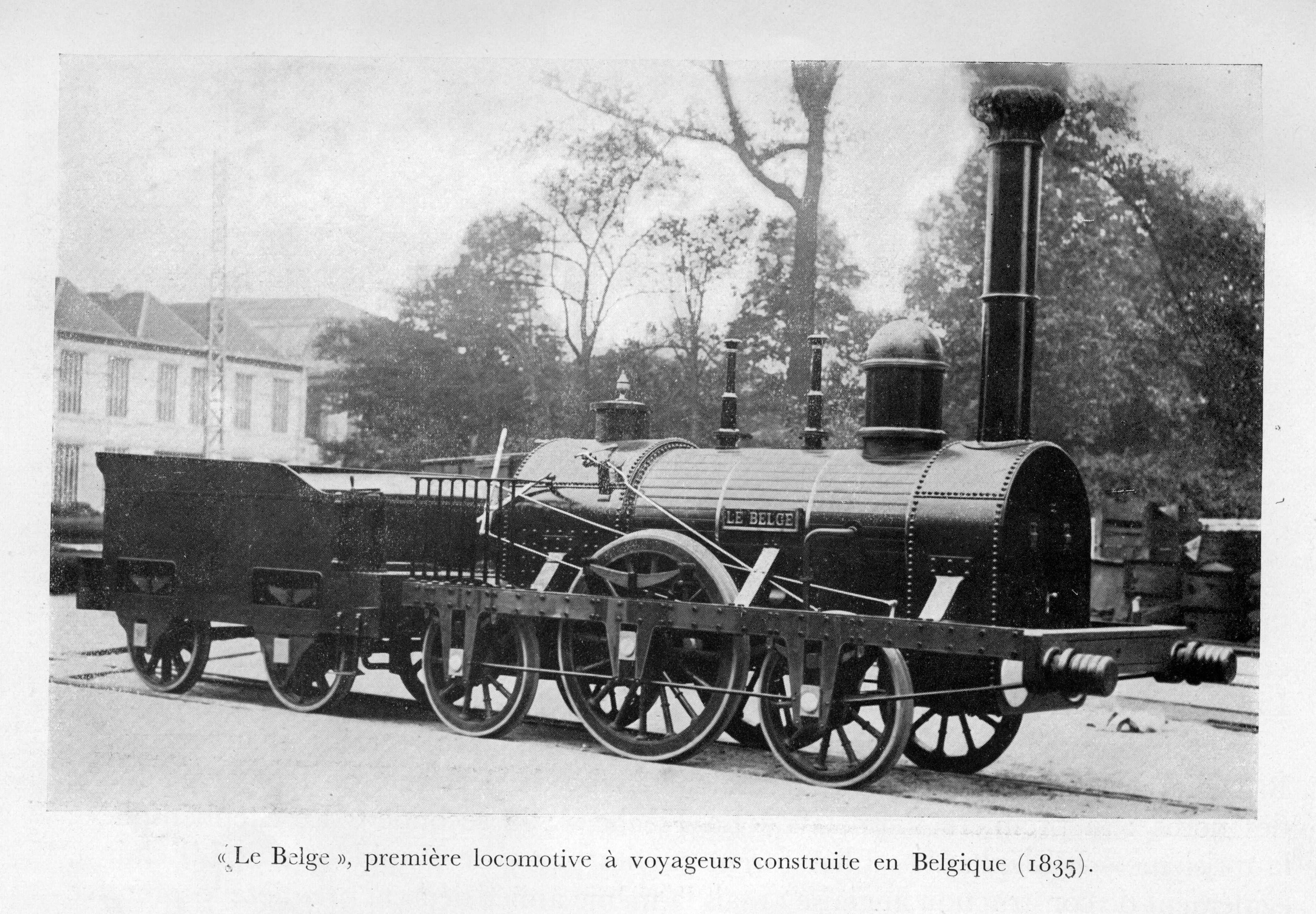
Đầu máy xe lửa chạy hơi nước đầu tiên do Bỉ sản xuất, có tên gọi "The Belgian"- Người Bỉ ("Le Belge") được làm ra vào năm 1835

Nước Bỉ là mô hình tiêu biểu cho thấy giá trị của việc sử dụng đường sắt để tăng tốc cho cách mạng công nghiệp. Sau năm 1830, quốc gia mới thành lập quyết định khuyến khích phát triển công nghiệp. Nhà nước đầu tư một hệ thống đường sắt vắt chéo, nối liền các thành phố, bến cảng và các khu vực khai mỏ lớn, và nối sang các nước láng giềng. Nước Bỉ do đó trở thành trung tâm đường sắt của khu vực này. Hệ thống này được xây dựng cực kì chất lượng theo tiêu chuẩn của Anh, do đó lợi nhuận và lương ở mức thấp thấp, nhưng hệ thống cơ sở hạ tầng cần thiết cho việc phát triển công nghiệp nhanh chóng được hoàn thiện. Léopold I cho xây dựng tuyến đường sắt đầu tiên tại lục địa châu Âu vào năm 1835, nối giữa Bruxelles và Mechelen. Toa tàu đầu tiên sử dụng đồng cơ Stephenson nhập khẩu từ Anh. Việc phát triển các đường ray xe lửa nhỏ hơn trên toàn nước Bỉ, đặc biệt là tuyến đường Liège-Jemappes, được khởi công với việc đấu thầu hợp đồng cho các công ty tư nhân,"trở thành hình mẫu cho việc mở rộng đường sắt địa phương trên toàn các vùng đất thấp".
Tới thập niên 1900, Bỉ là quốc gia xuất khẩu lớn về tàu điện và các thiết bị đường sắt khác, cũng như một lượng lớn các nguyên liệu cho ngành đường sắt. Tại Nam Mỹ, 3.800 km đường ray nằm dưới quyền sở hữu của các công ty Bỉ, cùng với hơn 1.500 km tại Trung Quốc. Một doanh nhân Bỉ là Édouard Empain được mệnh danh là"Vua đường sắt", ông xây dựng rất nhiều hệ thống giao thông công cộng trên khắp thế giới, bao gồm Métro Paris, cũng như hệ thống xe điện tại Cairo, Boulogne và Astrakhan. Công ty của Empain cũng xây dựng khu ngoại thành mới của Cairo với tên gọi Heliopolis.
Các doanh nghiệp quan trọng khác bao gồm Cockerill-Sambre (thép), các nhà máy hóa chất của Ernest Solvay, và công ty sản xuất súng cầm tay Fabrique Nationale de Herstal.

### Chủ nghĩa tự do và Công giáo
Nền chính trị Bỉ theo lời của Clark"bị khuynh đảo bởi cuộc đối đầu giữa hai nhóm chính trị, được biết đến với tên phe Công giáo và phe chủ nghĩa tự do. Nói một cách bao quát nhất, những người theo Công giáo đại diện cho các thành phần khá sùng đạo, bảo thủ và nông thôn trong xã hội, trong khi những người theo chủ nghĩa tự do đại diện cho các thành phần trung lưu thế tục hơn, tiến bộ hơn, và thành thị hơn". Trước khi chủ nghĩa xã hội du nhập trong thập niên 1890, cả đất nước gần như phân đôi giữa Đảng Công giáo bảo thủ và Đảng Tự do thế tục. Những người theo chủ nghĩa tự do chống đối lại giáo hội và muốn giảm thiểu quyền lực của Nhà thờ. Mâu thuẫn lên tới đỉnh điểm trong giai đoạn"Chiến tranh Học đường lần thứ Nhất"giai đoạn 1879-1884, khi đó phe Tự do cố gắng bổ sung quan điểm thế tục nhiều hơn trong giáo dục tiểu học và phe Công giáo bị phản pháo kịch liệt. Chiến tranh Học đường lần thứ Nhất mở ra một giai đoạn Đảng Công giáo chiếm ưu thế trong nền chính trị Bỉ. Giai đoạn này kéo dài gần như liên tục cho tới tận năm 1917.
Mâu thuẫn tôn giáo cũng lan rộng tới cả giáo dục đại học, khi các trường đại học thế tục như Đại học Tự do Bruxelles cạnh tranh với các trường Công giáo như trường Đại học Công giáo Leuven.

### Mâu thuẫn về ngôn ngữ
Đại đa số người dân sống ở phía Bắc nước Bỉ nói tiếng Hà Lan và các ngôn ngữ vùng Hạ Franconia khác, trong khi những người sống ở phía Nam sử dụng phương ngữ miền Bắc nước Pháp (langues d'oïl) ví dụ như tiếng Pháp, tiếng Wallonie và tiếng Picard. Tiếng Pháp trở thành ngôn ngữ chính thống của chính phủ sau khi chính thức tách khỏi Hà Lan vào năm 1830 và đời sống văn hóa của Bỉ bị chi phối đặc biệt từ ảnh hưởng của Pháp, điều này càng được củng cố vì miền Nam đẩy mạnh công nghiệp hóa và vượt trội về kinh tế. Tiếng Vlaanderen bị"giáng cấp xuống chỉ còn tiếng nói của với một nền văn hóa hạng hai". Một bộ phận dân chúng Vlaanderen phản ứng lại trước tình trạng này, cảm thấy bất bình trước sự bất công bằng giữa ngôn ngữ của mình so với tiếng Pháp. Điều này xảy ra một phần là do bản sắc Vlaanderen định hình và phát triển, khi người dân ngày một nhận thức rõ rệt hơn về văn hóa và lịch sử Vlaanderen từ những năm 1840. Các chiến thắng của Vlaanderen, ví dụ như trận chiến Đinh thúc ngựa vàng vào năm 1302 được làm lễ kỉ niệm, và một phong trào văn hóa Vlaanderen đã ra đời, đi đầu là các danh nhân như Hendrik Conscience. Vào khoảng cùng giai đoạn đó, một phong trào văn hóa vùng Wallonie cũng xuất hiện, dưới sự lãnh đạo của Jules Destrée (1863-1936) và dựa trên lòng trung thành với ngôn ngữ tiếng Pháp. Phổ thông đầu phiếu sẽ khiến cộng đồng Pháp ngữ trở thành một nhóm thiểu số về chính trị, do đó phong trào văn hóa Wallonie tập trung vào việc bảo vệ ngôn ngữ Pháp tại khu vực nơi dân cư nói tiếng Pháp chiếm đa số, và không tranh luận việc mở rộng sử dụng tiếng Hà Lan tại các vùng nói tiếng Vlaanderen.
Vlaanderen đã đạt được mục tiêu về bình đẳng ngôn ngữ, (đặc biệt là tại trường học và tòa án) khi yêu cầu thông qua và ban hành một loạt các điều khoản luật vào những năm 1920 và 1930. Tiếng Hà Lan trở thành ngôn ngữ của chính phủ, giáo dục và tòa án tại các tỉnh phía Bắc, bao gồm Oost-Vlaanderen và West-Vlaanderen, Antwerpen, Limburg, và phía Đông Brabant. Tiếng Pháp vẫn là ngôn ngữ chính thức tại vùng Wallonie; còn Bruxelles từng trải qua một cuộc chuyển đổi lớn về ngôn ngữ sang tiếng Pháp, nay chính thức trở thành khu vực song ngữ. Trong khi đó, một phong trào ly khai nhỏ tại Vlaanderen đã xuất hiện; và người Đức đã ủng hộ phong trào này trong chiến tranh, và tới những năm 1930 phong trào chuyển sang xu hướng phát xít. Trong Chiến tranh thế giới thứ Hai, phong trào này đã cộng tác với Phát xít Đức.

### Quan hệ quốc tế và chính sách quân đội

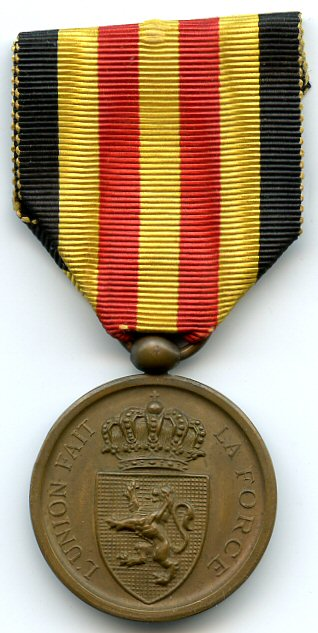
Huân chương chiến công trao cho binh lính Bỉ đã phục vụ trong Chiến tranh Pháp-Phổ.

Vào giữa thập niên 1860 trong Can thiệp của Pháp ở México, khoảng 1.500 binh lính Bỉ đã tham gia"Quân đoàn viễn chinh Bỉ", thường được biết đến với cái tên"Đoàn lính lê dương của Bỉ"tham chiến phục vụ Hoàng đế Maximiliano I, vợ của người này là Charlotte, con gái vua Léopold I của Bỉ.
Nước Bỉ không phải quốc gia tham chiến trong Chiến tranh Pháp-Phổ 1870–71, nhưng lại ở rất gần khu vực chiến tranh nên quân đội Bỉ được động viên. Tuy nhiên thỏa thuận quốc tế năm 1839 nhằm bảo đảm nước Bỉ giữ thế trung lập vẫn chưa bị xâm phạm.
Sau xung đột này, đã có những cuộc thảo luận về hiện đại hóa quân đội. Hệ thống Thay thế (với hệ thống này, những người Bỉ giàu có khi bị gọi đi lính có thể trả tiền thay thế) đã bị xóa bỏ và thực thi một hệ thống nghĩa vụ quân sự cải tiến hơn. Những cải tiến này dưới sự lãnh đạo của Jules d'Anethan dưới sức ép từ vua Léopold II, đã chia rẽ nền chính trị của Bỉ. Những người theo Công giáo hợp nhất với phe theo chủ nghĩa Tự do dưới trướng của Frère-Orban để phản đối những thay đổi này, và cuộc cải tổ cuối cùng đã thất bại khi chính phủ dưới quyền d'Anethan sụp đổ do một vụ bê bối không liên quan. Và cuối cùng quân đội cũng được cải tổ. Hệ thống năm 1909 tiến hành nghĩa vụ quân sự bắt buộc kéo dài tám năm đối với phục vụ tại ngũ, và năm năm đối với lực lượng dự bị. Hệ thống này khiến quân đội của Bỉ tăng vọt lên tới hơn 100.000 quân được huấn luyện tốt. Việc xây dựng một chuỗi công sự phòng thủ dọc biên giới được tăng cường, và do đó xuất hiện một loạt các công sự rất hiện đại, bao gồm được gọi là"bảo luỹ quốc gia"tại Antwerpen, tại Liège và Namur, nhiều nơi trong số đó là sản phẩm thiết kế của kĩ sư xây dựng công sự vĩ đại của Bỉ là Henri Alexis Brialmont.

### Sự trỗi dậy của Đảng Xã hội và các thương đoàn
Nền kinh tế đinh trệ trong suốt cuộc suy thoái kéo dài từ năm 1873-95, khi giá cả và lương tụt giảm và náo động trong lực lượng lao động tăng cao. Đảng Công nhân Bỉ được thành lập vào năm 1885 tại Bruxelles. Đảng này ban hành Hiến chương Quaregnon vào năm 1894 kêu gọi kết thúc chủ nghĩa tư bản và thực hiện cải tổ triệt để toàn xã hội. Tuy Đảng Công nhân Bỉ không được bầu vào chính phủ cho tới tận cuối thế kỷ XX, song Đảng đã gây ra áp lực đáng kể lên các tiến trình chính trị, thông qua việc trực tiếp tham gia vào các hoạt động chính trị, đồng thời cũng thông qua việc tổ chức các cuộc tổng bãi công.
Trong giai đoạn cuối thế kỷ XIX, các cuộc Tổng bãi công trở thành một khía cạnh tất yếu của tiến trình chính trị. Bắt đầu từ năm 1892 cho tới năm 1961, đã có 20 cuộc bãi công lớn, trong đó có 7 cuộc tổng bãi công. Trong số đó rất nhiều cuộc bãi công có mục tiêu chính trị rõ ràng, ví dụ như cuộc Tổng bãi công năm 1893 đã giúp giành được quyền phổ thông đầu phiếu.
Trong một vài trường hợp, các cuộc Tổng bãi công tại Bỉ leo thang và biến thành bạo lực. Vào năm 1893, binh lính đã xả súng vào đám đông biểu tình và làm thiệt mạng một số người. Karl Marx đã viết,"Có tồn tại một và chỉ một quốc gia trên thế giới văn minh, tại đó mỗi cuộc biểu tình đều nhiệt thành và vui tươi song trở thành cái cớ để chính quyền tàn sát tầng lớp lao động. Đất nước duy nhất được ban phúc lành như vậy chính là nước Bỉ!"
Tuy nhiên, nước Bỉ xây dựng hệ thống phúc lợi xã hội đặc biệt sớm, một phần là do các công đoàn. Đã đặt ra luật trả tiền bồi thường khi bị ốm vào năm 1894, bảo hiểm hưu trí tự nguyện vào năm 1900 và bảo hiểm thất nghiệp vào năm 1907, được thực hiện phổ biến trên toàn quốc nhanh hơn nhiều so với các nước láng giềng.

### Quyền bầu cử

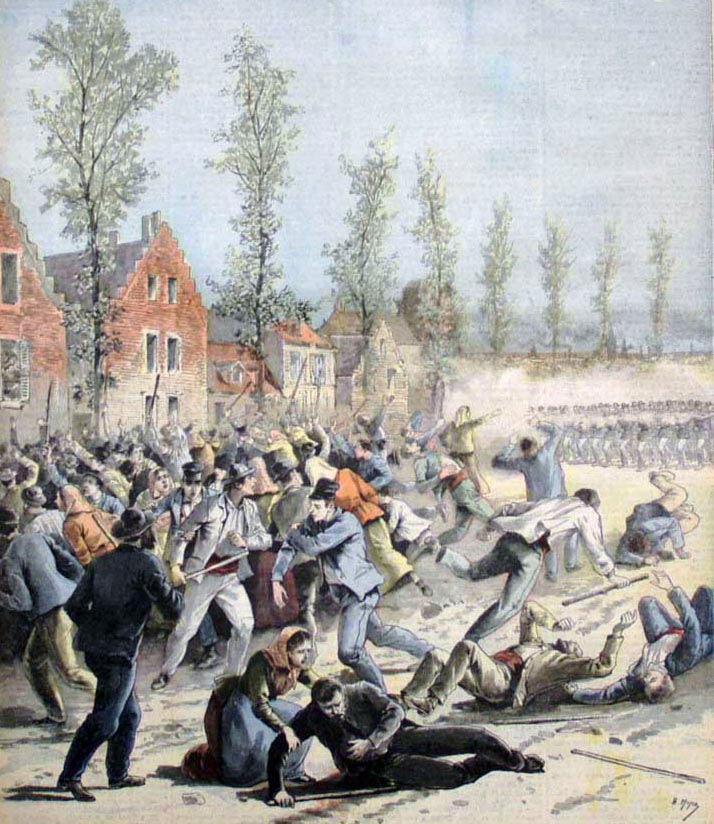
Bức tranh"Xả súng tại Mons"trong cuộc biểu tình năm 1893 khi người Borains bị đội quân Bảo vệ dân sự Garde Civique xả súng trong khi biểu tình ủng hộ bỏ phiếu phổ thông.

Vào năm 1893 chính phủ từ chối đề xuất bỏ phiếu phổ thông cho các công dân nam. Cảm thấy bị xúc phạm, Công đảng Bỉ dẫn đầu một cuộc Tổng Bãi Công; cho tới ngày 17 tháng 4, đã có hơn 50.000 người tham gia bãi công. Những cuộc đối đầu bạo lực nổ ra với Vệ binh dân sự Garde Civique trên toàn quốc, ví dụ như tại Mons, ở đó một số người tham gia bãi công đã thiệt mạng. Bạo lực ngày một leo thang. Chính phủ nhanh chóng lùi bước, và thông qua việc bỏ phiếu phổ thông, nhưng làm giảm sức ảnh hưởng của cuộc bỏ phiếu bằng cách tạo ra các lá phiếu bổ sung dựa vào tài sản sở hữu, trình độ giáo dục và tuổi tác. Những người Công giáo bảo thù chiếm 68% số ghế vẫn nắm giữ quyền lực, trong khi những người theo chủ nghĩa tự do giảm còn 13% số ghế, và những người theo chủ nghĩa xã hội nắm phần còn lại.
Giống như nhiều quốc gia khác, quyền bỏ phiếu của phụ nữ được ban hành sau Chiến tranh thế giới thứ nhất, tuy nhiên tại Bỉ, những giới hạn cuối cùng chỉ được xóa bỏ vào năm 1948.

### Văn hóa
Văn hóa nghệ thuật và văn học tại Bỉ bắt đầu sôi động trở lại vào thế kỷ XIX. Đặc biệt là tại khu vực Wallonie với phong trào văn học và phê bình nghệ thuật tiếng Pháp mới La Jeune Belgique.
Một thành phần cốt yếu của chủ nghĩa dân tộc của Bỉ là quá trình nghiên cứu khoa học về lịch sử quốc gia. Phong trào này được lãnh đạo bởi Godefroid Kurth (1847-1916), một sinh viên của nhà sử học người Đức Ranke. Kurth giảng dạy phương pháp tiếp cận lịch sử hiện đại cho sinh viên của mình tại Đại học Liège. Nhà sử học lỗi lạc nhất của nước Bỉ là Henri Pirenne (1862-1935), người đã chịu ảnh hưởng của phương pháp này khi còn là sinh viên của Kurth.

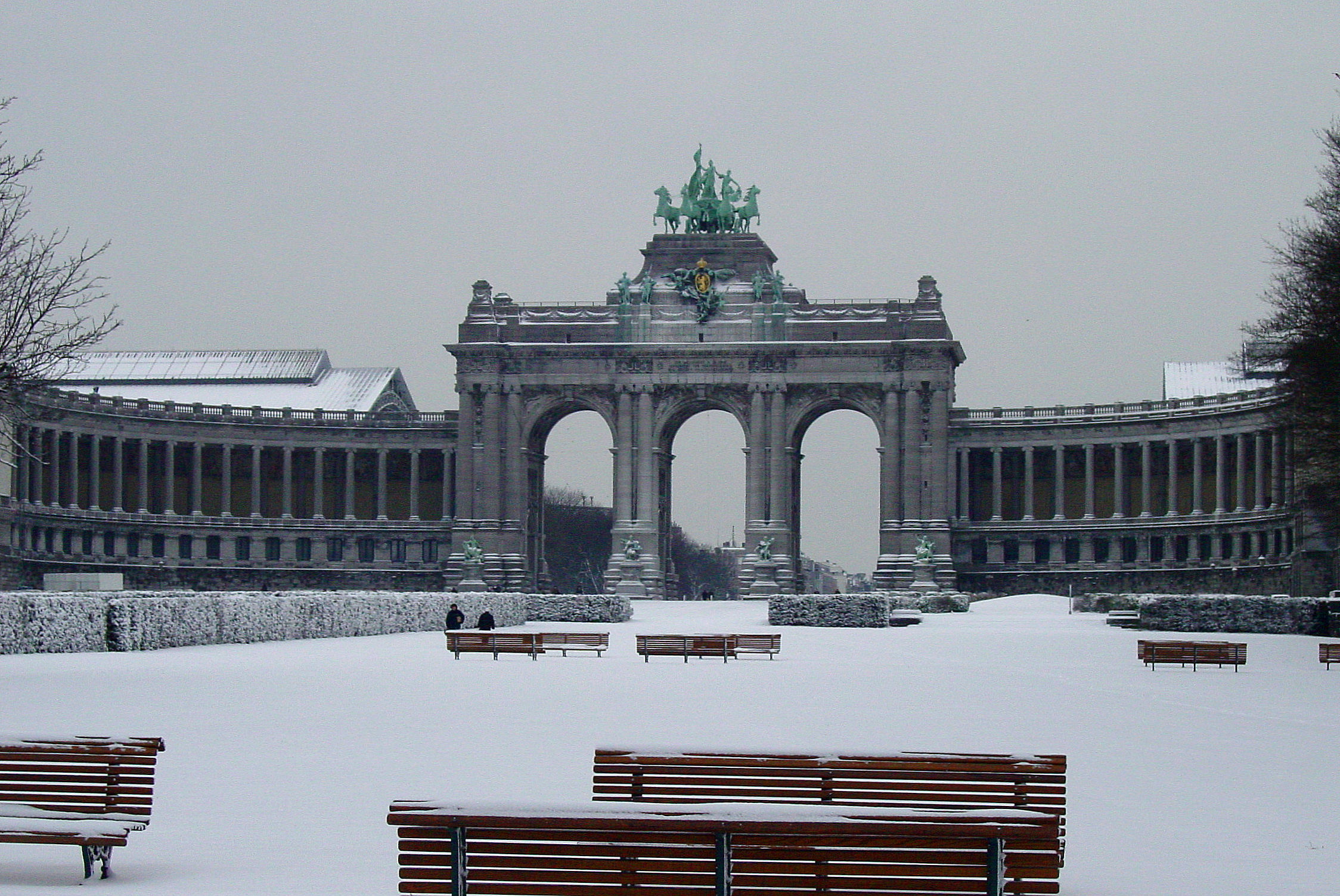
Cổng Cinquantenaire, xây dựng năm 1905

Cuối thế kỷ XIX và đầu thế kỷ XX, những công trình đồ sộ quy mô lớn theo chủ nghĩa lịch sử và trường phái tân cổ điển chiếm trọn cảnh quan đô thị tại Bỉ, đặc biệt là các tòa nhà chính phủ, trong khoảng thời gian giữa những năm 1860 và những năm 1890. Được bảo hộ một phần bởi nhà vua Léopold II (vốn được biết đến với cái tên"vua xây dựng"), phong cách này xuất hiện tại Dinh Tư pháp - Palais de Justice (được thiết kế bởi Joseph Poelaert) và cổng Cinquantenaire, cả hai công trình này đều tồn tại ở Bruxelles.
Tuy nhiên, Bruxelles trở thành một trong các thành phố lớn của châu Âu đối với phát triển phong cách Art Nouveau vào cuối thập niên 1890. Các kiến trúc sư như Victor Horta, Paul Hankar, và Henry van de Velde trở nên đặc biệt nổi tiếng nhờ các thiết kế của họ, phần nhiều trong số đó vẫn tồn tại đến ngày nay ở Bruxelles. Bốn toà nhà do Horta thiết kế được liệt kê trong danh sách các di sản thế giới của UNESCO. Tuy vật, tác phẩm vĩ đại nhất của Horta là Maison du Peuple bị phá hủy vào năm 1960.

## Đế quốc Bỉ
Stanard bác bỏ quan điểm thông thường của nhiều người, cho rằng nước Bỉ là"Đế quốc bất đắc dĩ". Ông lập luận rằng"người dân bình thường dần trở nên hiểu và ủng hộ thuộc địa. Người Bỉ không chỉ ủng hộ đế chế một cách rõ rệt, mà nhiều người còn theo chủ nghĩa đế quốc toàn tòng, với bằng chứng là đã có rất nhiều chiến dịch tuyên truyền ủng hộ Congo được biết đến rộng rãi, kéo dài và được đón nhận nồng nhiệt".

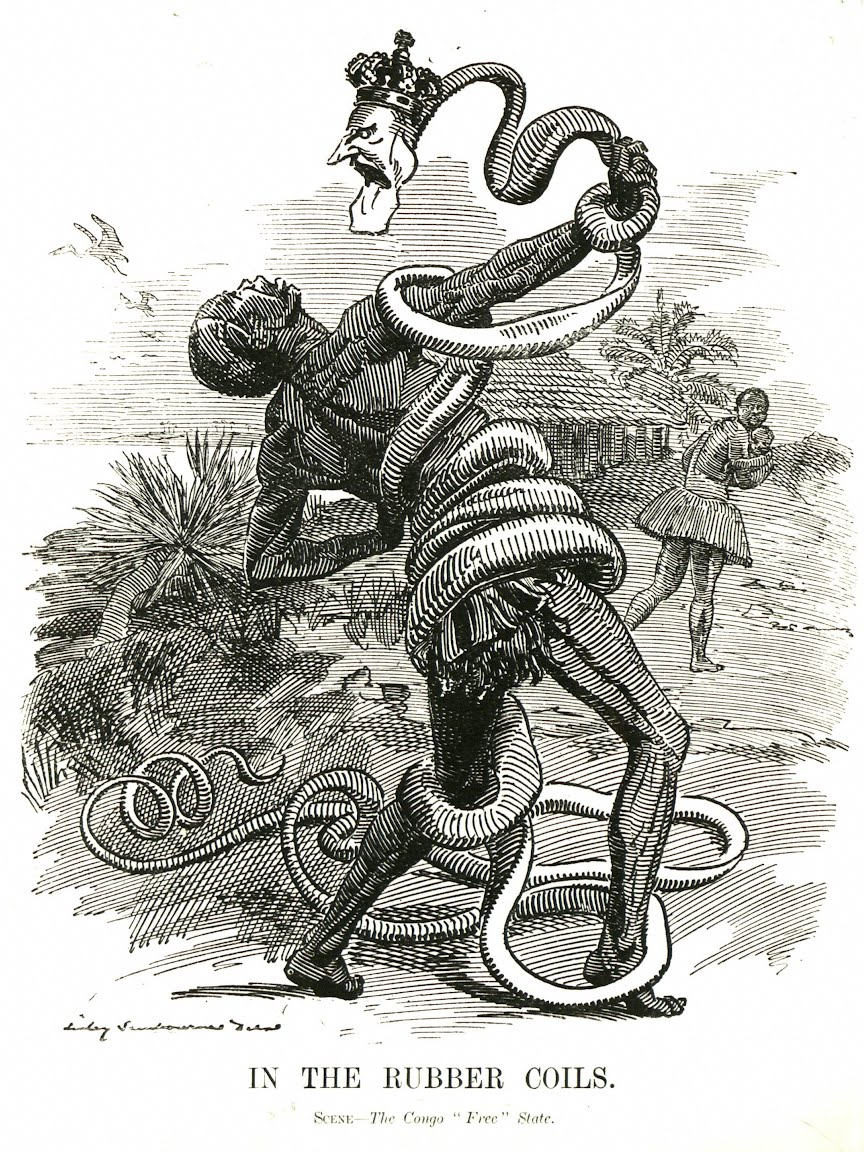
Tranh biếm họa của Anh năm 1906 có tên gọi Punch, miêu tả vua Leopold II là một con rắn bằng cao su đang quấn lấy người đàn ông Congo

Bài viết chính: Nhà nước Tự do Congo và Congo thuôc Bỉ
Tại Hội nghị Berlin năm 1884–1885, Congo được trao hoàn toàn vào tay vua Léopold II của Bỉ, ông đặt tên lãnh địa là Nhà nước Tự do Congo, với mục tiêu ban đầu là trở thành khu vực mậu dịch tự do quốc tế, mở cửa cho tất cả các thương gia châu Âu. Nhà vua Léopold là cổ đông chính của Công ty thương mại Bỉ, có trụ sở thương mại tại khu vực Hạ Congo trong giai đoạn giữa năm 1879 và 1884. Cuối cùng quyền lực được chuyển giao cho nước Bỉ vào năm 1908, dưới áp lực nặng nề của công luận quốc tế sau khi có nhiều báo cáo về việc sai phạm và lạm dụng người lao động bản xứ. Lãnh thổ Congo rộng gần 2,4 triệu km², lớn hơn 80 lần diện tích nước Bỉ. Các dự án phát triển đầu tiên diễn ra trong giai đoạn Nhà nước Tự do, như đường ray xe lửa chạy từ Léopoldville tới bờ biển, mất tới vài năm để hoàn thành.
Giai đoạn Nhà nước Tự do Congo mang nhiều tai tiếng, nhất là về các vụ tàn sát bạo lực diễn ra dưới thời kì này. Nhà nước này ở vị thế là một nhà kinh doanh, (quốc gia được điều hành bởi một công ty tư nhân do chính Leopold sở hữu), do đó nhà nước nhắm tới kiếm được càng nhiều tiền càng tốt từ việc xuất khẩu hàng thô từ lãnh địa. Tài sản cá nhân của vua Leopold đã tăng lên đáng kể nhờ việc thu nhập từ cao su tại Congo, trước đây mặt hàng này chưa từng được sản xuất hàng loạt với số lượng lớn như vậy, để phục vụ cho thị trường lốp xe đang nổi lên nhanh chóng. Trong suốt giai đoạn 1885-1908, đã có tới tám triệu người Congo chết do bị bóc lột và bệnh tật trong khi tỉ lệ sinh cũng sụt giảm. Tuy nhiên những ước tính này chỉ là đại khái, và không có con số chính thức nào cho thời kì đó.
Để thực hiện luật hạn ngạch cao su, tổ chức Force Publique (FP) được thành lập. Mặc dù tổ chức Force Publique trên danh nghĩa là lực lượng quân đội (lực lượng này sau này sẽ tham gia chiến đấu cả trong Chiến tranh thế giới thứ nhất và thứ nhất), song vào thời kì Nhà nước tự do Congo thì nhiệm vụ chính của lực lượng này là áp đặt luật hạn ngạch cao su tại các khu vực nông thôn. Việc tống giam và hành hình theo trình tự sơ sài là điều phổ biến. Hình phạt chặt chân tay cũng đôi khi được lực lượng Force Publique thực hiện để thực thi luật hạn ngạch.
Sau khi xuất hiện các báo cáo từ các hội truyền giáo, bùng nổ các chiến dịch bức xúc về đạo đức trước tình hình này, đặc biệt là tại Anh và Mỹ. Tổ chức tái thiết Congo, điều hành bởi Edmund Dene Morel, đóng vai trò cực kì quan trọng trong chiến dịch, họ đã công bố rất nhiều tiểu luận và sách in bán rất chạy (bao gồm cả cuốn Red Rubber), những sản phẩm truyền thông này đã tiếp cận được đông đảo công chúng. Leopold đã bổ nhiệm và chu cấp tài chính cho một nhóm điệp vụ do chính nhà vua lập ra, để giải quyết những lời đồn đại về Nhà nước Tự do Congo, nhưng cuối cùng chính nhóm điệp vụ lại xác nhận tình trạng này, và bắt đầu điều tra về các vụ bạo hành.
Nghị viện Bỉ từ lâu đã từ chối không nhận thuộc địa, do sợ gánh nặng tài chính. Vào năm 1908, Nghị viện Bỉ buộc phải phản hồi lại sức ép từ quốc tế, và sáp nhập Nhà nước Tự do Congo như đề xuất của những người thực hiện chiến dịch. Sau Chiến tranh thế giới thứ hai, Bỉ bị Liên Hợp Quốc chỉ trích do không có tiến triển gì trên mặt trận chính trị, như các quốc gia thực dân khác đang làm. Mặc dù có nhiều chiến dịch tuyên truyền trong nước Bỉ, song chỉ một số ít người Bỉ thể hiện quan tâm đến thuộc địa, rất ít người tới thuộc địa, và tinh thần nhiệt tình ủng hộ đế quốc chưa bao giờ thực sự lan rộng. Chính phủ giới hạn việc người Congo định cư trong nước Bỉ.
Các quyền chính trị không được trao cho người dân châu Phi cho tới tận năm 1956, khi tầng lớp trung lưu phát triển (được gọi là Évolué) được nhận quyền bầu cử và nền kinh tế vẫn khá kém phát triển dẫu có của cải từ khoáng sản tại Katanga. Trong vòng 18 tháng, kể từ ngày 1 tháng 1 năm 1959, đã xảy ra tình trạng bất ổn về chính trị và cảm giác ái quốc Phi châu trở nên rõ rệt hơn, tạo nên ảnh hưởng khiến chính phủ Bỉ giải quyết vấn đề độc lập cho thuộc địa vào năm 1960.
Tại Hội nghị bàn tròn về vấn đề độc lập, nước Bỉ yêu cầu xây dựng quá trình độc lập từ từ trong vòng 4 năm, nhưng sau một loạt các cuộc nổi loạn vào năm 1959, quyết định được đưa ra là đẩy nhanh tiến độ độc lập trong vòng vài tháng. Tình hình lộn xộn khiến nước Bỉ tách mình khỏi Congo gây ra ly khai tại tỉnh Katanga giàu có được chống lưng bởi phương Tây và cả cuộc nội chiến kéo dài được biết đến với cái tên Khủng hoảng Congo.
Tô giới Bỉ tại Thiên Tân, Trung Quốc được lập ra vào năm 1902. Bỉ đầu tư ít và không tiến hành định cư, tuy nhiên việc này cũng đem lại một hợp đồng cung cấp đèn điện và hệ thống tàu điện. Vào năm 1906, Thiên Tân trở thành thành phố đầu tiên tại Trung Quốc có hệ thống giao thông công cộng hiện đại. Cung cấp điện, thắp đèn và kinh doanh tàu điện là các thương vụ đầu tư mạo hiểm có lãi lớn. Tất cả các toa xe lửa đều do ngành công nghiệp của Bỉ cung cấp, và cho tới năm 1914, mạng lưới này cũng đã lan rộng tới các tô giới xung quanh của Áo, Pháp, Ý, Nhật và Nga.
Sau thất bại của Đức trong Chiến tranh thế giới thứ nhất, Bỉ nhận ủy thác của Hội quốc Liên và chịu trách nhiệm cho vùng Ruanda-Urundi. Thuộc địa này được cai quản tương tự như cách cai quản của các nhà cầm quyền Đức trước đó, tiếp tục thực hiện các chính sách như thẻ nhân dạng theo dân tộc. Vào năm 1959, có thể nhận thấy rõ các phong trào hướng tới xu hướng độc lập tại vùng lãnh thổ này, và cuộc biến động gây ra bởi PARMEHUTU, một đảng chính trị của người Hutu là bằng chứng rõ ràng nhất. Vào năm 1960, cuộc Khởi nghĩa Rwanda xảy ra và nước Bỉ đã thay đổi kế hoạch bổ nhiệm các tộc trưởng và phó tộc trưởng, để đưa người Hutu lên nắm các vị trí này.
Ruanda-Urundi giành độc lập vào năm 1962 và 2 vùng trong khu vực là Rwanda và Burundi chủ động chia tách.

## Chiến tranh thế giới thứ nhất

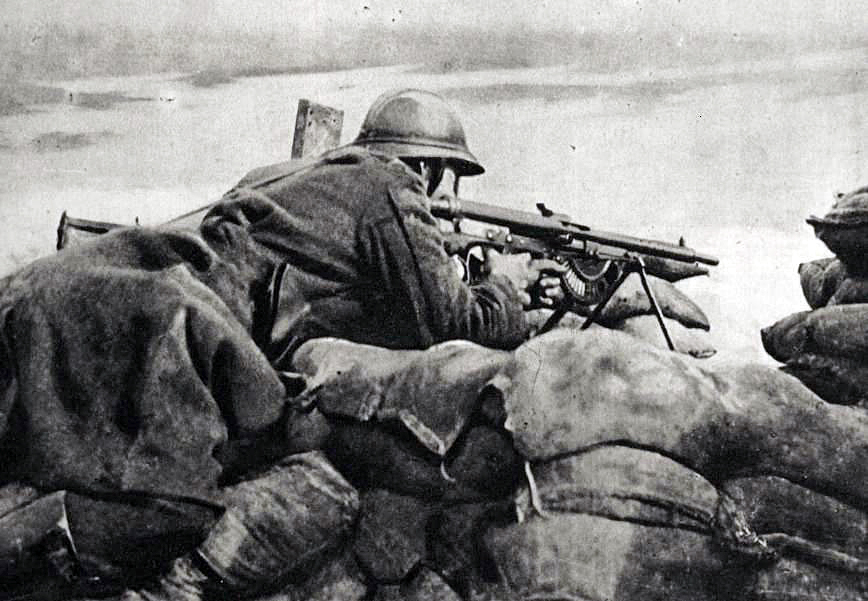
Một tay súng máy của Bỉ trên tiền tuyến vào năm 1918, đang nhả đạn khẩu súng máy Chauchat.

Khi Chiến tranh thế giới thứ nhất bắt đầu, Đức xâm lược Bỉ và Luxembourg vốn trung lập, nằm trong của Kế hoạch Schlieffen với ý định chiếm Paris nhanh chóng. Chính hành động này đã khiến nước Anh tham gia vào cuộc chiến, bởi Anh vẫn đang bị ràng buộc bởi hiệp định năm 1839 phải bảo vệ nước Bỉ trong trường hợp xảy ra chiến tranh. Khi nói đến quân đội Bỉ, người ta phải nhớ đến sự chống trả ngoan cường của họ trong những ngày đầu của cuộc chiến tranh, với một lực lượng quân đội Đức đông gấp mười lần nhưng đã kìm chân cuộc tấn công của người Đức trong vòng gần một tháng, giúp lực lượng của Pháp và Anh có thời gian chuẩn bị cho cuộc phản kích Marne trong cùng năm đó. Bên xâm lược Đức coi tất cả các hành động phản kháng, ví dụ như phá hoại đường ray xe lửa, là hành đông phạm pháp và chống đối, và sẽ bắn tại trận kẻ phạm tội và đốt nhà để trả thù.
Nước Bỉ đã đạt được nền kinh tế thịnh vượng vào năm 1914 khi cuộc chiến tranh bắt đầu, nhưng sau bốn năm bị chiếm đóng, Bỉ trở thành một quốc gia đói nghèo; dù bản thân nước Bỉ chỉ bị thiệt hại rất ít về sinh mạng. Người Đức đã"tước đoạt đến tận xương cả đất nước này một cách tàn bạo và cực kì hiệu quả. Tất cả các máy móc, bộ phận thay thế, toàn bộ các nhà máy kể cả phần mái, tất cả đều biến mất về phía đông. Vào năm 1919, 80 phần trăm lực lượng lao động của Bỉ bị thất nghiệp".
Binh lính Bỉ tham gia trận đánh cầm cự giữ chân quân Đức vào năm 1914 trong đợt xâm lược đầu tiên. Họ đã thành công trong việc đẩy lùi và làm trễ kế hoạch xâm lược của quân Đức, phá hoại kế hoạch Schlieffen mà Berlin đang muốn sử dụng để chiến thắng Pháp nhanh chóng. Tại trận chiến tại Liège, pháo đài phòng thủ của thị trấn đã giữ chân phe xâm lược trong vòng hơn một tuần, tranh thủ được khoảng thời gian quý giá cho quân đội Đồng Minh. Kế hoạch"Hành quân đến biển"của người Đức đã bị lực lượng Bỉ chặn lại trong trận chiến trên sông Yser. Quốc vương Albert I trực tiếp có mặt trên sông Yser với vai trò chỉ huy lực lượng quân đội, để lãnh đạo cuộc chiến trong khi chính phủ của Charles de Broqueville rút về thành phố cảng Le Havre gần đó bên phía Pháp. Nước Bỉ tiếp tục phục vụ trên tiền tuyến cho tới tận năm 1918. Lực lượng từ xứ Congo thuộc Bỉ cũng đóng một vai trò quan trọng trong Chiến dịch châu Phi, và một bộ phận nhỏ binh lính của Bỉ -"Quân đoàn viễn chinh Bỉ"- cũng phục vụ trên mặt trận phía Đông.

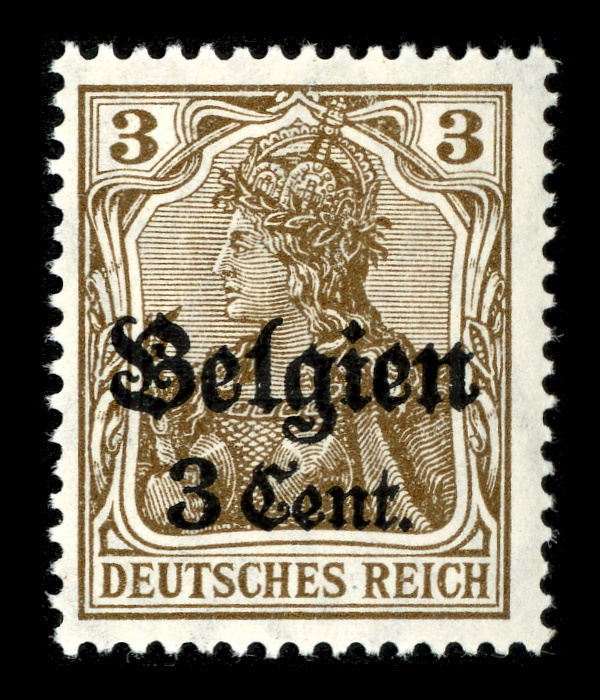
Tem của đức, được in chồng lên chữ Belgien (nghĩa là Bỉ) để sử dụng tại quốc gia bị chiếm đóng

Người Đức cai trị khu vực bị chiếm đóng thuộc Bỉ thông qua chức vụ Toàn quyền Bỉ, trong khi chỉ có một khu vực nhỏ của đất nước này không bị quân đội Đức chiếm đóng. Toàn bộ quốc gia bị cai trị dưới chế độ thiết quân luật. Theo khuyến nghị của chính phủ, các công chức ở nguyên tại chỗ trong suốt thời gian diễn ra cuộc đối đầu, thực hiện hoạt động bình thường của chính phủ.
Quân đội Đức đã xử tử từ 5.500 tới 6.500 thường dân Pháp và Bỉ trong giai đoạn từ tháng 8 tới tháng 11 năm 1914, thường là bắn giết gần như ngẫu nhiên trên diện rộng dưới lệnh của sĩ quan cấp trên người Đức. Các cá nhân bị nghi vấn thực hiện hành vi kháng chiến sẽ bị bắn tại chỗ không qua xét xử. Một vài nhân vật lỗi lạc của Bỉ, bao gồm nhà chính trị Adolphe Max và nhà sử học Henri Pirenne bị lưu đày sang Đức.
Cảm nhận bản sắc và tự nhận thức của dân cư Vlaanderen lớn mạnh hơn thông qua các sự kiện và trải nghiệm trong chiến tranh. Nhà cầm quyền Đức thời chiếm đóng coi người dân Vlaanderen là nhóm người bị áp bức và đã thực hiện một số chính sách thân-Vlaanderen, được biết đến với cái tên Flamenpolitik. Chính sách này bao gồm việc đưa tiếng Hà Lan vào học đường làm ngôn ngữ giảng dạy tại tất cả các trường học được nhà nước tài trợ trong vùng Vlaanderen vào năm 1918. Điều này đã khơi nên một phong trào Vlaanderen mới trong những năm sau chiến tranh. Phong trào Vlaanderen Frontbeweging (Phong trào người lính) được thành lập từ những người lính Vlaanderen trong quân đội Bỉ, nhằm kêu gọi sử dụng rộng rãi hơn tiếng Hà Lan trong giáo dục và chính quyền, mặc dù không theo xu hướng ly khai.
Người Đức để lại nước Bỉ bị bóc lột tận cùng và trơ trọi. Trên 1,4 triệu người tị nạn đã chạy tới Pháp hoặc tới nước Hà Lan trung lập. Sau các hành động tàn ác có hệ thống do quân đội Đức thực hiện trong vài tuần đầu tiên của cuộc chiến tranh, các công chức người Đức giành quyền kiểm soát, và làm việc nói chung cực kì chuẩn xác, mặc dù rất nghiêm khắc và khắt khe. Chưa bao giờ xuất hiện phong trào phản kháng bạo lực nào, song vẫn có sự chống đối bị động tự phát trên diện rộng, bằng cách từ chối không làm viêc để phục vụ cho chiến thắng của người Đức. Bỉ là một quốc gia công nghiệp hóa mạnh mẽ; trong khi các nông trại vẫn hoạt động và các cửa hàng nhỏ vẫn mở cửa, thì hầu hết các tổ chức công ty lớn đều sập tiệm hoặc cắt giảm đáng kể sản lượng. Các giảng viên đóng cửa trường đại học, nhiều nhà xuất bản đình bản không in báo. Hầu hết người dân Bỉ"biến bốn năm chiến tranh thành một kì nghỉ dài và cực kì buồn chán,"theo lời của Kossmann. Vào năm 1916 nước Đức chuyển 120.000 đàn ông và thiếu niên sang Đức để làm việc; Điều này gây ra một làn sóng phản đối từ các nước trung lập và họ đã được trả về nhà. Nước Đức sau đó lại lấy đi từ các nhà máy tất cả máy móc có ích, và sử dụng hết những gì còn sót lại làm sắt vụn cho các xưởng thép.
Nước Bỉ phải đối mặt với khủng hoảng thục phẩm và phản hồi từ quốc tế đã được kĩ sư người Mỹ Herbert Hoover đứng ra tổ chức. Hành động này chưa từng xảy ra trong lịch sử thế giới. Tổ chức của Hoover có tên Ủy ban cứu viện tại Bỉ (CRB) đã nhận được sự cho phép từ phía Đức và quân Đồng minh. Là chủ tịch của CRB, Hoover làm việc với lãnh đạo của tổ chức phía Bỉ là Comité National de Secours et d'Alimentation (CNSA), Émile Francqui, để cứu đói cho toàn bộ quốc gia trong suốt cuộc chiến tranh. Tổ chức CRB thu nhận và nhập khẩu hàng triệu tấn đồ ăn cho bên CNSA phân phát, và kiểm soát hoạt động của CNSA sao cho quân đội Đức không chiếm đoạt số lương thực này. Tổ chức CRB trở thành một nước cộng hòa độc lập thực thụ chuyên về cứu viện, và có cờ riêng, lực lượng hải quân riêng, các nhà máy riêng, máy xay riêng và đường xe lửa riêng. Các nguồn quyên góp cá nhân và tài trợ của chính phủ (chiếm tới 78%) cung cấp khoản ngân sách hàng tháng lên tới 11 triệu đô la. Tại giai đoạn cực thịnh, tổ chức cứu viện của Mỹ ARA cung cấp lương thực cho 10,5 triệu người mỗi ngày. Anh ngần ngại ủng hộ nhóm CRB, và thay vào đó muốn nhấn mạnh nghĩa vụ của phía Đức phải cung cấp khoản cứu viện; Winston Churchill dẫn đầu một phe quân sự, coi các nỗ lực cứu viện cho nước Bỉ là"một thảm họa quân sự rõ ràng".

## Thời kì giữa hai thế chiến

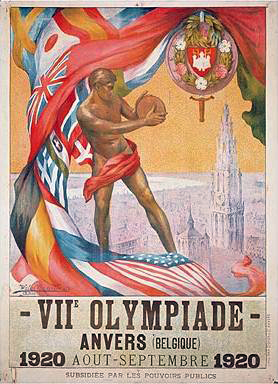
Áp phích về Thế vận hội Mùa hè 1920, được tổ chức tại Antwerpen

Albert I trở về như một vị anh hùng chiến tranh, dẫn đầu quân đoàn chiến thắng và trong tiếng ca tụng của thần dân. Ngược lại, chính phủ và những người bị đi đày quay về trong im lặng. Nước Bỉ đã bị tàn phá tan hoang, tuy vậy không nhiều do giao tranh, mà phần lớn là do phía Đức chiếm đoạt các máy móc có giá trị. Chỉ còn 81 đầu máy xe lửa còn sót lại là hoạt động được, trên tổng số 3.470 đầu máy được sử dụng vào năm 1914. 46 trên tổng số 51 nhà máy thép bị phá hủy, trong số đó 26 nhà máy bị hủy hoại hoàn toàn. Hơn 100.000 ngôi nhà đã bị tàn phá, cũng như hơn 120.000 ha đất nông nghiệp.
Các làn sóng bạo lực phổ biến diễn ra cùng với thời điểm giải phóng vào tháng 11 và tháng 12 năm 1918, và chính phủ phản hồi thông qua xét xử trước tòa các hành động hợp tác với kẻ thù trong ba năm từ năm 1919 đến năm 1921. Cửa sổ ở các cửa hàng bị đạp vỡ, và nhà cửa bị cướp phá, đàn ông bị hành hạ và phụ nữ bị cạo đầu. Các chủ nhà máy đã đóng cửa ngừng kinh doanh đòi hỏi phải trấn án mạnh tay những người đã tiếp tục hoạt động. Các nhà báo đã tẩy chay và ngừng viết bài đòi hỏi phải xử lý nghiêm minh những tờ báo đã đầu hàng luật kiểm duyệt của Đức. Nhiều người đã chỉ điểm những kẻ lợi dụng thời cơ để kiếm lời, và đòi hỏi phải giành lại công lý. Do đó vào năm 1918, nước Bỉ đã phải đối mặt với các vấn đề đi kèm trong thời kì chiếm đóng mà hầu hết các nước châu Âu khác chỉ bộ lộ ra khi chiến tranh thế giới thứ hai kết thúc.
Tuy nhiên, mặc cho hiện trạng này, nước Bỉ đã hồi phục nhanh chóng một cách đáng ngạc nhiên. Thế vận hội đầu tiên sau chiến tranh đã được tổ chức tại Antwerpen vào năm 1920. Vào năm 1921, Luxembourg lập một liên minh thuế quan với Bỉ.

### Bồi thường chiến phí
Khoản bồi thường chiến phí từ phía Đức cho Bỉ để trả cho các thiệt hại trong Chiến tranh thế giới thứ nhất được định ở mức 12,5 tỷ bảng Anh. Vào năm 1919 theo Hiệp ước Versailles khu vực Eupen-Malmedy cùng với Moresnet được chuyển giao cho Bỉ."Vùng Moresnet trung lập"được trao cho phía Bỉ cũng như đường sắt Vennbahn. Chính quyền cũng trao cơ hội cho người dân được"phản đối"việc chống lại vụ thuyên chuyển này, bằng cách ký tên vào kiến nghị, và cũng thu thập được một vài chữ ký, chủ yếu là do bị hăm dọa từ chính quyền địa phương, và toàn bộ các vùng này vẫn là một bộ phận của Bỉ cho đến tận ngày nay.
Nước Bỉ yêu cầu sáp nhập các vùng lãnh địa từng được coi là của họ trong lịch sử, nay thuộc về Hà Lan do Hà Lan được coi là quốc gia hợp tác với Đức, nhưng bị từ chối.
Giữa những năm 1923 và 1926, binh lính Bỉ và Pháp được gửi tới vùng Ruhr thuộc Đức để ép chính phủ Đức phải chấp thuận tiếp tục chi trả bồi thường. Vụ chiếm đóng vùng Ruhr mở đầu cho kế hoạch Dawes, kế hoạch cho phép chính phủ Đức đạt được những thỏa thuận mềm dẻo hơn trong việc chi trả bồi thường chiến phí.
Hội Quốc Liên vào năm 1925 trao cho nước Bỉ quyền cai trị uỷ thác vùng trước đây là Đông Phi thuộc Đức, giáp biên giới với vùng Congo thuộc Bỉ về phía Đông. Khu vực này trở thành Rwanda-Urundi (hay còn gọi là"Ruanda-Urundi") (ngày nay là Rwanda và Burundi). Mặc dù đã hứa hẹn với Hội Quốc Liên sẽ phát triển giáo dục, nhưng nước Bỉ lại để nhiệm vụ này lại nhiệm vụ này cho các hội truyền giáo Công giáo (được nhà nước trợ cấp) và các hội truyền giáo Tin Lành (không được trợ cấp). Sau thời kì đó, vào khoảng năm 1962, khi bước vào thời kì độc lập, không đầy 100 người bản xứ được học lên cao hơn trình độ trung học. Chính sách này là một trong những chính sách gia trưởng giá rẻ, theo lời giải thích của Đại diện đặc biệt của Bỉ trước Hội đồng uỷ thác:"Công việc thực sự ở đây là phải thay đổi người châu Phi từ trong bản chất, thay đổi tâm hồn họ, và để làm được điều đó ta phải yêu họ và vui vẻ tiếp xúc với họ hàng ngày. Họ cần được cứu rỗi khỏi tình trạng vô tâm, họ phải tập hình thành tập quán sống trong xã hội, họ phải vượt qua tính ì trệ của mình".

### Nghệ thuật và văn hóa

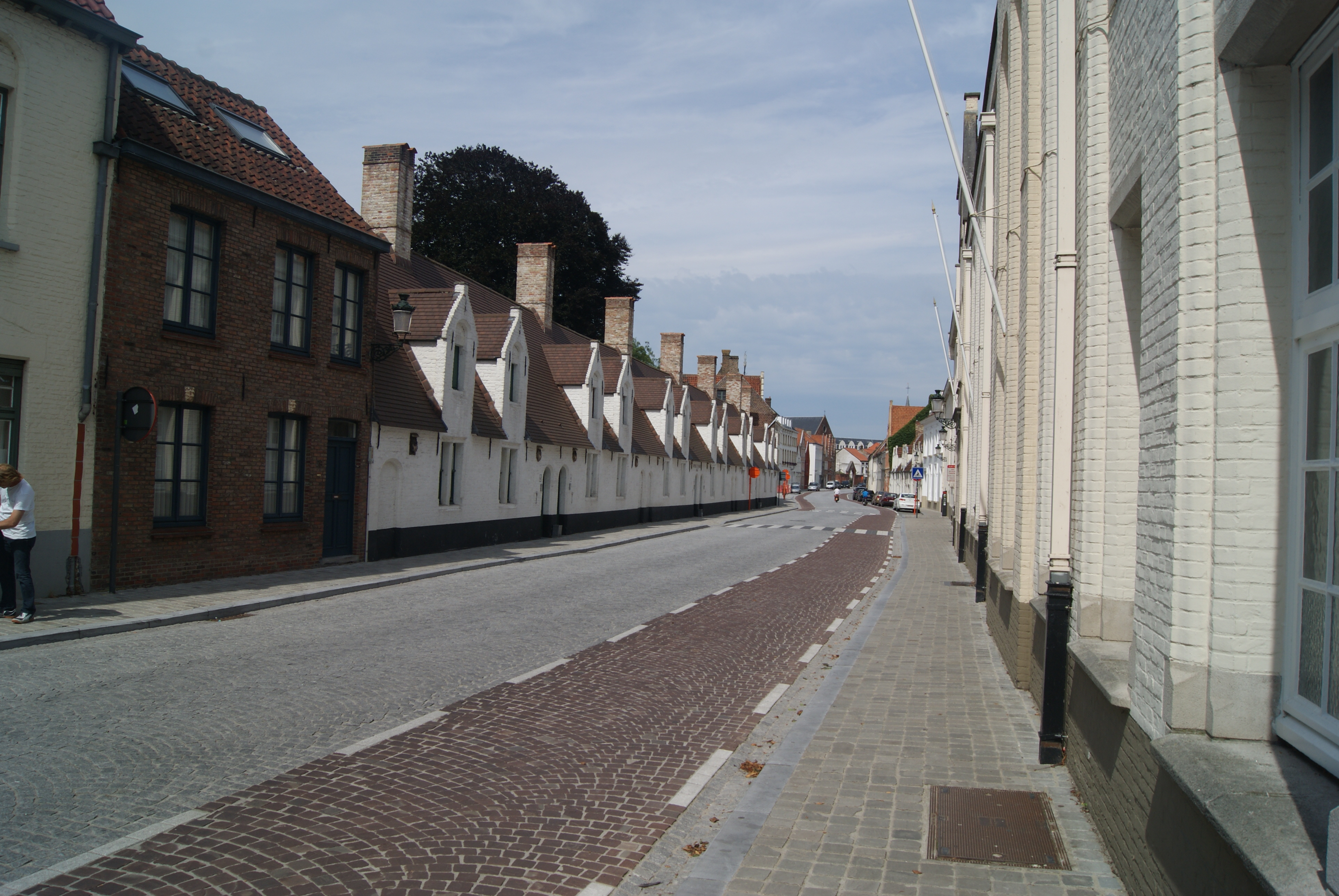
Một con phố lịch sử ở Bỉ

Phong trào hội họa theo chủ nghĩa biểu hiện đã hình thành một phong thái đặc biệt ở vùng Vlaanderen dưới sức ảnh hưởng của các nghệ sĩ như James Ensor, Constant Permeke và Léon Spilliaert.
Nghệ thuật siêu thực của Bỉ phát triển mạnh trong thời kì giữa hai cuộc chiến tranh. Bức tranh siêu thực đầu tiên của René Magritte, bức The Lost Jockey, được ra mắt vào năm 1926. Paul Delvaux cũng là một họa sĩ có tầm ảnh hưởng rất lớn trong dòng tranh này.
Truyện tranh trở nên cực kì phổ biến tại Bỉ trong những năm 1930. Một trong những truyện tranh nổi tiếng nhất của thế kỷ XX, bộ truyện tranh của Hergé là  Những cuộc phiêu lưu của Tintin xuất hiện lần đầu vào năm 1929. Sự phát triển của truyện tranh cũng đi kèm với một phong trào nghệ thuật đại chúng (popart) với những hình tượng nổi bật là Edgar P. Jacobs, Jijé, Willy Vandersteen và André Franquin.

## Chiến tranh thế giới thứ hai

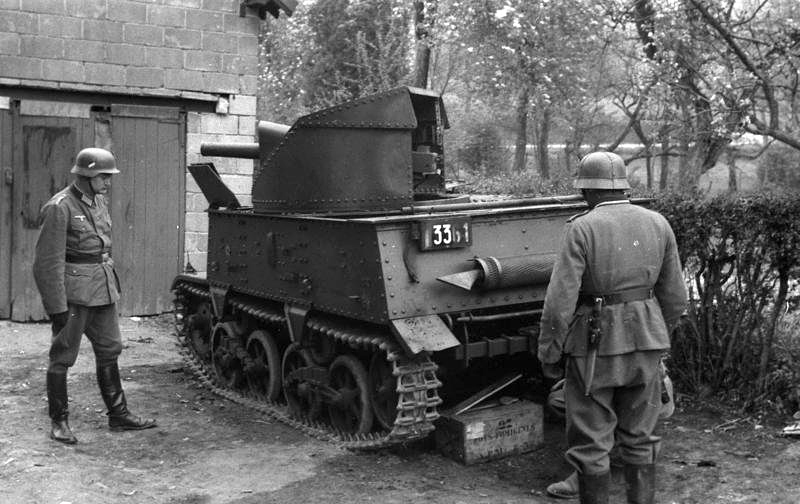
Binh lính Đức kiểm tra một chiếc xe tăng T13 của Bỉ bị bỏ lại, vào năm 1940

Trước chiến tranh, nước Bỉ cố gắng theo đuổi chính sách trung lập không liên kết, nhưng vào ngày 10 tháng 5 năm 1940, đất nước vẫn bị lực lượng Đức xâm lược. Trong trận tấn công đầu tiên, các cứ điểm phòng thủ đã được xây dựng để bảo vệ biên giới như pháo đài Eben-Emael và tuyến K - W đều đã bị lực lượng Đức chiếm lấy hoặc bỏ qua. Vào ngày 28 tháng 5, sau 18 ngày chiến đấu, lực lượng của Bỉ, (bao gồm cả tổng tư lệnh là Vua Léopold III) đã phải đầu hàng. Chính phủ được bầu cử của Bỉ, dưới quyền của Hubert Pierlot, trốn thoát và lập nên chính phủ lưu vong.

### Quân đội Bỉ tại Vương quốc Anh

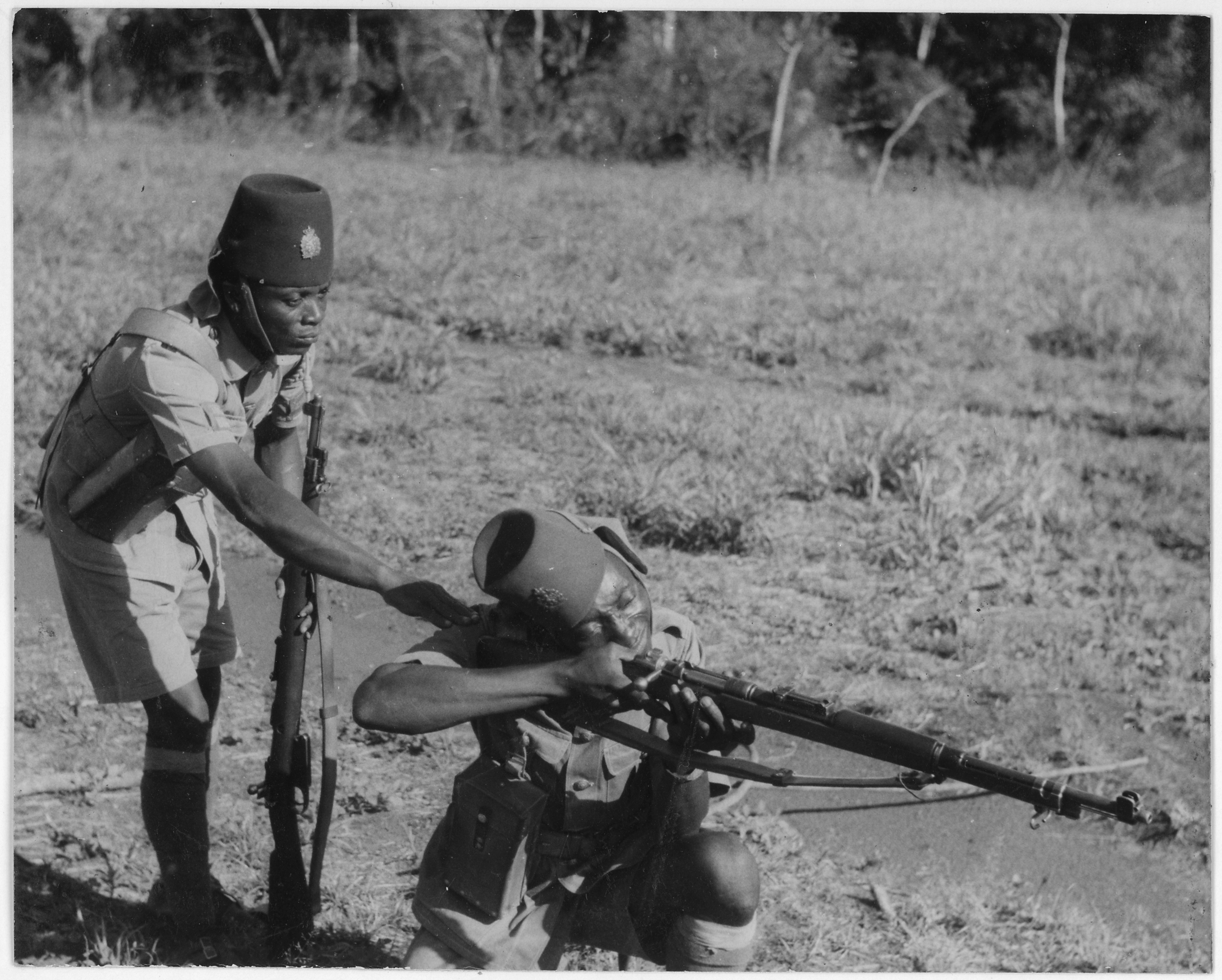
Binh lính người Congo thuộc Bỉ trong lực lượng Force Publique, ảnh năm 1943

Sau thất bại năm 1940, một lượng lớn binh lính và thường dân người Bỉ đã trốn thoát thành công tới Anh và tham gia vào quân đội lưu vong Bỉ.
Binh lính Bỉ thành lập Lữ đoàn bộ binh Bỉ số 1, bao gồm cả một khẩu đội lính pháo binh từ Luxembourg, thường được biết đến với cái tên Lữ đoàn Piron theo tên của chỉ huy trưởng là Jean-Baptiste Piron. Lữ đoàn Piron đã tham gia vào trận đổ bộ tại Normandie và các trận chiến tại Pháp và Hà Lan cho tới tận ngày tự do. Người Bỉ cũng phục vụ trong các đơn vị thuộc lực lượng đặc biệt của Anh trong suốt cuộc chiến, thành lập một phân đội Lính đặc công số 10 và tham gia sâu vào Chiến dịch Italian và trận đổ bộ tại Walcheren. Trong Lực lượng Hàng không đặc biệt số 5 (5th SAS), các thành viên hoàn toàn là người Bỉ.
Hai phi đội của Bỉ có tổng số hơn 400 phi công, phục vụ trong Không quân Hoàng gia Anh trong suốt cuộc chiến, cả hai phi đội 349 và 350 đều tuyên bố thực hiện trên 50 vụ tiêu diệt.
Hai tàu hộ tống nhỏ và một nhóm trục lôi hạm cũng nằm dưới quyền hoạt động của người Bỉ trong Trận chiến Đại Tây Dương (1939 - 1945), bao gồm khoảng 350 người vào năm 1943
Một phần đóng góp đáng kể thuộc về lực lượng xứ Congo thuộc Bỉ. Các binh lính người Congo thuộc lực lượng Force Publique đã tham gia trong trận chiến với lực lượng của Ý trong suốt Chiến dịch Đông Phi. Binh lính người Congo cũng phục vụ quân đội tại khu vực Trung Đông và Miến Điện. Congo cũng là một tài sản kinh tế tối quan trọng đối với các cường quốc thuộc phe Đồng minh, đặc biệt là nhờ hoạt động xuất khẩu cao su và uranium; trên thực tế, uranium được sử dụng trong Dự án Manhattan - bao gồm cả uranium sử dụng trong các quả bom nguyên tử ném xuống Hiroshima và Nagasaki đều là sản phẩm của công ty Bỉ có tên Union Minière du Haut Katanga trụ sở đóng tại tỉnh Katanga tại Congo thuộc Bỉ.

### Thời kì bị chiếm đóng 1940-44

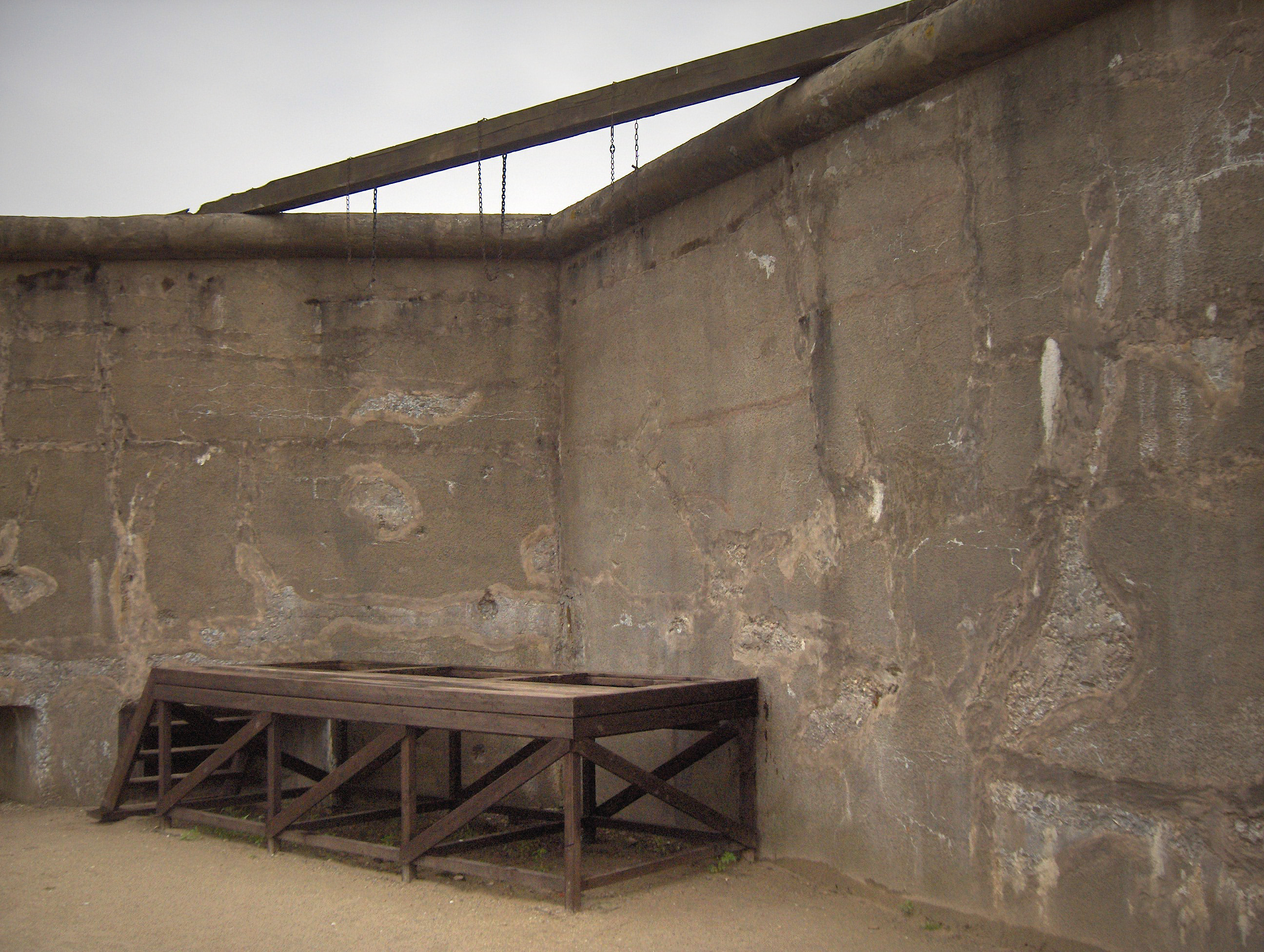
Giá treo cổ tại Trại tập trung Breendonk gần Mechelen

Nước Bỉ nằm dưới quyền điều hành của chính phủ quân sự Đức trong thời kì từ khi đầu hàng đến khi được giải phóng vào tháng 9 năm 1944.
Pháo đài quân sự trước đây tại Breendonk, gần Mechelen đã được quân Phát xít trưng dụng và sử dụng cho việc cầm tù và thẩm vấn người Do Thái, tù chính trị và các thành viên nhóm chống đối. Trong số 3.500 người bị tống giam tại Breendonk trong thời kì giữa năm 1940 và 1944, có 1.733 người tử vong. Khoảng 300 người đã bị giết trong trại, với ít nhất 98 người chết do bị bỏ mặc hoặc do hành hình.
Vào năm 1940, có gần 70.000 người Do Thái sinh sống tại Bỉ. Trong số này, 46% đã bị lưu đày từ Trại trung chuyển Mechelen, trong khi hơn 5.034 người bị lưu đày qua Trại giam giữ Drancy (gần với Paris). Kể từ mùa hè năm 1942 cho tới năm 1944, hai mươi tám lượt chuyên chở xuất phát từ nước Bỉ, mang theo 25.257 người Do Thái và 351 người Di-gan chở sang phía Đông Âu. Điểm đến cuối cùng của họ thường là Trại tử hình Auschwitz. Trong suốt thời gian diễn ra cuộc chiến, 25.257 người Do thái đã bị lưu đày (bao gồm 5,093 trẻ em) và 352 người Roma trên tuyến đường xe lửa Mechelen-Leuven để đến các trại tập trung. Chỉ có 1.205 người sống sót trở về nhà sau cuộc chiến.

### Sự kháng cự
Có thể thấy rõ sự kháng cự lại quân chiếm đóng người Đức tại Bỉ trên mọi cấp độ và từ mọi góc độ xét từ góc nhìn chính trị, nhưng các hoạt động này lại cực kì lẻ tẻ không thống nhất sâu rộng. Chính phủ lưu vong đề cập đến cuộc kháng cự nói chung dưới cái tên là Armée Secrète, tuy nhiên đây chỉ là một tên chung cho rất nhiều tổ chức chống đối đã tồn tại. Một số tổ chức rất tả khuynh, như nhóm cộng sản Front de l'Indépendance, tuy nhiên cũng có những phong trào chống đối cực hữu, như Légion Belge bao gồm những thành viên chống đối thuộc phe Rexism. Tuy nhiên, cũng có những nhóm khác như Groupe G không thể hiện tương quan chính trị rõ rệt.
Hoạt động chống đối nhà cầm quyền chiếm đóng hầu hết là việc giúp phi công phe Đồng minh trốn thoát, và rất nhiều đường bay đã được lập ra để phục vụ cho hoạt động này, ví dụ như tuyến Comet đã giúp di tản khoảng 14.000 phi công phe Đồng minh tới Gibraltar. Các hoạt động phá hoại cũng được thực hiện, và chỉ tính riêng hoạt động của Group G, theo ước tính, đã gây tổn thất cho phe Phát xít khoảng 20 triệu giờ nhân lực để sửa chữa những thiệt hại đã gây ra. Cuộc kháng chiến cũng có công cứu nhiều người Do Thái và Di-gan trong các chuyến lưu đày tới Trại tử hình, ví dụ như cuộc tấn công Đoàn hộ tống số 20 trên đường đến Trại tử hình Auschwitz. Cũng có những cuộc kháng cự ở mức độ thấp hơn, ví dụ như tháng 6 năm 1941, Hội đồng thành phố Bruxelles từ chối phân phát phù hiệu ngôi sao David. Nhiều người Bỉ cũng che giấu người Do thái và các nhà chống đối chính trị trong suốt thời gian chiếm đóng, với ước tính lên tới khoảng 20.000 người.

### Hợp tác

Lá cờ của Đảng Rexist thuộc vùng Pháp ngữ và ủng hộ phe Phát xít.

Trong thời kì phát xít Đức chiếm đóng, một bộ phận người Bỉ hợp tác với phe chiếm đóng. Có những tổ chức chính trị ủng hộ phát xít ở cả khu vực thuộc cộng đồng Vlaanderen và Wallonie thời kì trước và trong chiến tranh. Những tổ chức đáng chú ý nhất là đảng DeVlag và Vlaamsch Nationaal Verbond (VNV) thuộc Vlaanderen, cũng như phong trào Công giáo Rexist  thuộc vùng Wallonie. Những tổ chức này cũng là cơ sở khuyến khích người Bỉ đăng lính vào quân đội Đức. Có riêng hai sư đoàn người Bỉ thuộc Waffen SS, Sư đoàn"Langemarck"SS 27 của Vlaanderen và Sư đoàn"Wallonien"Sư đoàn SS 28 của vùng Walloon. Một số tổ chức, ví dụ như Verdinaso trực tiếp kêu gọi người dân đi theo các hệ tư tưởng ly khai Vlaanderen khỏi Bỉ, mặc dù các tư tưởng này không được phổ biến cho lắm.
Sau chiến tranh, rất nhiều người đã từng hợp tác với phe Phát xít - bao gồm các cai ngục lính gác tại pháo đài Breendonk - đã bị đưa ra tòa, bỏ tù hoặc bị xử tử hình.

### Đồng Minh giải phóng 1944-45
Nước Bỉ được giải phóng vào cuối năm 1944 bởi lực lượng Đồng minh bao gồm quân đội Anh, Canada, và Mỹ, bao gồm cả Lữ đoàn Piron. Vào ngày 3 tháng 9 năm 1944 đội quân Vệ binh xứ Wales giải phóng Bruxelles. Quân đoàn Hai của Anh chiếm lĩnh được Antwerpen vào ngày 4 tháng 9 năm 1944, và Quân đoàn Một của Canada bắt đầu hoạt động tấn công quanh cảng trong cùng tháng đó. Antwerpen trở thành trọng điểm quan trọng và là mục tiêu lớn được các bên tranh chấp kịch liệt, vì cảng nước sâu tại đây là cứ điểm quan trọng có thể cung cấp nhu yếu phẩm cho các quân đoàn thuộc phe Đồng minh. Trận chiến sông Scheldt vào tháng 10 năm 1944 đa phần xảy ra trên phần lãnh thổ thuộc Hà Lan, nhưng mục tiêu chính là mở đường cho tàu tiến vào Antwerpen. Thành phố cảng cũng là mục tiêu sau cùng của các quân đoàn Đức trong trận cố thủ Ardennes, với hệ quả là một trận đối đầu kịch liệt trên lãnh thổ Bỉ trong suốt mùa đông năm 1944-5.
Sau khi được giải phóng, rất nhiều người Bỉ vẫn còn ở lại trong đất nước thời kì chiếm đóng đã được huy động vào quân đội Bỉ, thành 57"Tiểu đoàn súng hỏa mai". 100.000 người Bỉ đã được huy động tham gia vào lực lượng Đồng Minh cho tới khi kết thúc chiến tranh.

## Nước Bỉ sau chiến tranh

### "Câu hỏi về số phận hoàng gia"
Ngay sau cuộc chiến tranh, Vua Léopold III, người đã đầu hàng trước quân đội Đức vào năm 1940, đã được trả tự do; tuy nhiên vấn đề là liệu ông đã phản bội quốc gia hay không khi đầu hàng Đức, trong khi hầu hết các bộ trưởng quan chức chính phủ đã trốn thoát sang Anh, điều này trở thành tình thế tiến thoái lưỡng nan của chính phủ lập hiến. Đặc biệt dân chúng đã thể hiện mối lo ngại rằng nhà vua có thể đã hợp tác với quân Phát xít. Ông đã trực tiếp gặp mặt Hitler tại Berchtesgaden vào ngày 19 tháng 11 năm 1940 và thậm chí còn tái hôn (với Lilian Baels) trong cuộc chiến. Nhiều người Bỉ, đặc biệt là những người theo chủ nghĩa xã hội cực lực phản đối việc nhà vua quay trở lại nắm quyền hành. Ông bị lưu đày tại Thụy Sĩ cho tới tận năm 1950, trong khi em của nhà vua là Hoàng tử Charles chịu trách nhiệm nhiếp chính vương.
Một cuộc trưng cầu dân ý đã được đưa ra vào năm 1950 nhằm tìm kiếm giải pháp cho vấn đề. Tuy nhiên kết quả thu được rất sát sao. Tại vùng Vlaanderen, 70% cử tri ủng hộ ("Có") đồng ý cho nhà vua quay lại ngai vị, nhưng người vùng Wallonie bầu 58% chống lại việc này. Vùng Bruxelles cũng đưa ra 51% số phiều nói"Không". Mặc dù kết quả chung của cuộc trưng cầu dân ý cũng có đem lại một chút ủng hộ nghiêng về phía vua Léopold (khoảng 57,68% xét theo tổng thể trên toàn quốc), song phong trào chủ nghĩa xã hội mang màu sắc quân sự tại Liège, Hainaut và các trung tâm đô thị khác lại xúi giục những cuộc biểu tình lớn chống đối, và thậm chí còn kêu gọi một cuộc Tổng bãi công phản đối sự trở về của nhà vua.
Do lo sợ tình hình có thể sẽ còn leo thang căng thẳng hơn nữa, vua Léopold III đã từ bỏ ngôi vị vào ngày 16 tháng 7 năm 1951, để nhường bước cho con trai ông là Baudouin.

### Chiếm đóng Đức, Chiến tranh Triều Tiên và EDC - Hội đồng phòng thủ châu Âu

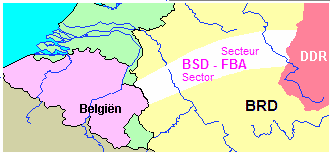
Bản đồ thể hiện khu vực Tây Đức bị lực lượng Bỉ chiếm đóng sau Chiến tranh thế giới thứ Hai, còn được gọi tên là FBA-BSD

Sau khi nước Đức bại trận vào năm 1945, binh lính Bỉ được giao nhiệm vụ chiếm đóng một phần của khu vực Tây Đức, được gọi tên là Lực lượng Bỉ tại Đức hay còn được viết tắt là FBA-BSD. Nhóm binh sĩ Bỉ cuối cùng còn đóng tại Đức là vào năm 2002.
Cộng đồng phòng thủ châu Âu - EDC đã lên kế hoạch trong nửa đầu thập niên 1950 sẽ bao gồm cả binh lính Bỉ, cũng như binh lính từ Đức, Pháp và các quốc gia khác thuộc vùng Benelux. Mặc dù EDC theo kế hoạch đã không được thực thi trên thực tế, nhưng điều này cũng đã là nguyên nhân khiến quân đội Bỉ tái cơ cấu sâu rộng phỏng theo quân đội chính quy của Mỹ. Nước Bỉ cũng tham gia vào Tổ chức Hiệp ước Bắc Đại Tây Dương (NATO).
Vào năm 1950, một đơn vị lính tình nguyện từ quân đội Bỉ đã được gửi tới chiến đấu cho lực lượng của Liên Hợp Quốc trong chiến tranh Triều Tiên chống lại quân đội phía Trung Quốc và Bắc Triều Tiên. Bộ tư lệnh Liên Hợp Quốc Bỉ (hay còn được viết tắt là BUNC) có mặt tại Hàn Quốc vào đầu năm 1951, và đã chiến đầu tại một số điểm giao chiến quan trọng trong cuộc đối đầu, bao gồm cả Trận chiến trên sông Imjin, Haktang-ni và Chatkol. BUNC cũng được trao huân chương quân công, và được đích thân Tổng thống Hoa Kỳ và Hàn Quốc ghi nhận và nhắc tên. Trên 300 người Bỉ đã chết khi làm nhiệm vụ trong suốt cuộc đối đầu này. Những người lính Bỉ cuối cùng trở về từ Hàn Quốc vào năm 1955.

### Nhóm quốc gia Benelux và chau Âu

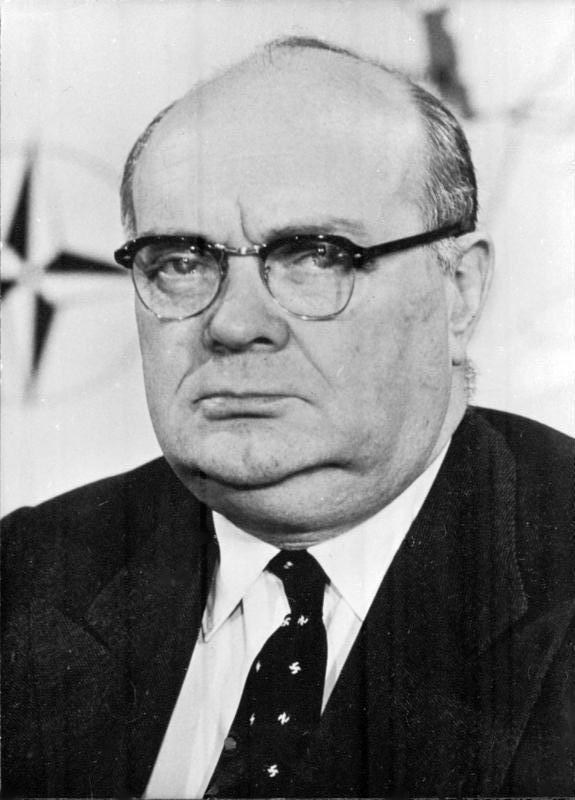
Paul-Henri Spaak từng ba lần giữ chức Thủ tướng và là tác giả của Báo cáo Spaak, ông là một người kiên quyết tin vào các tổ chức quốc tế như ECSC và EEC

Xem thêm Benelux, Nato, ECSC và EEC
Vào ngày 5 tháng 9 năm 1944, Liên minh thuế quan Benelux đã được lập ra. Liên minh này có hiệu lực từ năm 1948, và ngừng tồn tại vào ngày 1 tháng 11 năm 1960, khi được thay thế bằng Liên minh Kinh tế Benelux sau khi ký một hiệp ước tại Den Haag vào ngày 3 tháng 2 năm 1958. Nghị viện Benelux được thành lập vào năm 1955.
Hiệp ước Bruxelles được ký vào ngày 17 tháng 3 năm 1948 bởi Bỉ, Hà Lan, Luxembourg, Pháp và Anh, được coi là tiền thân của Hiệp định NATO - nước Bỉ chính thức trở thành thành viên NATO vào ngày 4 tháng 4 năm 1949. Trụ sở đầu não của NATO được đặt ngay tại Bruxelles, và trụ sở của Bộ tư lệnh tối cao lực lượng Đồng minh châu Âu (SHAPE) ở gần Mons.
Bỉ cũng là một trong những quốc gia thành viên đầu tiên tham gia sáng lập Cộng đồng Than Thép châu Âu (ECSC) vào tháng 7 năm 1952 và cả Cộng đồng Kinh tế châu Âu được lập ra từ sau Hiệp ước Roma vào ngày 25 tháng 3 năm 1957. Nước Bỉ đã là thành viên của khu vực Schengen kể từ năm 1985.

### "Phép màu kinh tế"của nước Bỉ
Trong giai đoạn từ năm 1945–1975, lý thuyết kinh tế Keynes dẫn dắt các nhà chính trị trên toàn khu vực Tây Âu, và lý thuyết này đặc biệt có tầm ảnh hưởng lớn tại Bỉ. Sau cuộc chiến, chính phủ đã xóa sổ các khoản nợ của Bỉ. Cũng trong giai đoạn này, những tuyến đường cao tốc nổi tiếng của Bỉ cũng được xây dựng. Thêm vào đó, cả nền kinh tế và mặt bằng mức sống trung bình của người dân đều tăng lên đáng kể. Theo như các ghi chép của Robert Gildea,"Chính sách xã hội và kinh tế được thiết kế để gây dựng lại chủ nghĩa tư bản tự do được làm dịu đi nhờ những cải tổ xã hội, như đã những gì đã được chuẩn bị trong cuộc chiến. Các liên minh thương mại cũng có ảnh hưởng đến chính sách giá và lương để cắt giảm lạm phát, điều này cùng với việc quân đội Đồng minh sử dụng Antwerpen làm điểm tiếp vận chính cho tiếp tế chiến tranh, đã tạo ra phép màu của nước Bỉ, với sức phát triển kinh tế nhanh chóng kết hợp với mức lương cao." Theo một nghiên cứu cho thấy, công nhân Bỉ vào năm 1961 kiếm được mức lương"đứng thứ hai chỉ sau mỗi công nhân Pháp trong khu vực Thị trường chung," và kiếm được mức lương cao hơn 50% so với công nhân tại Ývà cao hơn 40% so với công nhân tại Hà Lan.
Mặc dù đất nước thịnh vượng và giàu có sau chiến tranh, song nhiều người Bỉ vẫn tiếp tục sống trong nghèo khó. Một tổ chức bao gồm một số nhóm hành động vì người nghèo, được biết đến với cái tên Tổ chức Hành động Quốc gia vì An ninh Sinh kế, đã cho rằng trên 900.000 người Bỉ (tầm 10% dân số) sống trong nghèo khó vào năm 1967, trong khi trong thời kì đầu những năm 70, một nhóm các nhà khoa học xã hội dưới cái tên Nhóm hoạt động vì Nền kinh tế thay thế dự đoán rằng khoảng 14,5% dân số Bỉ sống trong nghèo khó.
Trong lĩnh vực kinh tế, Chiến tranh thế giới thứ hai đánh dấu một bước ngoặt lớn. Bởi vùng Vlaanderen đã bị tàn phá quy mô lớn trong suốt cuộc chiến, và phần lớn mang tính nông nghiệp kể từ khi Bỉ độc lập, do đó khu vực này hưởng lợi nhiều nhất từ kế hoạch Marshall. Với vị thế là khu vực nông nghiệp tụt hậu về kinh tế, vùng này được nhận trợ giúp khi Bỉ trở thành thành viên của Liên minh châu Âu và các tổ chức tiền thân của EU. Đồng thời, vùng Wallonie trải qua sự sụt giảm dần đều, do sản phẩm từ các mỏ và nhà máy bắt đầu thiếu nguồn cầu. Cán cân kinh tế giữa hai vùng đất nước trở nên nghiêng dần về phía bất lợi cho Wallonie hơn là thời kì trước năm 1939.

### "Chiến tranh học đường"lần thứ hai 1950–59
Sau chiến thắng trong cuộc bầu cử năm 1950, một chính phủ thuộc Đảng Xã hội Cơ Đốc giáo (PSC-CVP) lên nắm quyền tại Bỉ. Bộ trưởng bộ giáo dục mới là Pierre Harmel tăng mức lương của giáo viên tại các trường tư thuộc Công giáo, và ban hành luật trợ cấp tiền cho các trường tư tương ứng với số lượng học sinh. Những biện pháp này được coi là"hành động tuyên chiến"đối với những người thuộc phe Tự do và phe Xã hội, vốn chống đối tôn giáo hóa trường học.
Khi cuộc bầu cứ năm 1954 đưa liên minh giữa phe xã hội và phe Tự do lên nắm quyền hành, Bộ trưởng bộ giáo dục mới là Leo Collard lập tức đảo ngược các biện pháp của bộ trưởng tiền nhiệm, bằng cách đầu tư cho một lượng lớn các trường học thế tục phi tôn giáo, và chỉ cho phép các giáo viên có bằng cấp được giảng dạy, do đó khiến rất nhiều linh mục không được quyền dạy học. Những biện pháp này châm ngòi cho cuộc kháng nghị trên diện rộng từ phía phe Công giáo. Một cuộc dàn xếp đạt được dưới thời chính phủ tiếp theo (một nhóm thiểu số Công giáo được lãnh đạo bởi Gaston Eyskens), và cuộc "Chiến tranh học đường" được kết thúc vào ngày 6 tháng 11 năm 1958 nhờ bản"Công ước học đường".

### Thời kì Congo độc lập và Khủng hoảng Congo

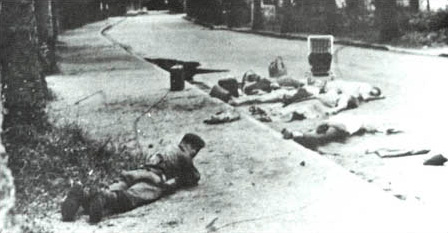
Người lính Bỉ nấp sau xác của các con tin đã chết, xảy ra vào tháng 11 năm 1964, tại Stanleyville trong cuộc Cuộc hành quân Rồng Đỏ (Dragon Rouge)

Sau các cuộc nổi dậy tại Congo vào năm 1959, quá trình chuyển giao quyền độc lập, thay vì diễn tiến chậm rãi theo kế hoạch, nay đã được tăng tốc đáng kể. Vào tháng 6 năm 1960, Congo thuộc Bỉ được thay thế bằng nước Cộng hòa Congo thứ nhất, đứng đầu là Patrice Lumumba, một chính khách người Congo rất có sức hút và được chọn thông qua bầu cử dân chủ -trước đây nhân vật này từng là tù nhân chính trị; tuy nhiên thể chế này không tồn tại được lâu. Lực lượng Bỉ rút quân, chỉ để lại lực lượng quân sự có tên Force Publique dưới quyền kiểm soát của Congo. Trật tự trị an sụp đổ khi binh lính nổi loạn tấn công những người da trắng còn ở lại tại quốc gia này. Lực lượng Bỉ đã được gửi trở lại nhanh chóng để sơ tán những kiều dân và sĩ quan quân đội Bỉ.
Vào tháng 7 năm 1960, tỉnh Katanga ở miền nam tuyên bố độc lập, thành lập nên Nhà nước Katanga. Yêu cầu chủ quyền của vùng Katanga nhận được sự ủng hộ của các công ty khai khoáng và các binh lính Bỉ, những người có một lượng tài sản lớn tại khu vực này. Sau đó, trong cùng tháng, lực lượng gìn giữ hòa bình của Liên Hợp Quốc được triển khai tại đất nước này. Trong thời kì hỗn loạn này, vùng Nam Kasai cũng tuyên bố độc lập. Đối mặt với khả năng Liên Xô có thể lợi dụng tình hình và lập nên một thể chế thân tín, các cường quốc phương tây, bao gồm cả Bỉ, ủng hộ Joseph Mobutu thành lập chế độ cánh hữu của ông tại Congo. Lumumba bị sát hại và cuộc nội chiến sinh ra từ sự kiện này. Lính dù của Bỉ lại một lần nữa được triển khai tại Congo, lần này là để giải cứu các con tin thường dân bị bắt giữ tại Stanleyville trong một cuộc hành quân có tên gọi Dragon Rouge. Cuối cùng Mobutu nổi lên với vai trò người cai trị của quốc gia mới tái thống nhất, được ông đặt tên là Zaire.

### Tổng bãi công năm 1960-61

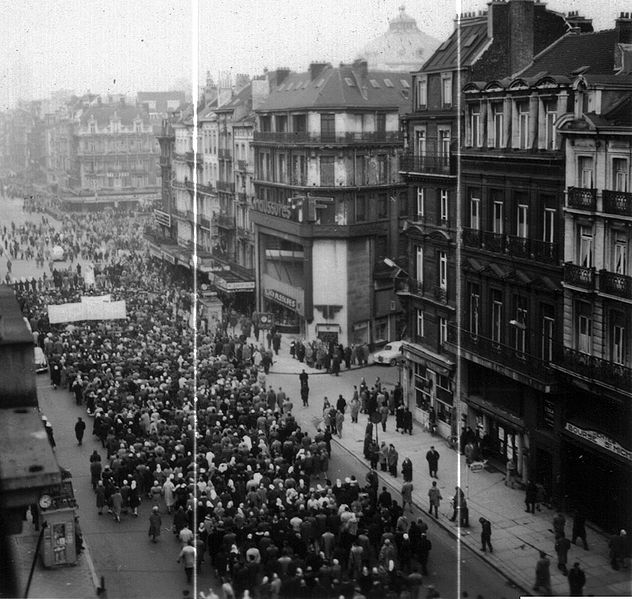
Các công nhân Wallonie tuần hành tại Bruxelles vào mùa đông năm 1960

Vào tháng 12 năm 1960, Wallonie xảy ra một cuộc Tổng bãi công nhằm phản ứng trước việc ngành sản xuất tại Wallonie suy thoái về tổng thể, nhưng cuộc bãi công này chỉ thành công tại vùng Wallonie, trong thời kì lộn xộn ngay sau cuộc Chiến tranh học đường lần thứ Hai. Các công nhân vùng Wallonie yêu cầu chuyển qua chế độ liên bang, cùng với cải cách cấu trúc. Mặc dù cuộc đình công có mục tiêu lan rộng ra toàn quốc, nhưng thành phần công nhân tại Vlaanderen dường như không sẵn lòng ủng hộ phong trào này.

Cuộc đình công được lãnh đạo bởi André Renard, người lập nên"Renardism", một chủ nghĩa kết hợp chủ nghĩa xã hội theo hướng quân sự hóa, với chủ nghĩa dân tộc Wallonie. Nhà sử học Renée Fox đã miêu tả sự của bất mãn của vùng Wallonie:
Vào đầu thập niên 1960 (...), đã diễn ra một cú lội ngược dòng đáng kể trong mối quan hệ giữa vùng Vlaanderen và vùng Wallonie. vùng Vlaanderen bước vào một thời kì công nghiệp hóa mạnh mẽ sau chiến tranh thế giới thứ hai, và một phần đáng kể tư bản nước ngoài (đặc biệt là từ Hoa Kỳ) đổ vào nước Bỉ để xây dựng nền công nghiệp mới, khoản tiền này được rót vào đầu tư tại vùng Vlaanderen. Ngược lại, các mỏ than và các nhà máy sản xuất thép đã hao mòn theo thời gian tại vùng Wallonie lại lâm vào khủng hoảng. Khu vực này đã mất đi hàng ngàn công việc và rất nhiều khoản vốn đầu tư. Một tầng lớp"tư sản theo chủ nghĩa dân túy"nói tiếng Hà Lan mới xuất hiện, và leo lên cao trên bậc thang xã hội, họ không chỉ xuất hiện và lên tiếng trong các phong trào Vlaanderen và còn có sức ảnh hưởng cả trong chính sách của khu vực và quốc gia... [Cuộc bãi công vào tháng 12 năm 1960 chống lại luật ngân sách khắc khổ của Gaston Eyskens] bị thay thế bằng một biểu lộ chung về thất vọng, lo lắng và bất bình của đám đông về tình hình thay đổi mà Wallonia đang phải trải qua, và bởi đòi hỏi của phong trào Wallonie mới thành lập về... quyền tự trị khu vực cho Wallonie...
Xét trên phương diện toàn quốc gia, nền kinh tế nói chung vẫn tốt đẹp với tốc độ tăng trưởng hàng năm đạt 5% trong thập niên 1960. Tuy nhiên các nhà máy cũ kĩ và không hiệu quả đã bị đóng cửa, nhất là trong ngành dệt may và hàng da. Các công nhân khai khoáng rất tức giận về việc đóng cửa các khu mỏ đã bị khai thác cạn kiệt. Các công nhân khai mỏ làm việc tại mỏ Zwartberg thuộc tỉnh Limburg đã gây náo động vào năm 1966 để phản đối việc đóng cửa khu mỏ này. Hai công nhân hầm mỏ đã thiệt mạng dưới tay cảnh sát và mười người khác bị thương, trong khi mười chín cảnh sát bị thương. Vào năm 1973 một chuỗi các khủng hoảng toàn cầu đã ảnh hưởng tiêu cực đến nền kinh tế Bỉ.

### "Cuộc chiến ngôn ngữ"
Sự hồi sinh của Vlaanderen đi kèm với cú chuyển mình của cán cân quyền lực chính trị về tay người Vlaanderen vốn chiếm đa số trong dân số, với khoảng 60%. Bản dịch chính thức của hiến pháp sang tiếng Hà Lan chỉ được chấp nhận vào năm 1967.
Cuộc chiến ngôn ngữ lên đến đỉnh điểm vào năm 1968 với vụ chia rẽ tại trường đại học Công giáo Leuven theo ngôn ngữ được dùng trong trường, thành hai trường Katholieke Universiteit Leuven và Université Catholique de Louvain. Chính phủ của Paul Vanden Boeynants sụp đổ do vấn đề này vào năm 1968.

### Sự trỗi dậy của quốc gia liên bang

Lá cờ của vùng Vlaanderen kết hợp hình con sư tử Vlaanderen, cũng được sử dụng trong phong trào Vlaanderen.

Những tranh chấp liên tiếp về ngôn ngữ đã khiến các chính phủ Bỉ sau đó cực kì bất ổn. Ba đảng lớn tại Bỉ (Phe tự do hữu khuynh, phe Công giáo trung dung, phe Xã hội tả khuynh) đều chia rẽ làm hai theo cộng đồng cử tri nói tiếng Pháp hay nói tiếng Hà Lan. Đạo luật Gilson lần thứ nhất đã xác định một biên giới ngôn ngữ vào ngày 8 tháng 11 năm 1962. Ranh giới một số tỉnh, quận và khu tự quản đã được điều chỉnh (trong số đó, Mouscron trở thành một phần của tỉnh Hainaut và Voeren trở thành một phần của tỉnh Limburg) và chính phủ chu cấp các điều kiện vật chất dành riêng cho nhóm thiểu số về mặt ngôn ngữ tại 25 khu tự quản. Vào ngày 2 tháng 8 năm 1963, đạo luật Gilson lần thứ hai chính thức có hiệu lực, phân chia cố định nước Bỉ thành 4 khu vực ngôn ngữ: khu vực nói tiếng Hà Lan, tiếng Pháp, tiếng Đức, và Bruxelles là vùng song ngữ.
Vào năm 1970, đã có cuộc cải tổ nhà nước lần thứ nhất, dẫn đến việc thành lập ba cộng đồng văn hóa: Cộng đồng văn hóa Hà Lan, Cộng đồng văn hóa Pháp, và Cộng đồng văn hóa Đức. Cuộc cải tổ này là hành động hồi đáp cho đòi hỏi của vùng Vlaanderen phải có quyền tự chủ về văn hóa. Bản sửa đổi hiến pháp năm 1970 cũng đặt ra nền móng cho việc thành lập ba vùng, là hành động hồi đáp cho đòi hỏi của vùng Wallonie và bộ phận dân chúng nói tiếng Pháp tại Bruxelles, về quyền tự chủ kinh tế. Vào ngày 18 tháng 2 năm 1970, Thủ tướng Gaston Eyskens tuyên bố kết thúc"La Belgique de papa".

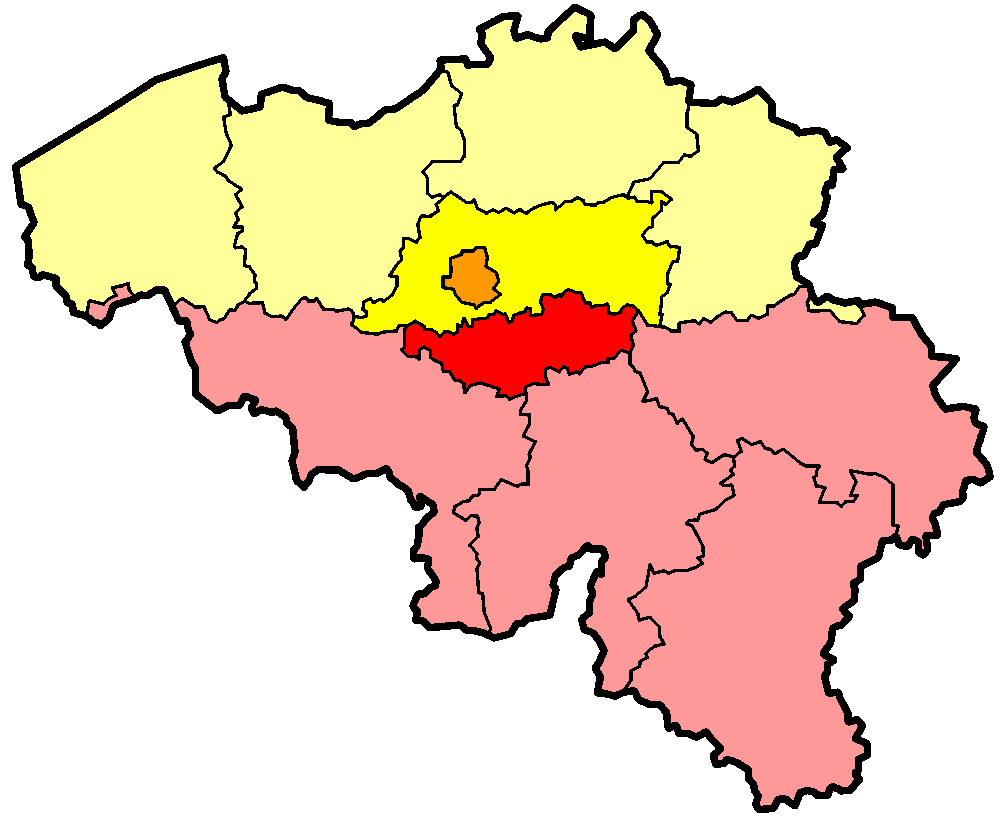
Bản đồ thể hiện sự chia tách vùng Brabant thành hai khu vực Vlaams-Brabant (màu vàng), Walloon Brabant (màu đỏ) và Khu vực thủ đô Bruxelles (màu da cam) vào năm 1995

Cuộc cải tổ nhà nước lần thứ hai diễn ra vào năm 1980, khi các cộng đồng văn hóa trở thành các cộng đồng. Các cộng đồng vẫn giữ nguyên tính chất của các cộng đồng văn hóa trên phương diện hoạt động văn hóa, và chịu thêm trách nhiệm về"các vấn đề liên quan đến con người"như sức khỏe và chính sách thanh niên. Kể từ đó, ba Cộng đồng này được biết dến với cái tên Cộng đồng tiếng Vlaanderen, Cộng đồng Pháp ngữ và Cộng đồng Đức ngữ. Hai Khu vực cũng được thành lập vào cùng năm 1980 là Vlaanderen và Wallonie. Tuy nhiên tại Vlaanderen, vào năm 1980 người ta quyết định kết hợp tổ chức đầu não quản lý Cộng đồng (về mặt dân cư) và Khu vực (về mặt hành chính). Mặc dù việc thành lập Khu vực Bruxelles đã được chuẩn bị từ năm 1970, song Khu vực thủ đô Bruxelles chỉ được thành lập vào đợt cải tổ nhà nước lần thứ Ba.
Trong đợt cải tổ nhà nước lần thứ ba vào năm 1988 và 1989, dưới thời thủ tướng Wilfried Martens, Khu vực thủ đô Bruxelles đã được thành lập với tổ chức khu vực riêng, cùng với hai tổ chức chịu trách nhiệm quản lý các vấn đề cộng đồng của nhóm dân cư nói tiếng Hà Lan và Pháp. Khu vực thủ đô Bruxelles vẫn giới hạn ở 19 khu tự quản. Những thay đổi khác bao gồm việc mở rộng các tính chất của các Cộng đồng và Khu vực. Một trách nhiệm đáng kể đã được trao cho các Cộng đồng quản lý trong cuộc cải tổ nhà nước lần thứ Ba, đó là vấn đề giáo dục.
Cuộc cải tổ nhà nước lần thứ tư diễn ra vào năm 1993 dưới quyền Thủ tướng Jean-Luc Dehaene, củng cố các cuộc cải tổ nhà nước trước đây và biến nước Bỉ thành một nhà nước liên bang đúng nghĩa. Điều khoản đầu tiên của Hiến pháp Bỉ đã được chỉnh sửa như sau, "Nước Bỉ là nhà nước Liên bang, bao gồm các Cộng đồng và Khu vực". Trong cuộc cải tổ nhà nước lần thứ tư, trách nhiệm của Cộng đồng và Khu vực tiếp tục được mở rộng, các nguồn lực của các bên được tăng lên và được trao thêm nhiều trách nhiệm về tài chính. Những thay đổi lớn khác bao gồm việc trực tiếp bầu cử Nghị viện của từng Cộng đồng và Khu vực, chia đôi tỉnh Brabant thành hai vùng Vlaams-Brabant và Walloon Brabant, và tái cơ cấu hệ thống lưỡng viện và bầu cử của Nghị viện Liên bang và mối quan hệ giữa Nghị viện Liên bang và chính phủ Liên bang. Lần đầu tiên diễn ra cuộc bầu cử trực tiếp nghị viện của các Cộng đồng và khu vực diễn ra vào ngày 21 tháng 5 năm 1995.
Vào năm 2001, cuộc cải tổ nhà nước lần thứ năm đã diễn ra, dưới thời Thủ tướng Guy Verhofstadt, với Hiệp định Lambermont và Hiệp định Lombard. Trong quá trình diễn ra cuộc cải tổ này, nhiều quyền lực đã được chuyển vào tay các Cộng đồng và Khu vực, với các vấn đề liên quan đến nông nghiệp, ngư nghiệp, ngoại thương, hợp tác phát triển, kiểm toán chi tiêu trong hoạt động bầu cử, và các nguồn bổ sung tài chính cho các đảng phái chính trị. Các Khu vực nay chịu thêm trách nhiệm cho mười hai loại thuế tại khu vực của mình, và chính phủ địa phương và cấp tỉnh cũng trở thành đối tượng quản lý của Khu vực. Cuộc bầu cử cấp tỉnh và cấp khu tự quản đầu tiên dưới quyền kiểm soát của Khu vực là các cuộc bầu cử cấp thành phố năm 2006. Chức năng của các thể chế tại Bruxelles cũng được điều chỉnh trong cuộc cải tổ nhà nước lần thứ năm, điều này dẫn đến một trong những hệ quả là bảo đảm tính đại diện của người dân Vlaanderen ở Bruxelles trong Nghị viện Khu vực Thủ đô Bruxelles.
Vào cuối năm 2011, sau cuộc khủng hoảng chính trị kéo dài nhất trong lịch sử hiện đại của Bỉ, một hiệp định hiến pháp giữa bốn nhánh chính trị chính (bao gồm phe Xã hội, phe Tự do, phe Xã hội Công giáo, và phe sinh thái), nhưng không gồm phe dân tộc Vlaanderen, điều này dẫn đến cuộc cải tổ nhà nước lần thứ sáu, chuẩn bị cho những thay đổi lớn về tổ chức và những đợt chuyển giao bổ sung thêm quyền quyết định từ cấp độ liên bang chuyển xuống cấp độ Cộng đồng và Khu vực. Cùng những thay đổi khác, Thượng nghị viện không còn được bầu cử trực tiếp, mà trở thành một Hội đồng các nghị viện của các vùng, khu vực Thủ đô Bruxelles được trao quyền tự quyết về việc thành lập cơ cấu, và các Khu vực có quyền quản lý về kinh tế, việc làm và phúc lợi gia đình, cũng như được tự quyết nhiều hơn về chính sách tài khóa.
Nước Bỉ mà một trong những quốc gia tham gia thành lập Khối thị trường chung châu Âu. Từ năm 1999 và năm 2002, đồng tiền euro dần dần thay thế đồng franc Bỉ (đơn vị tiền tệ của Bỉ từ năm 1830) với tỉ lệ 1 EUR = 40,3399 BEF Đồng xu Euro của Bỉ thường có hình Vua Albert II trên mặt sau đồng tiền.

### Các đảng chính trị
Từ thập niên 1960, hầu hết các đảng chính trị từng tham gia bầu cử ở cả Vlaanderen và Wallonie đã chia rẽ do vấn đề phân rẽ ngôn ngữ. Đảng Công giáo chia rẽ vào năm 1968 trong khi Đảng Xã hội Bỉ phân rẽ vào năm 1978 thành Đảng Parti Socialiste nói tiếng Pháp và Socialistische Partij thuộc Vlaanderen. Phe Tự do cũng chia rẽ theo khu vực vào năm 1992.
Đảng"Xanh"tại Bỉ đã khá thành công sau vụ bê bối của Marc Dutroux và"Vụ Dioxin"dẫn đến việc người dân vỡ mộng về các đảng đang tồn tại và khiến số phiếu bầu của phe Công giáo sụt giảm.

## Từ năm 1990 đến nay

### Vụ bê bối của Marc Dutroux
Vào năm 1996, niềm tin của người dân về hệ thống tư pháp liên quan đến chính trị và tội phạm bị lung lay vì tin tức Marc Dutroux và đồng bọn đã bắt cóc, tra tấn và giết hại nhiều cô gái trẻ. Quá trình điều tra của nghị viện đã phát hiện ra lực lượng cảnh sát thiếu năng lực và có tính quan liêu, hệ thống tư pháp cũng quan liêu, thiếu phương tiện trao đổi và hỗ trợ cho các nạn nhân, hệ thống thủ tục hành chính thì chậm chạp và có quá nhiều lỗ hổng cho tội phạm. Vào ngày 26 tháng 10 năm 1996, khoảng 300.000 người Bỉ tham gia cuộc"Tuần hành trắng"tại Bruxelles để phản đối tình trạng này.

### Can thiệp quân sự của Bỉ kể từ năm 1990

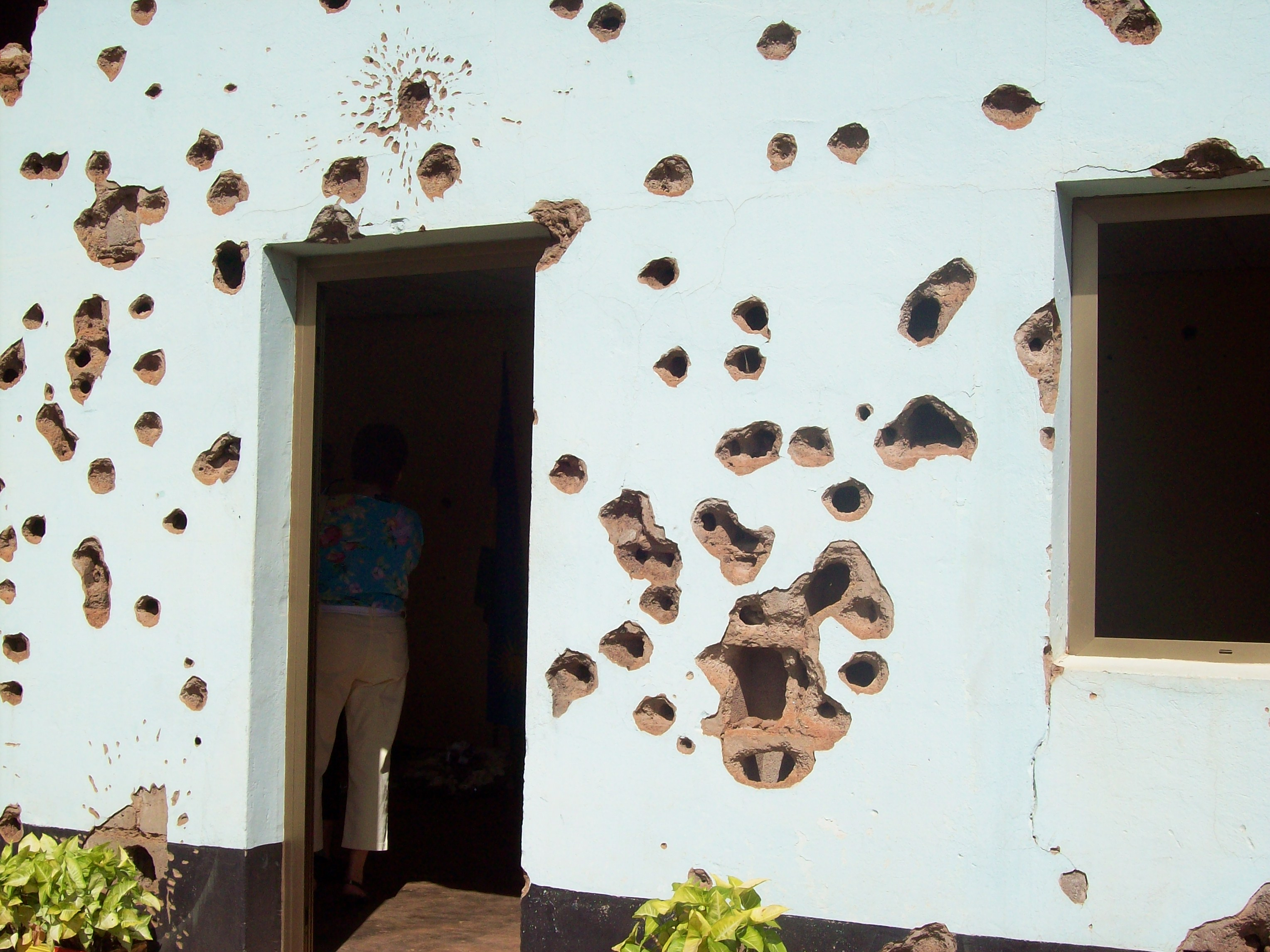
Địa điểm tàn sát nhân viên Liên hợp quốc người Bỉ tại Kigali, Rwanda.

Sứ mệnh của Liên Hợp Quốc tại Rwanda trong cuộc Nội chiến tại Rwanda, thường được biết đến với cái tên UNAMIR, có sự tham gia của rất nhiều nhóm quân người Bỉ dưới quyền chỉ huy của Roméo Dallaire. Nước Bỉ có tư cách là cường quốc thuộc địa trước đây tại quốc gia này, đã gửi lực lượng đông nhất gồm khoảng 400 lính từ Tiểu đoàn Đặc công số 2.
Sau khi máy bay của tổng thống Rwanda và Burundi bị bắn hạ, 10 nhân viên lực lượng gìn giữ hòa bình của Bỉ đã bị bắt cóc, cắt xẻo thân thể và bị giết hại bởi quân đội chính phủ do người Hutu chi phối. Đáp trả cho hành động này, nước Bỉ rút toàn bộ các nhân viên gìn giữ hòa bình về nước, buộc tội UNAMIR thất bại trong giải cứu nhân viên dưới quyền. Thành phần lực lượng từ Bỉ là đông đảo và thiện chiến nhất trong quân đoàn tham gia sứ mệnh UNAMIR, do đó, hành động này đã khiến lực lượng này bất lực, không thể đối phó với các sự kiện xảy ra trong nạn diệt chùng Rwanda.
Đội lính dù của Bỉ đã được triển khai tại Somalia trong Chiến tranh Restore Hope trong thành phần UNOSOM với nhiệm vụ bảo vệ hoạt động vận chuyển hàng cứu trợ và gìn giữ hòa bình. Một số binh lính người Bỉ đã thiệt mạng trong quá trình triển khai chiến dịch.
Trong cuộc Khủng hoảng Kosovo vào năm 1999, 600 lính dù của Bỉ tham gia vào Chiến dịch Allied Harbour, một cuộc hành quân của NATO nhằm bảo vệ và hỗ trợ cho một lượng lớn dân tị nạn người dân tộc thiểu số Albania tại Albania và Macedonia. Cùng năm đó, 1.100 binh lính Bỉ đã rời đến Kosovo để tham gia vào Lực lượng Kosovo (KFOR), một lực lượng gìn giữ hòa bình do NATO dẫn đầu.
Binh lính Bỉ cũng đã phục vụ tại Liban, dưới trướng lực lượng chuyển giao lâm thời của Liên Hợp Quốc tại Liban (UNIFIL). Khoảng 394 người Bỉ đã phục vụ tại Liban, trong các hoạt động dò phá bom mìn và chăm sóc y tế, và một tàu khu trục nhỏ cũng tham gia tại đây.

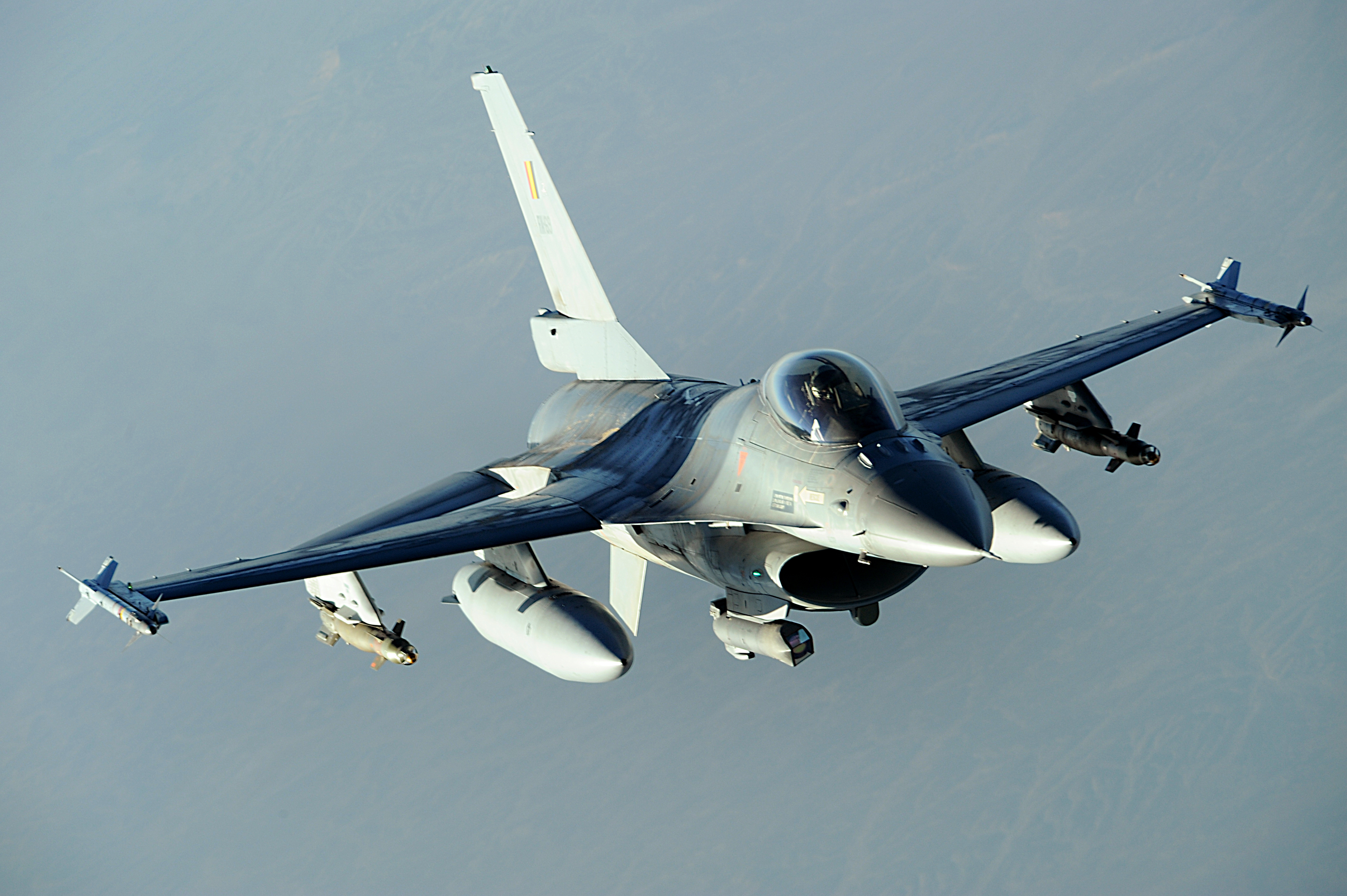
Máy bay F-16 của Bỉ thực hiện tuần tra quân sự trên vùng trời Afghanistan, ảnh năm 2008

Vào năm 2011, lực lượng Không quân Bỉ triển khai sáu máy bay phản lực chiến đấu F-16 hỗ trợ cho việc NATO can thiệp vào Nội chiến Libya theo Nghị quyết 1973 của Hội đồng Bảo an Liên Hợp Quốc. Máy bay của Bỉ đã tham gia vào không kích nhằm vào các lực lượng ủng hộ Muammar al-Gaddafi.
Bỉ tham gia vào sứ mệnh ISAF tại Afghanistan, cùng với các đội lính của Luxembourg. Nhóm này được gọi tên BELU ISAF 21, với mục tiêu chính là bảo đảm trật tự trị an tại sân bay quốc tế Kabul, trong khi các biệt đội (KUNDUZ 16) hỗ trợ ở phía Bắc PRTs Kunduz và Mazar-i-Sharif. Vào tháng 9 năm 2008, bốn máy bay phản lực F‑16 với khoảng 140 nhân viên hỗ trợ đi kèm đã được triển khai nhiệm vụ, và hoạt động từ sân bay Kandahar. Lực lượng không quân Bỉ hoạt động sát cánh với các máy bay phản lực chiến đấu F-16 của phía Hà Lan đã được triển khai từ trước tại khu vực này.

### Nợ công và suy thoái kinh tế
Bỉ đã vay mượn những khoản nợ lớn khi mức lãi còn thấp, và lại vay nợ mới để chi trả cho khoản nợ đầu tiên. Các khoản nợ của Bỉ đã lên tới khoảng 130% tổng mức GDP vào năm 1992 và giảm xuống khoảng 99% vào năm 2001 khi nước Bỉ tham gia vào khu vực đồng tiền chung Euro. Chính sách kinh tế quyết liệt này dẫn đến việc phải cắt giảm chi tiêu ngân sách sâu rộng, ví dụ như việc cắt giảm một khoản lớn tiền đầu tư cho nghiên cứu khoa học.

### Chính trị nội bộ
Trong cuộc bầu cử liên bang Bỉ năm 1999, các chính đảng truyền thống đã phải trải qua một thất bại lớn, do bê bối về"Vụ dioxin", dẫn tới việc chính phủ của Jean-Luc Dehaene sụp đổ sau tám năm cầm quyền. Guy Verhofstadt đã lập nên chính phủ mới bao gồm phe Tự do, phe Xã hội, và Đảng Xanh, tạo nên một chính phủ mới không có sự góp mặt của"Đảng Nhân dân Cơ Đốc giáo". Đây là lần đầu tiên xảy ra sự kiện hiếm hoi này kể từ năm 1958.
Vào tháng 7 năm 1999, một chính phủ bao gồm Đảng Xanh và Đảng Tự do và Dân chủ Vlaanderen tuyên bố sẽ thực hiện xóa sổ dần từng bước bảy lò phản ứng hạt nhân của Bỉ sau 40 năm hoạt động. Mặc dù người ta đồn đoán rằng chính phủ tiếp theo không có sự góp mặt của Đảng Xanh sẽ ngay lập tức thu hồi đạo luật này, tuy nhiên trong các đợt bầu cử năm 2003 vẫn chưa có dấu hiệu gì của việc đảo ngược chính sách này, đặc biệt là sau khi xảy ra sự cố tại lò phản ứng Tihange vào năm 2002. Vào năm 2006, Đảng Cơ Đốc-Dân chủ tại Vlaanderen đề nghị xem xét lại việc xóa sổ hoạt động của các lò phản ứng.
Chính phủ Bỉ phản đối mạnh mẽ chiến tranh Iraq trong cuộc khủng hoảng Iraq vào năm 2003. Chính phủ Verhofstadt đề nghị thực hiện giải pháp ngoại giao về vấn đề vũ khí hủy diệt hàng loạt và các hoạt động quân sự chỉ được thực hiện dưới sự chấp thuận của Liên Hợp Quốc.
Vào ngày 30 tháng 1 năm 2003, nước Bỉ trở thành quốc gia thứ hai trên thế giới công nhận hôn nhân đồng giới. Tuy nhiên, đạo luật này không cho phép các cặp đội đồng giới được nhận con nuôi. Vào tháng 12 năm 2005, Đảng Socialistische Partij Anders đã đưa ra một đề xuất gây nhiều tranh cãi, cho phép họ được nhận con nuôi, và đã được Viện dân biểu của Bỉ chấp thuận.

### Khủng hoảng chính trị 2010–11

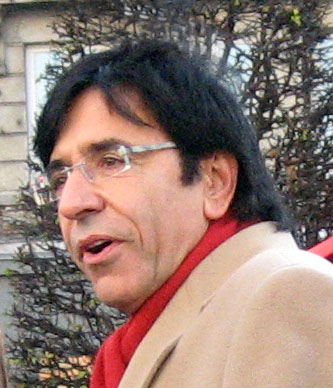
Elio di Rupo, giữ chức Thủ tướng Bỉ đến năm 2014

Cuộc bầu cử nhà nước liên bang Bỉ năm 2010 gây ra tình trạng phân rã cao độ về chính trị, với 11 đảng được bầu vào Viện dân biểu, và không có đảng nào trong số đó đạt quá 20% số ghế. Đảng có xu hướng ly khai là Đảng Liên minh Vlaanderen mới (N-VA) là đảng lớn nhất tại vùng Vlaanderen cũng như tổng thể trên toàn quốc, cũng chỉ chiếm được 27 trên tổng số 150 ghế tại Hạ viện. Đảng Xã hội (PS) của vùng Pháp ngữ, đảng lớn nhất tại vùng Wallonie, kiểm soát 26 ghế. Nước Bỉ lập kỉ lục thế giới về thời gian thành lập chính phủ cộng hòa mới sau bầu cử, với kỉ lục là 353 ngày. Cuối cùng, một liên minh chính phủ đã tuyên thệ vào ngày 6 tháng 12 năm 2011, với đại diện Đảng Xã hội Elio Di Rupo trở thành Thủ tướng của chính phủ Di Rupo.

## Biên soạn lịch sử
Biên soạn lịch sử hiện đại của Bỉ bắt đầu xuất hiện vào cuối thế kỷ XVIII, khi các nhà nghiên cứu không chỉ ghi chép lại theo tuần tự thời gian các sự kiện của từng vùng, từng thành phố hay các nhà lãnh đạo, và dựa vào việc thu thập thông tin nhanh chóng. Họ viết những bài luận văn sử dụng cách tiếp cận phê phán đối với từng vấn đề lịch sử nhất định. Sự phát triển này được bảo trợ bởi Học viên hoàng gia về khoa học và nghệ thuật Bỉ và phản ánh sức ảnh hưởng của thời kì Khai sáng—ví dụ như tác phẩm của Voltaire—trong lĩnh vực khám phá lịch sử của dân tộc. Họ cân nhắc rất nhiều về quan hệ nhân quả. Mục tiêu của họ là xây nên những nền tảng cho lịch sử nói chung của Vùng đất thấp thuộc Áo, do đó đánh dấu bước tiến quan trọng trong việc tạo nên lịch sử quốc gia Bỉ.
Từ khi Bỉ trở thành một quốc gia độc lập từ năm 1830, việc định nghĩa tính dân tộc là một vấn đề đặc biệt đối với các sử gia cuối thế kỷ XIX. Cách giải quyết thông thường đối với các nước châu Âu là định nghĩa tính dân tộc theo phạm vi ngôn ngữ đó được sử dụng, tuy nhiên cách làm này không có tác dụng trong trường hợp nước Bỉ. Nghệ sĩ theo trường phái Lãng mạn Joseph-Jean de Smet đã hình dung đất nước mình như chim phượng hoàng (gợi đến loài chim vĩ đại thức dậy từ cái chết.) Thách thức ở đây là phải định nghĩa được quá khứ và hiện tại của quốc gia khi đối mặt với các luồng ảnh hưởng từ Hà Lan, Tây Ban Nha, Áo, Pháp và Đức, điều này chính là vấn đề cốt yếu. Phải biện hộ cho biên giới quốc gia của Bỉ (đặc biệt là câu hỏi vì sao vùng Vlaanderen không nên thuộc về Hà Lan) cũng là một vấn đề khác làm bận tâm các nhà viết sử như Pirenne.
Nhà trung cổ học Godefroid Kurth (1847-1916) là sinh viên của giáo sư nổi tiếng người Đức Leopold von Ranke. Kurth đã giới thiệu phương pháp nghiên cứu khoa học tiến bộ của Ranke tại hội nghị chuyên đề của mình tại Đại học Liège. Ngành sử học của Bỉ đạt được tầm vóc quốc tế vào đầu thế kỷ XX với các tác phẩm của nhà trung cổ học Henri Pirenne (1862-1935).
Bộ môn nghiên cứu lịch sử tại Đại học Ghent được mở đường nhờ các nhà trung cổ học, đặc biệt là Hubert Van Houtte. Sau năm 1945 Charles Verlinden giới thiệu các phương pháp của trường phái Annales về lịch sử xã hội. Các đề tài nghiên cứu tại Ghent bao gồm lịch sử thời thuộc địa và lịch sử hàng hải, lịch sử giá cả và tiền lương, lịch sử canh tác, lịch sử kinh doanh và lịch sử ngành dệt may. Vào những năm 1970 và 1980 đã có nhiều mở rộng với các đề tài như lịch sử nhân khẩu học, tiêu chuẩn sinh hoạt và phong cách sinh hoạt, việc ăn xin và tội phạm, và lịch sử văn hóa và tư duy.